# 新幹線変形ロボ シンカリオン
『新幹線変形ロボ シンカリオン』（しんかんせんへんけいロボ シンカリオン、英: SHINKALION）は、ジェイアール東日本企画・小学館集英社プロダクション・タカラトミーの3社によって立ち上げられたプロジェクトにより開発され、タカラトミーから発売されている新幹線から巨大ロボットに変形するプラレールの玩具シリーズ、ならびにそれを基とするテレビアニメ作品・劇場版アニメ作品などのメディアミックス作品群。

## 概要
子どもたちに鉄道ロボットという夢のある新しいコンテンツを提供すべく、“正体不明の巨大な敵に立ち向かうため、日本の夢と技術が詰まった新幹線をベースに開発されたロボ”という設定で、JR東日本監修のもと、実在する新幹線がロボットに変形するキャラクターとして誕生した。タカラトミーの実在の鉄道車両が変形するロボットには、前身のトミーによる『超特急ヒカリアン』および『電光超特急ヒカリアン』があったが、デフォルメされていないリアルなサイズ感のロボットへの変形は本シリーズが初となる。
本作の特徴としてJR東日本グループのジェイアール東日本企画が企画時から関与していることが挙げられ、JR東日本の呼びかけに応じる形で新幹線を運行するJR各社（JR東海・JR西日本・JR北海道・JR九州）をはじめ、新幹線車両を保有していないJR四国を含めた関連企業も協力している。2018年から放送されたテレビアニメには実在する鉄道関係施設も登場しており、この経緯からテレビアニメでもJRマークが使用されている。また、テレビアニメはJR各社の協力体制が功を奏して、鉄道ファンの大人からも人気を得たことも特徴として挙げられる。
従来のプラレールのターゲット層は未就学児から小学校低学年の男児であり、タカラトミーでは小学生で戦隊ものに興味が移ってしまうことを悩みとしていたが、シンカリオンの登場によりプラレール離れを防いで対象年齢を小学校高学年まで広げ、さらにその後はNゲージへの移行を狙うといったグループ全体の販売戦略の確立にも繋がっている。
特にテレビアニメ化後は、複数の作品とのコラボレーションが行われている。中でも山陽新幹線とのコラボレーション企画で「500 TYPE EVA」を運行していた『新世紀エヴァンゲリオン』との関係は長く、テレビアニメ化以前から「500 TYPE EVA」から変形するシンカリオンが発売されていた。テレビアニメでは第1期第31話・劇場版・第2期第21話でコラボレーションした物語が作成され、『新世紀エヴァンゲリオン』のキャラクターもゲスト登場するとともに、リニューアルされたシンカリオンも発売された。

## 歴史

### 企画の発足から初期「シンカリオン」
企画の発端となったのはテレビ東京系列で放送されていた『のりスタ!』。2012年から2013年ごろに放送された「新幹線の走行シーン」が好評であったため新幹線というコンテンツを活かす企画が検討されるが、当初新幹線を保有するJR各社からは新幹線のキャラクター化の許諾を得られず、交渉を重ねて唯一許諾を得られたJR東日本の協力により企画は始動した。
JR東日本の子会社であるジェイアール東日本企画と、『のりスタ!』を製作した小学館集英社プロダクションの主導により「新幹線E5系をモチーフにしたロボット」のコンセプトモデル『Project E5』が製作され、2014年6月の東京おもちゃショー2014で展示された。参考出品であったため当初は玩具として展開する予定はなかったが、タカラトミーの参加により認知度の高い「プラレール」をベースとした商品化が検討される。タカラトミーと小学館ミュージック&デジタル エンタテイメントによって玩具とアニメーションを両立するデザインについての検証が何度も重ねられ、実車サイズから変形する「映像用」と、デフォルメされたプラレールから変形する「玩具用」の2種類のデザインが完成した。
2015年3月16日にジェイアール東日本企画・小学館集英社プロダクション・タカラトミーの3社原案による新たなコンテンツとして『新幹線変形ロボ シンカリオン』が発表され、「シンカリオン E5はやぶさ」の紹介映像が公開される。2015年7月18日に「シンカリオン E5はやぶさ」「シンカリオン E6こまち」、次いで「シンカリオン E7かがやき」が発売される。JR東日本の呼びかけに応じる形でJR東海を含む他のJR各社の許諾も得られたことで他社が保有する新幹線をモチーフとしたシンカリオンも発売され計10種類までシリーズが拡大し、2016年6月1日には山寺宏一が歌うテーマソング『チェンジ!シンカリオン』も発表された。
なお『シンカリオン』が誕生した当時は、最初からメディアミックス戦略として玩具・テレビ・漫画・ゲームといった複数媒体のコンテンツを同時に展開する作品も多かったが、『シンカリオン』では戦略的にそういった展開が避けられた。企画発足から携わりテレビアニメ以後はチーフプロデューサーを務めるジェイアール東日本企画の鈴木寿広は「同時に展開すると人気の急上昇が見込める一方で、一転して人気が急速にしぼんでしまうリスクがある」とし、長期的な人気コンテンツとするために「新幹線であれば最初からある程度の人気が期待できるため、そこから緩やかに認知度を上げるために玩具を先行させた」という趣旨を語っている。

### テレビアニメ化以降の展開
第1期のテレビアニメ『新幹線変形ロボ シンカリオン』は、TBS系列のアニメサタデー630で2018年1月6日から2019年6月29日まで放送された。テレビアニメ決定に伴って、玩具シリーズは仕様が一部一新された「DXSシンカリオン」にリニューアルされ、テレビアニメ放送開始にに先立って2017年12月18日に「DXS シンカリオン E5はやぶさ」「DXS シンカリオン E6こまち」が発売、以後物語の放送に合わせて他のシンカリオンも順次発売されていき、テレビアニメの人気を受けて玩具の売り上げも急増した。2019年12月27日には劇場版アニメ『劇場版 新幹線変形ロボ シンカリオン 未来からきた神速のALFA-X』も公開された。
第2期のテレビアニメ『新幹線変形ロボ シンカリオンZ』は、テレビ東京系列で2021年4月9日から2022年3月18日まで放送された。テレビアニメ第2期の開始に伴って玩具シリーズは「シンカリオンZ」に改められ、実在の在来線をモチーフとした特殊武装車両「ザイライナー」も併せて商品展開される。4月10日に「シンカリオンZ E5ヤマノテ」「シンカリオンZ E6ネックス」などが発売され、以後物語の放送に合わせて他のシンカリオンZも順次発売されていった。テレビアニメ終了から約1年後の2023年2月28日には、公式サイト上で後日談を描いた全8話の新作ストーリー「復活のカイレン」が公開された。
第3期のテレビアニメ『シンカリオン チェンジ ザ ワールド』は、2024年4月から放送が開始された。テレビアニメ第3期の製作決定に伴って玩具シリーズは「シンカリオンCW」に改められ、実在の作業車をモチーフとした武装強化ビークル「エルダビークル」も併せて商品展開される。テレビアニメ放送開始に先立って2024年1月27日には「シンカリオンCW E5はやぶさトレーラーフォーム」「シンカリオンCW E6こまちトップリフターフォーム」「シンカリオンCW E7かがやきドリルフォーム」などが発売された。
2025年2月16日にはシリーズ10周年を記念したプロジェクトの発足が発表され、5月4日にTAKANAWA GATEWAY CITYでトークイベント「SHINKALION 10th Anniversary Special Talk ～『シンカリオン』とアニメの未来～」が開催されることや、テレビアニメ第1期の「シンカリオン E5はやぶさ」や第2期の「シンカリオンZ E5ヤマノテ」のシンカリオンCW規格化された玩具が発売されることなどが公開された。

## 玩具展開
多くは実在の新幹線をモチーフとしており、新幹線形態の『シンカンセンモード』から変形して、ロボット形態の『シンカリオンモード』となる。シンカンセンモードでの編成数は無印「シンカリオン」シリーズから「シンカリオンZ」シリーズまでが基本3両編成、「シンカリオンCW」シリーズが基本1両編成。形状はプラレールシリーズの同名車両と同じで規格も共通するが、ごく一部を除いて動力車は含まれないため単体での電動走行は不可能。

### シンカリオン・DXS シンカリオン
テレビアニメ放送以前の無印「シンカリオン」と、第1期テレビアニメ以降の「DXS シンカリオン」では一部仕様が異なるものの設定の共通要素も多いため、この項で併せて扱うこととする。別個の説明が必要な場合は、無印時代の玩具を「旧製品版」、テレビアニメ以後の玩具を「DXS版」と前置きして説明する。
旧製品版の設定はテレビアニメ第1期の基となっているものの、一部異なる部分が存在する。旧製品版の敵はバチガミと呼称され、人間にバチを当てるために異次元からやってくる謎の存在とされている。遮光器土偶のような形状のものが多く確認されているが、同様の敵がテレビアニメ第1期では10年前に出現した最初の巨大怪物体「ファーストエネミー」として扱われている。
各玩具単体での変形に加えて、他のシンカリオンと合体する複数の合体機構が存在する。以下にDXS版の合体機構一覧を記すが、このうち「リンク合体」「トリニティー合体」の2つは旧製品版から存在した。なお「トリニティー合体」は専用の合体システムのため記載していない。
|                                                                                               | 旧製品版の有無 | 車両数 | リンク合体 | クロス合体 | オーバークロス合体 |
| --------------------------------------------------------------------------------------------- | -------------- | ------ | ---------- | ---------- | ------------------ |
| E5はやぶさ・E6こまち・E7かがやき・H5はやぶさ・N700Aのぞみ E3つばさ・E3つばさ アイアンウイング | 〇             | 3両    | 〇         | 副         | 副                 |
| 800つばめ・923ドクターイエロー ブラックシンカリオン・ブラックシンカリオン 紅                  | ×              | 3両    | 〇         | 副         | 副                 |
| ALFA-X                                                                                        | ×              | 5両    | 〇         | 副         | 副                 |
| 700のぞみ・700ひかりレールスター・N700みずほ                                                  | 〇             | 1両    | ×          | ×          | ×                  |
| 500こだま・500 TYPE EVA                                                                       | 〇             | 4両    | ×          | 主         | ×                  |
| ハローキティ                                                                                  | ×              | 4両    | ×          | 主         | ×                  |
| ドクターイエロー                                                                              | ×              | 5両    | ×          | 主         | ×                  |
| E5はやぶさ MkII・ブラックシンカリオン オーガ・N700Sのぞみ                                     | ×              | 3両    | ×          | ×          | 主                 |

#### リンク合体が可能なシンカリオン

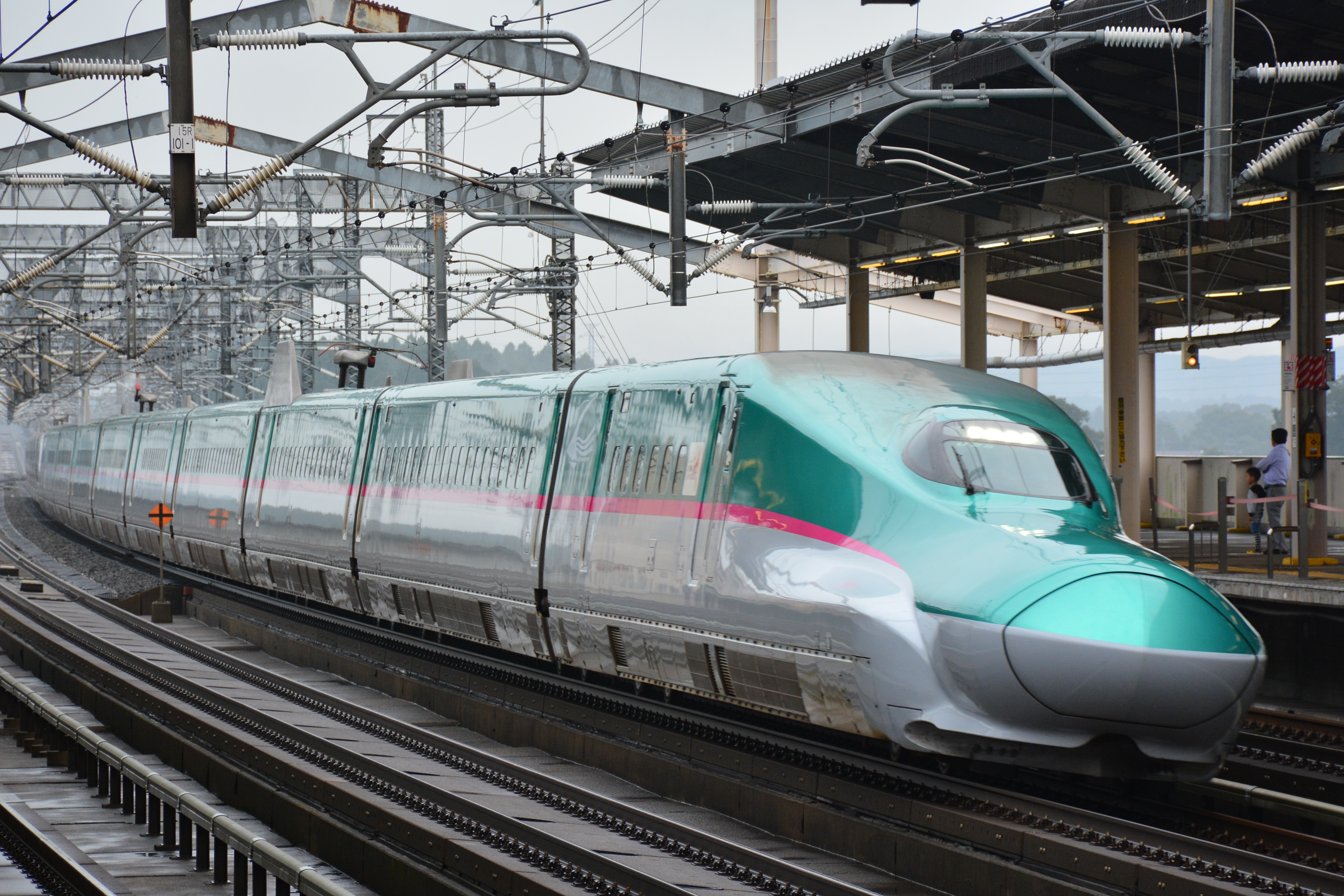
実際のE5系

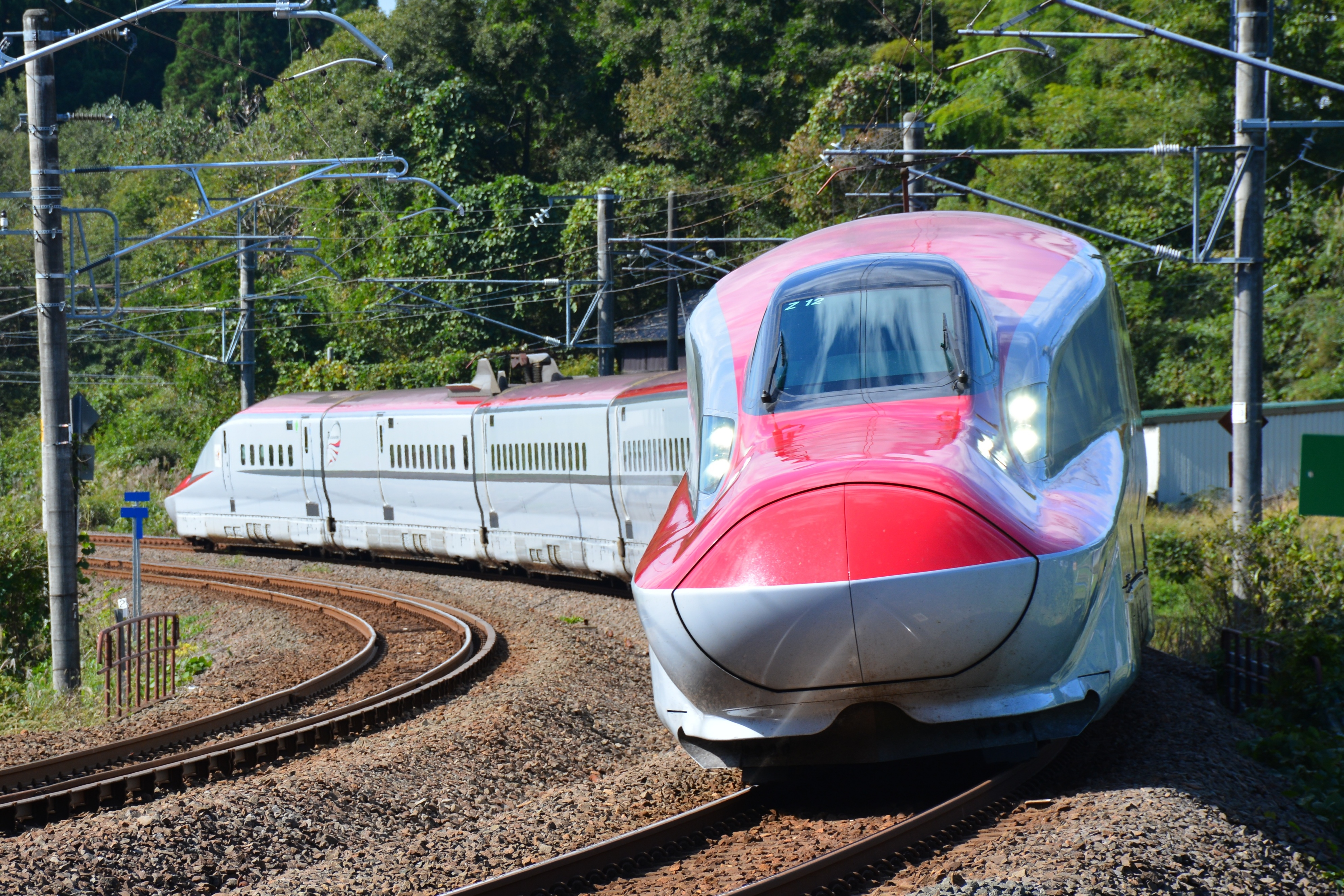
実際のE6系

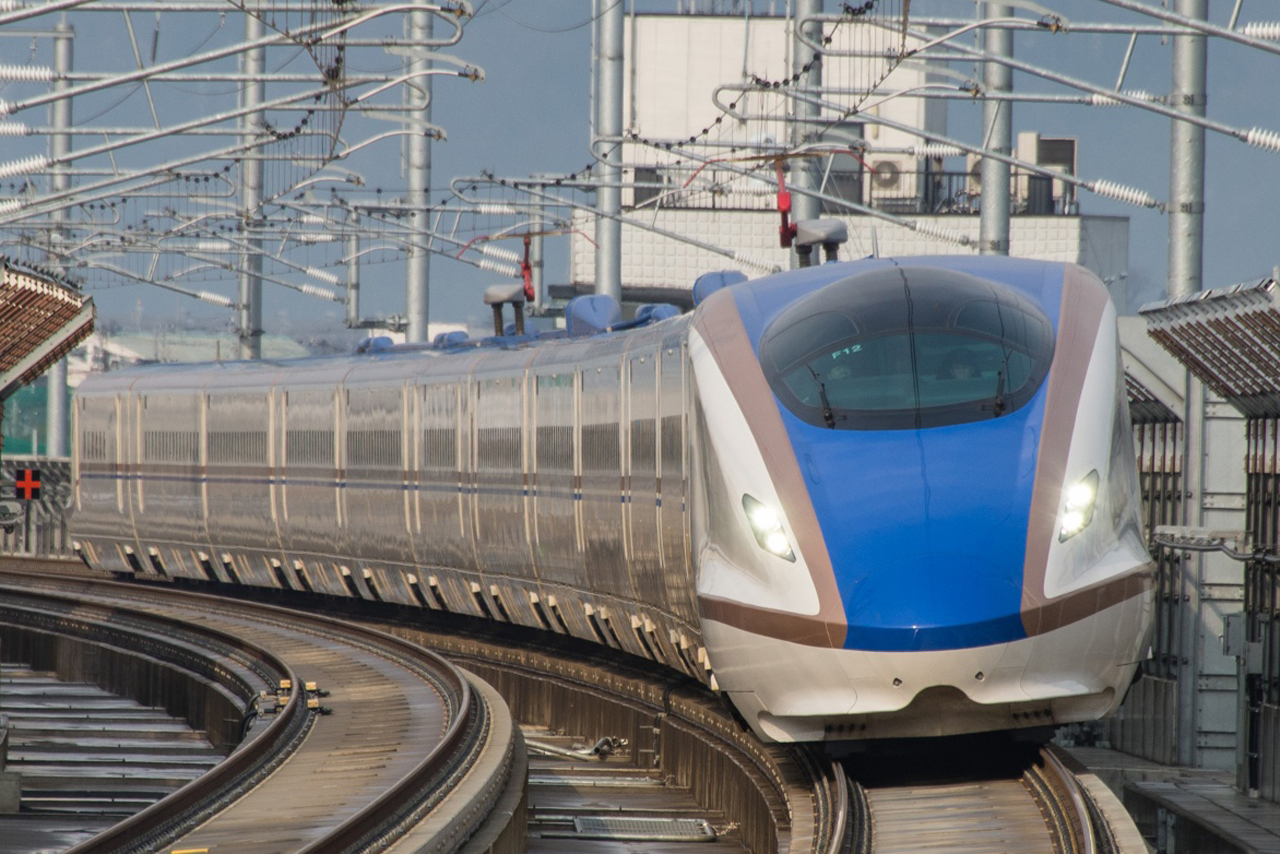
実際のE7系

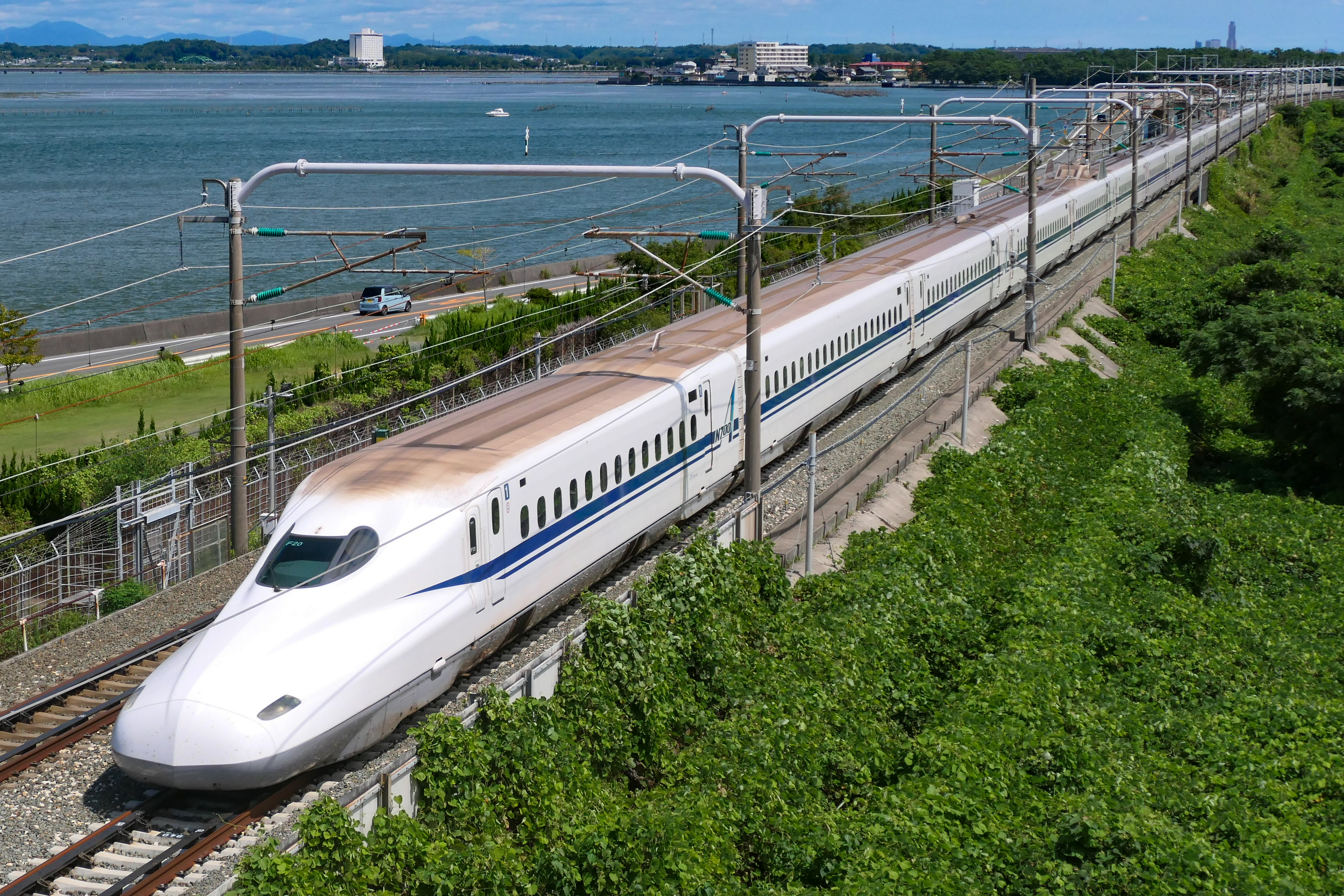
実際のN700A

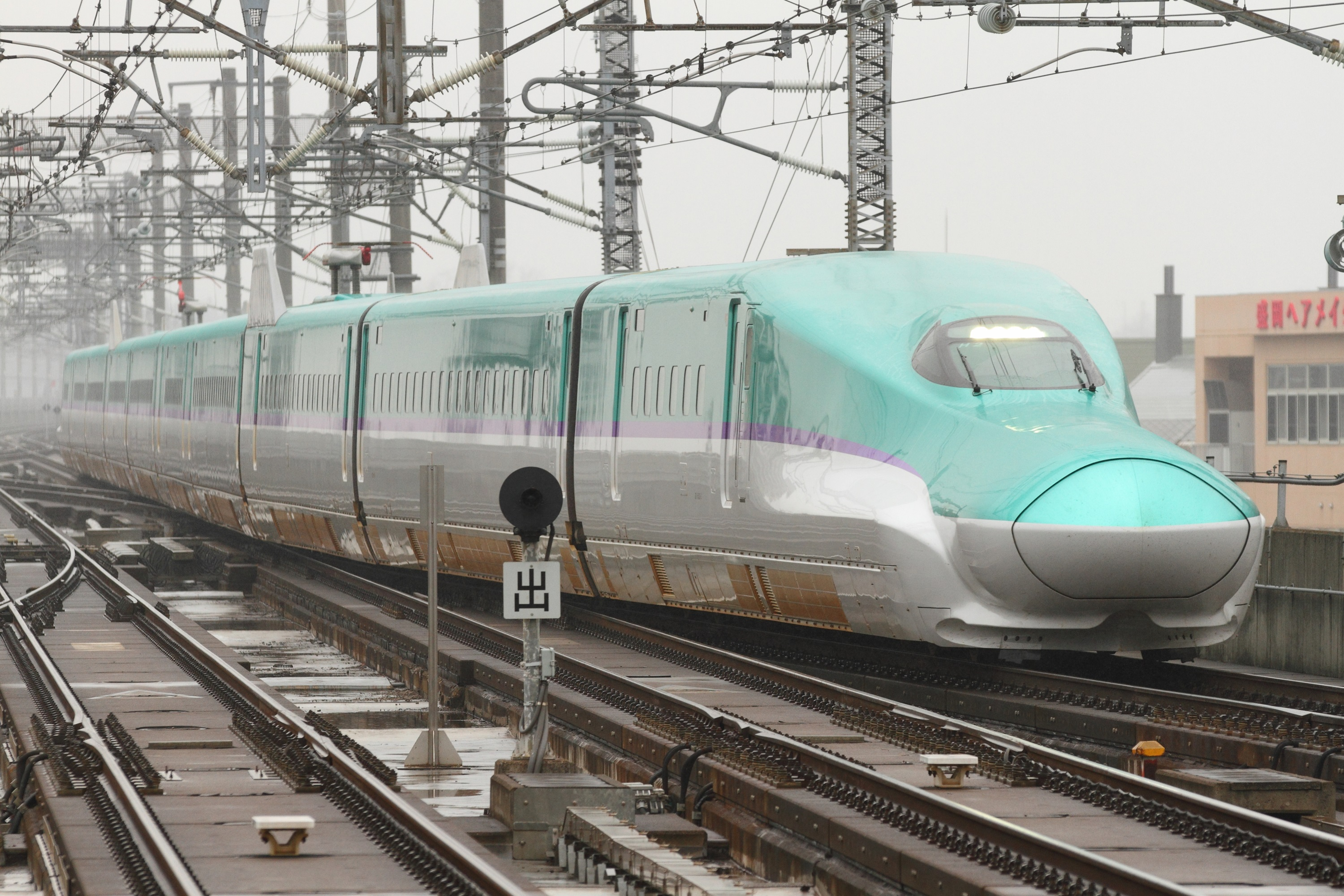
実際のH5系

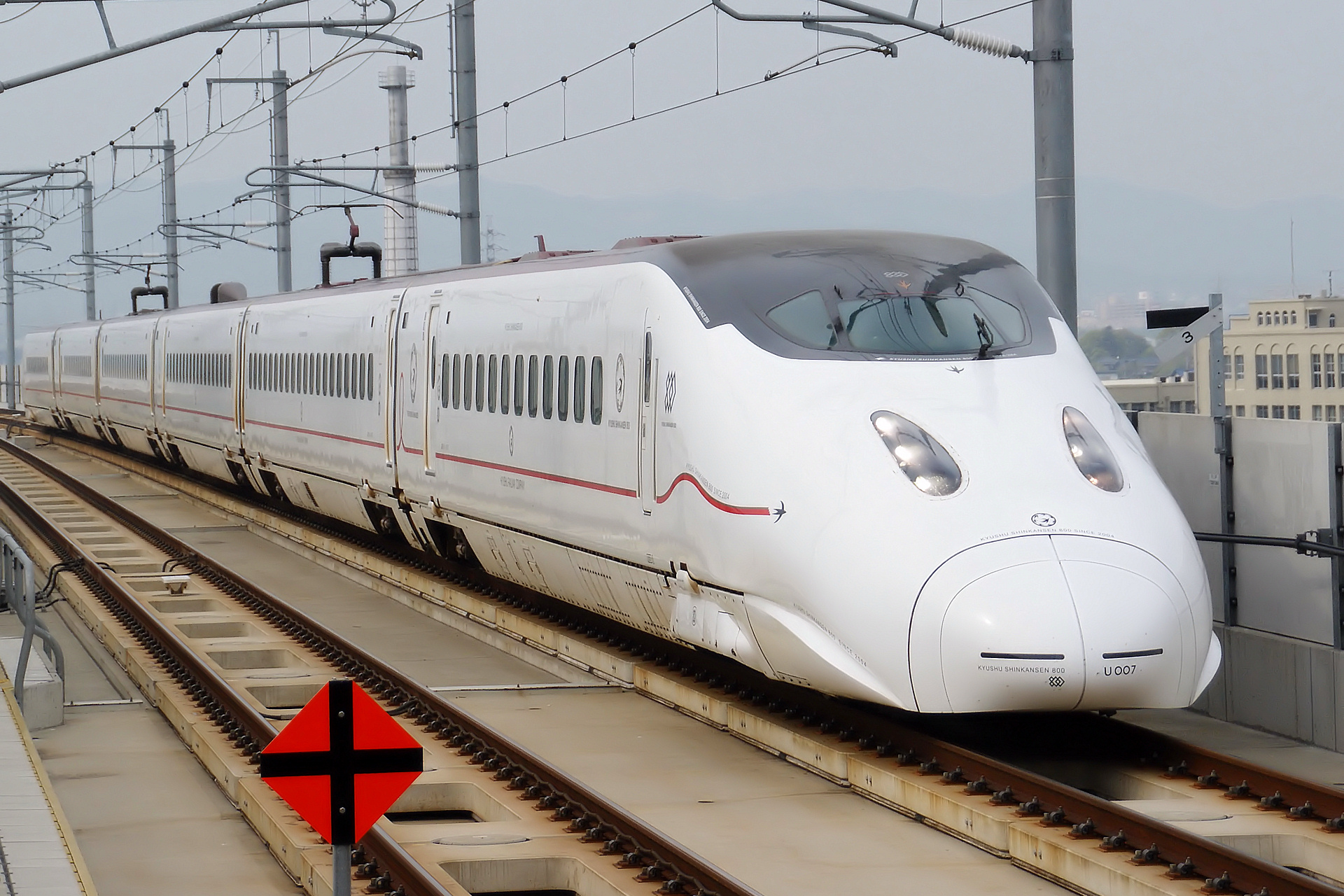
実際の新800系

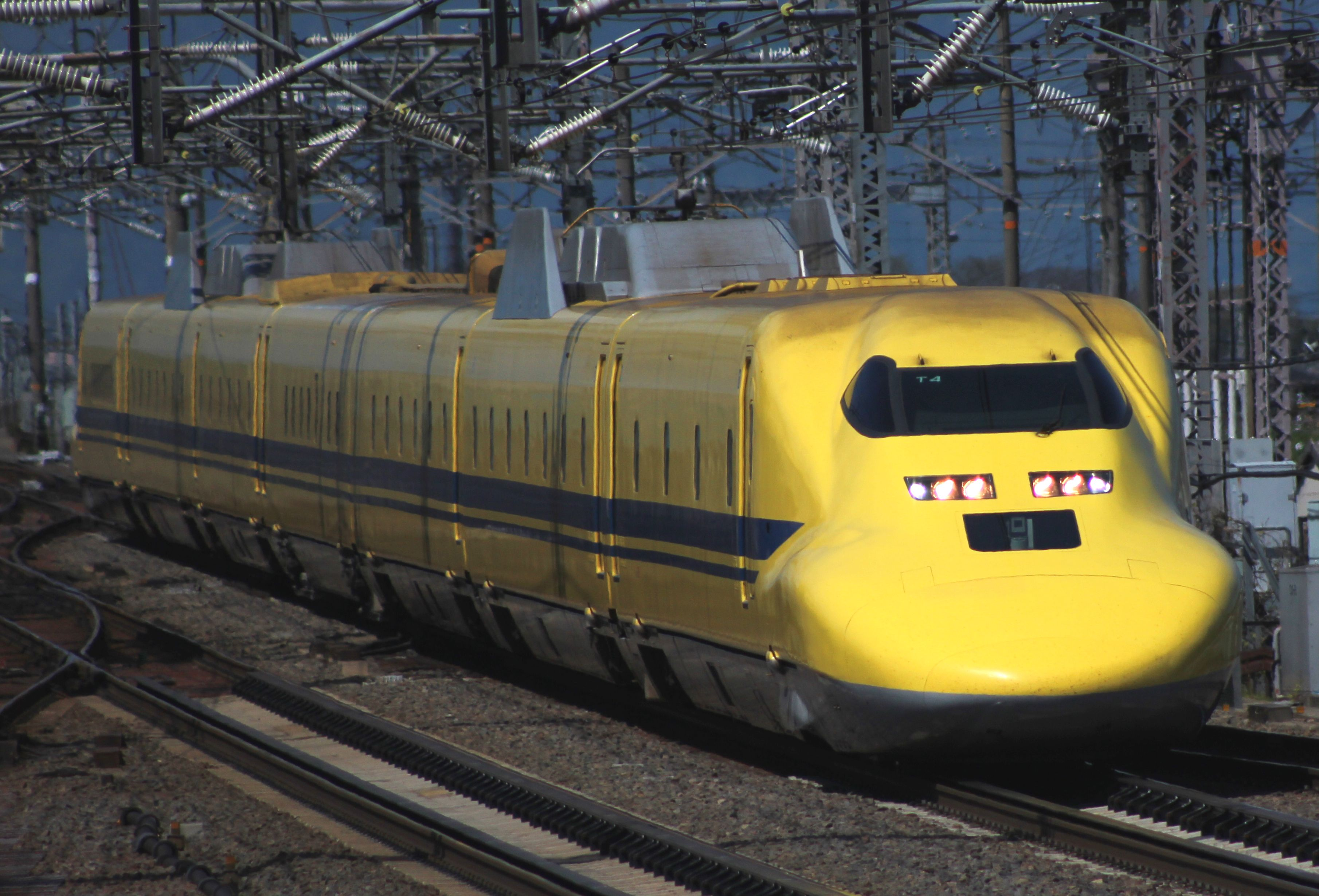
実際のドクターイエロー

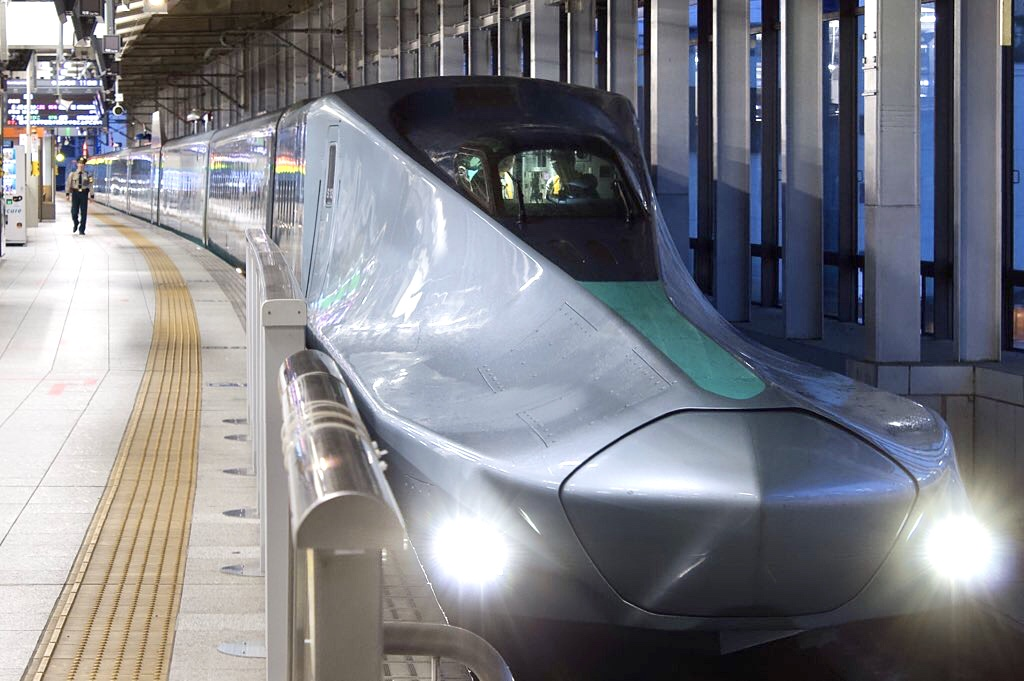
実際のALFA-X

リンク合体とは、基本的な構造のシンカリオン2体が合体するシステム。上半身・下半身で異なるシンカリオンを合体させるもので、DXS版では上半身シンカリオンの頭部に下半身シンカリオンに応じたヘッドギアを装着する。リンク合体後の名称は「E5+E6」のように表記し、上半身・下半身のシンカリオンの型式番号を「+（リンク）」で繋ぐ。
シンカリオン E5はやぶさ
新幹線E5系はやぶさから変形するバランス型のシンカリオン。全長・重量は26.5m・100t（旧製品版では40m・100t）。武器は「カイサツソード」（ウイング装備で「超カイサツソード」に強化）と、必殺技の「グランクロス」。
プロジェクト発足5周年を記念して、2020年8月6日に可動部が追加された「シンカリオン E5はやぶさ 可動プラス」も発売された。
旧製品版で設定されたパイロットは速杉 はやと（はやすぎ はやと）。

シンカリオン E6こまち
新幹線E6系こまちから変形する機動性に優れたシンカリオン。全長・重量は25m・95t（旧製品版では38.5m・95t）。武器は2丁拳銃の「フミキリガン」で、ライフルモードの「フミキリライフル」、キャノンモードの「フミキリキャノン」にも変形する。
旧製品版で設定されたパイロットは優 あきた（すぐ あきた）。

シンカリオン E7かがやき
新幹線E7系かがやきから変形するパワーが特徴のシンカリオン。全長・重量は26m・110t（旧製品版では40m・110t）。武器は「シャリンドリル」。
旧製品版で設定されたパイロットは前田 つらぬき（まえだ つらぬき）。

シンカリオン E3つばさ（旧製品版は「シンカリオン E3つばさ フレアウイング」）
シンカリオン E3つばさ アイアンウイング
新幹線E3系つばさから変形する変幻自在の戦い方を得意とするシンカリオン。塗装は「つばさ」が2014年以降の現行塗装、「つばさ アイアンウイング」が営業運転開始時の旧塗装。全長・重量はともに25m・95t（旧製品版では38.5m・95t）。武器はつばさが赤の「フミキリシュリケン」、アイアンウイングが緑の「シンフミキリシュリケン」。手裏剣として投げる「シュリケンモード」と、分割して両手に持つ「クナイモード」がある。
旧製品版では兄弟機の位置づけの「E3つばさ フレアウイング」「E3つばさ アイアンウイング」の名称で、シンカリオンモード時の名称も「E3つばさ フレアバイオレッド」「E3つばさ アイアンウィンド」。武器は両機とも「フミキリシュリケン」で、両機のリンク合体時にはフミキリシュリケンも合体して「シュリケンソレイユ」となる。

シンカリオン N700Aのぞみ
新幹線N700Aのぞみから変形するハイレベルなスペックを誇るシンカリオン。通常形態に加えて「アドバンスドモード」が存在する。全長・重量は26.5m・100t（旧製品版では40m・100t）、アドバンスモード時は27.5m、140t（旧製品版では45m・140t）。武器を持たず接近戦を得意とし、アドバンスドモード時は「アドバンスドアーム」と「ドラゴンナックル」を装着する。

シンカリオン H5はやぶさ
新幹線H5系はやぶさから変形する寒冷地仕様のシンカリオン。全長・重量は26.5m・100t（旧製品版では40m・100t）。カラーリング以外の基本性能や武器はE5はやぶさと同様だが、内部には発熱システム「ユーバリ・ヒート・システム（YHS）」が搭載が搭載されている。

シンカリオン 800つばめ
新幹線800系つばめから変形する空中戦闘を得意とするシンカリオン。全長・重量は26.5m・95t。武器は「パンタグラフアロー」。背部に「スワローウイング」、脚部に「サブウイング」を備える。

ブラックシンカリオン
「漆黒の新幹線」から変形する未知数の性能を秘めたシンカリオン。通常形態に加えて「ドラグーンモード」「バーサーカーモード」の2形態が存在する。全長・重量は通常時が26.5m・100t、ドラグーンモード時が19.5m・150t、バーサーカーモード時が34m・120t。武器は「ダークカイサツソード」など7種類と、必殺技の「デスグランクロス」（バーサーカーモードでは「ヘルグランクロス」）。
4両編成で3両目は電動走行が可能なユニットとなっている。テレビアニメ第1期には序盤から登場しており、玩具として発売されると一時品薄になるほどの人気となった。作中で「ブラックシンカリオン 紅」へと変化する。
ブラックシンカリオン 紅
「漆黒の新幹線 紅」から変形するシンカリオンで、ブラックシンカリオンの本来の性能が覚醒した形態。全長・重量は26.5m・100t。武器は「ダークカイサツソード 紅」。
紅カラーのブラックシンカリオンの武器および「ドラグーンモード」「バーサーカーモード」に必要なパーツが、「ブラックシンカリオン 紅」および「E3つばさ アイアンウイング」の購入特典となっていた。
シンカリオン 923ドクターイエロー
新幹線923形ドクターイエロー（T4編成）から変形する高性能なシンカリオン。全長・重量は26.5m・100t。武器は「レールガン」で、接近戦では「トロリブレード」に変形する。頭部には「スキャンアイカメラ」を搭載。

シンカリオン ALFA-X
新幹線試験車両E956（ALFA-X）から変形する次世代型のシンカリオン。通常形態の「アルファモード」に加えて「エックスモード」がある。5両編成。全長・重量はアルファモード時が25.5m・100t、アルファモード時が31.5m・220t。武器はアルファモード時は「シャリョウブレード トウキョウ」「シャリョウブレード シンアオモリ」の2つで、エックスモード時は合体した「レンケツシャリョウブレード」。加えてアルファモードでは「フミキリシュリケン」、エックスモードでは必殺技の「エックスグランクロス」が使用可能。内部には「ユーバリ・ヒート・システム（YHS）」が搭載されている。
本機とのオーバークロス合体は、他と同様の通常形態（アルファモード）での合体に加えて、5両全てを使用したエックスモードでの合体も可能。

#### トリニティー合体が可能なシンカリオン
トリニティー合体とは、「700シリーズ」と呼称される3機が合体してシンカリオン トリニティーとなる合体システム。3体のいずれが中心になるかによって以下の3つの形態をとる。
- のぞみバージョン - 700のぞみが中心、右腕右脚が700ひかりレールスター、左腕左脚がN700みずほで構成される基本形態。旧製品版では「トリニティーN（ネオ）」。
- ひかりバージョン - 700ひかりレールスターが中心、右腕右脚がN700みずほ、左腕左脚が700のぞみで構成される狙撃重視形態。旧製品版では「トリニティーH（ハイパー）」。
- みずほバージョン - N700みずほが中心、右腕右脚が700のぞみ、左腕左脚が700ひかりレールスターで構成される格闘重視形態。旧製品版では「トリニティーM（メガ）」。

全長・重量はいずれの形態も55m・140t。使用武器は700シリーズそれぞれの武器を合体させた「トリニティーハルバード」。
700シリーズはいずれも1両から変形する小型のシンカリオンで、トリニティー合体専用の形状のため他の合体機構に対応していない。なお、各機は「ギガブースター」形態に変形して、基本的構造のシンカリオンの背中に合体することが可能。
シンカリオン 700のぞみ
新幹線700系のぞみから変形するバランス型のシンカリオン。全長・重量は19m・45t。武器は「シンカブレード」。
ギガブースターとしてE5はやぶさに合体すると、シンカブレードが超カイサツソードと合体して「シンカイサツソード」に強化される。
シンカリオン 700ひかりレールスター
新幹線700系ひかりレールスターから変形する射撃を得意とするシンカリオン。全長・重量は19m・45t。武器は「カンカンガン」。
ギガブースターとしてE6こまちに合体すると、カンカンガンがフミキリガンと合体して「トリプルフミキリガン」に強化される。
シンカリオン N700みずほ
新幹線N700系みずほから変形するパワー重視のシンカリオン。全長・重量は19m・45t。武器は「ドウリンハンマー」。
ギガブースターとしてE7かがやきに合体すると、ドウリンハンマーがシャリンドリルと合体して「ダイシャリンドリル」に強化される。

#### クロス合体が可能なシンカリオン

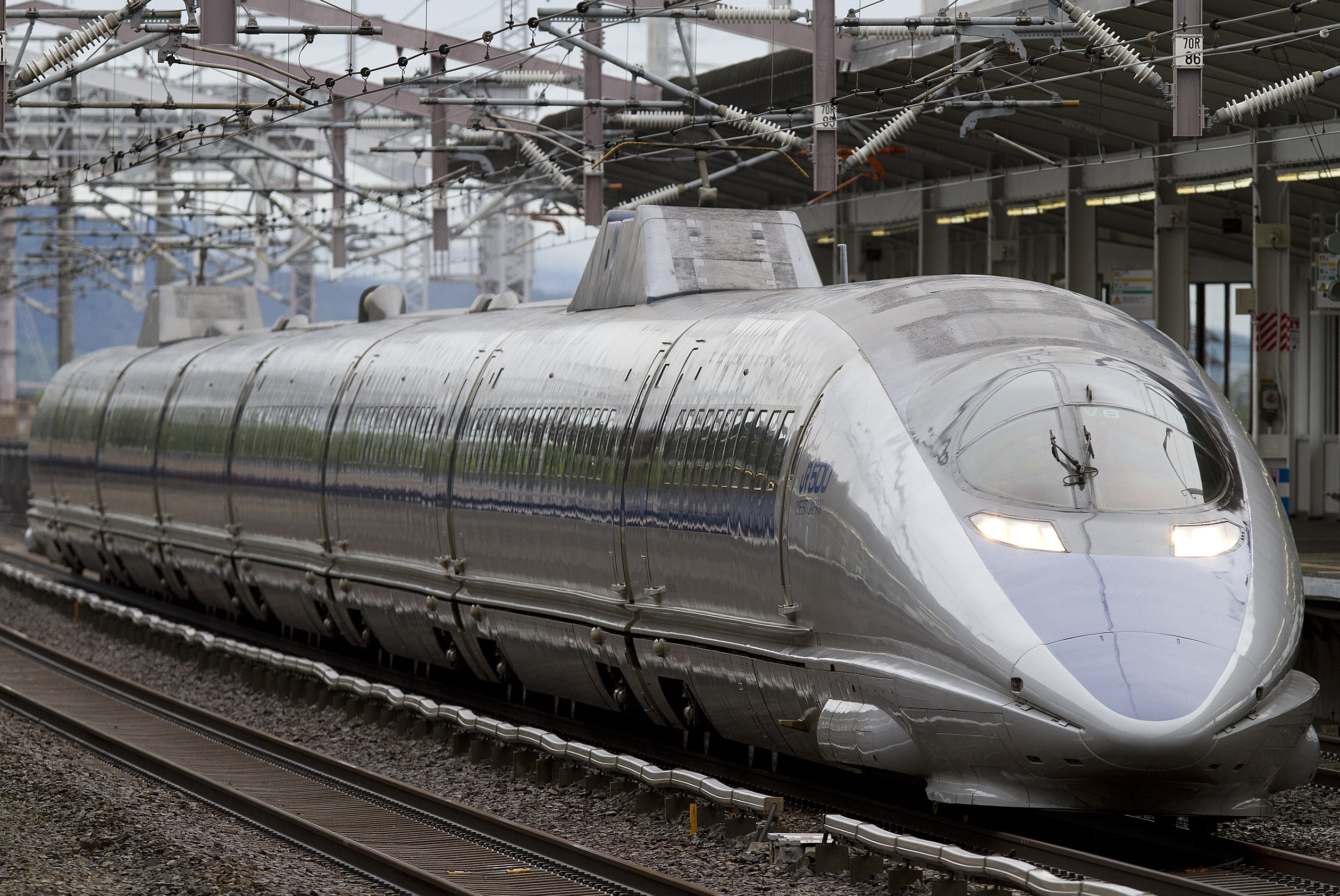
実際の500系

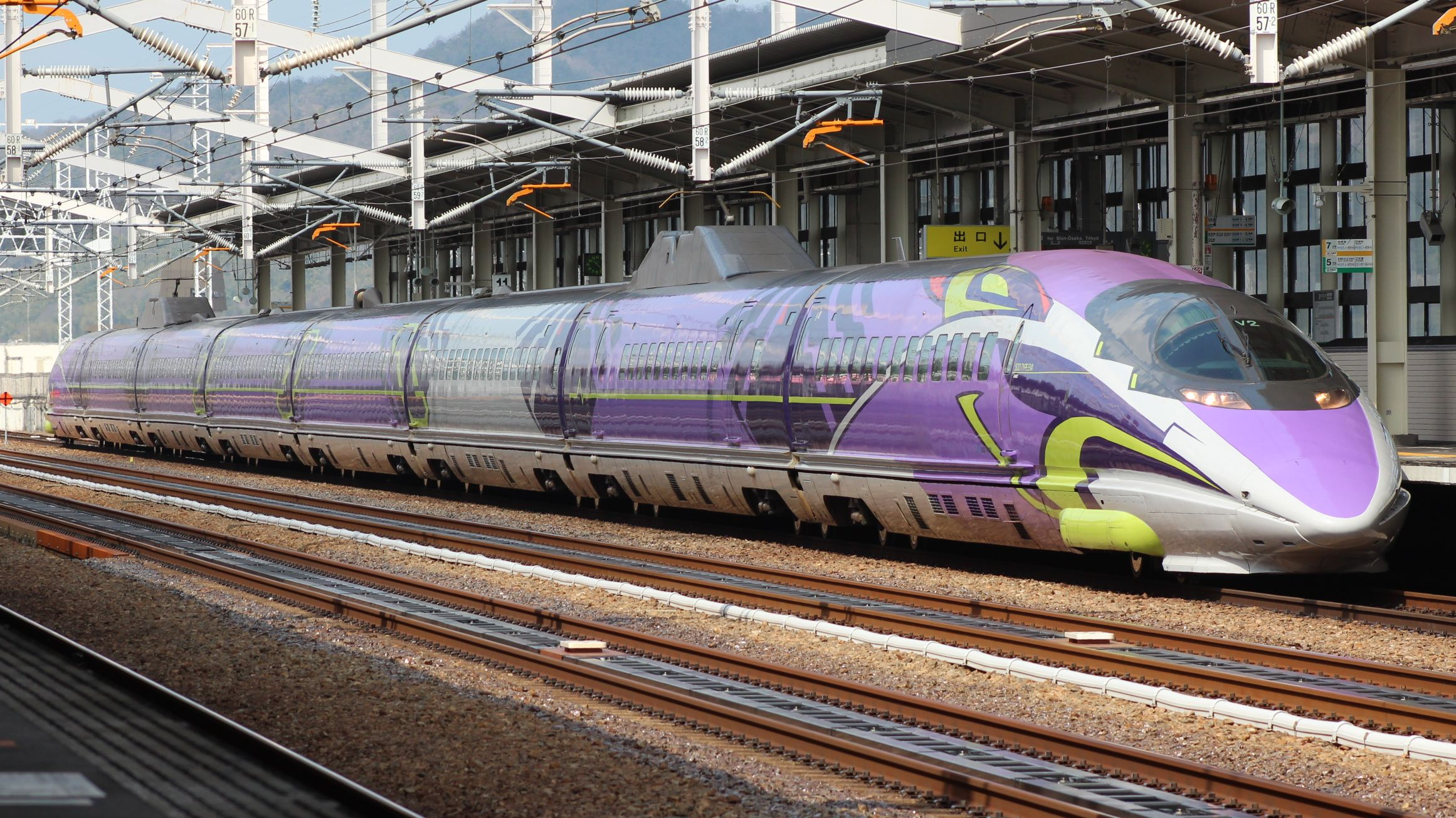
実際の500 TYPE EVA

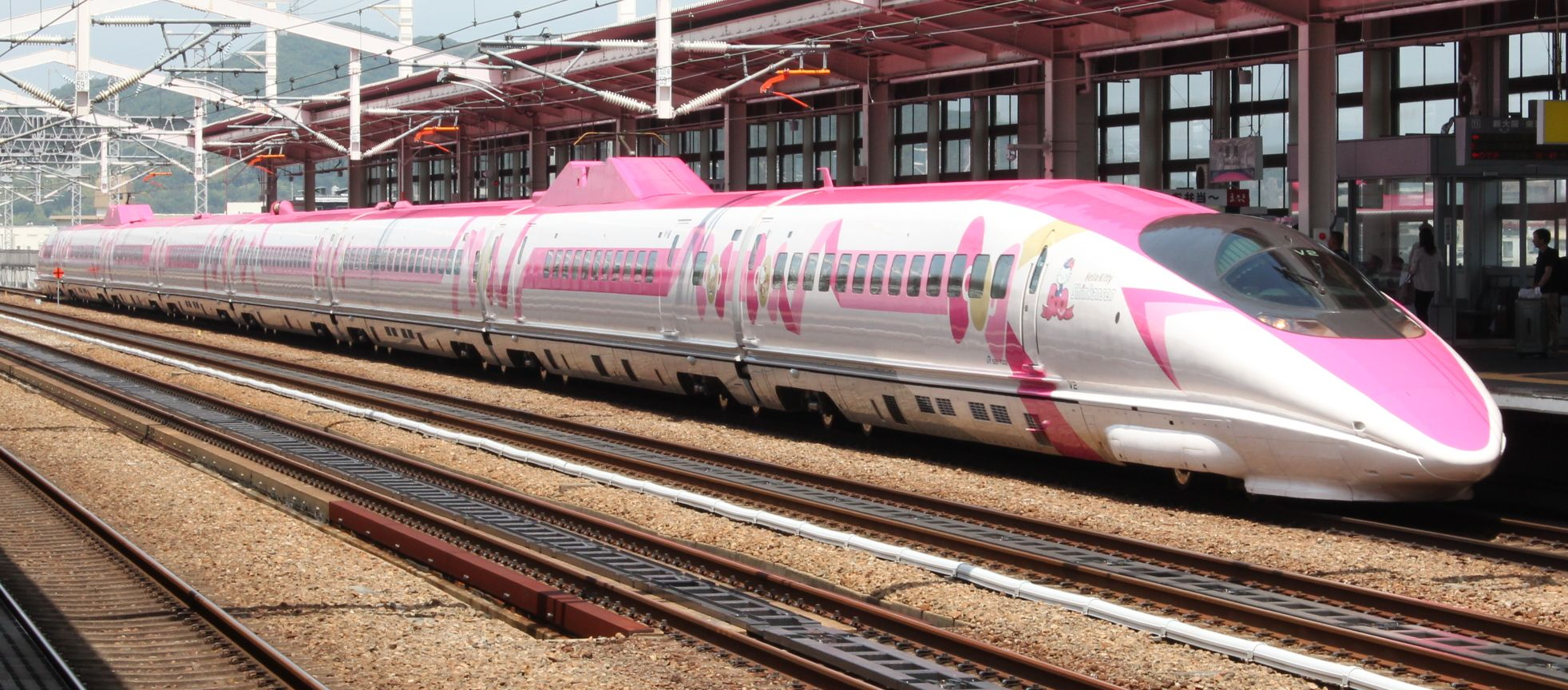
実際のハローキティ新幹線

クロス合体とは専用の機構を持つ主機体に、基本的構造のシンカリオンの先頭車両を合体するシステム。両腕と下半身は主機体の部品、頭部・胸部は合体相手の部品になるが、主機体に応じたヘッドギアが合体相手の頭部に装着される。クロス合体後の名称は「500×E5」のように表記し、主機体・合体相手の型式番号を「×（クロス）」で繋ぐ。
シンカリオン 500こだま
新幹線500系こだまから変形する高出力を特徴とするシンカリオン。4両編成。全長・重量は27m・120t。武器は攻防一体の「ミサイルシールド」、ライフルやメイスに変形する「シンゴウスピア」。クロス合体時にはシンゴウスピアが合体相手の武器と合体する。
旧製品版では3両編成でクロス合体機構を持たない。全長・重量は45m・120t。

シンカリオン ドクターイエロー
新幹線923形ドクターイエロー（T4編成）から変形する攻防ともに優れた性能のシンカリオン。5両編成。全長・重量は35m・255t。武器はソードとガンの2つの形状に変形する「レーザーウェポン」。小型バリア「ケンソクレーザーシールド」、敵を分析する「レーザースキャン」も搭載している。
シンカリオン 500 TYPE EVA
新幹線500 TYPE EVAから変形する「エヴァンゲリオン初号機」をモチーフとしたシンカリオン。4両編成。全長・重量は28.5m・123t。カラーリング以外の基本性能や武器は500こだまと同様だが、附属するヘッドパーツや武器の意匠・名称はエヴァンゲリオン初号機をイメージしたものに変更されており、A.T.フィールドも備える。
テレビアニメ第1期第31話および劇場版では『新世紀エヴァンゲリオン』とコラボレーションし、地上波放送では変形BGMに『残酷な天使のテーゼ』が使用された。

シンカリオン ハローキティ
ハローキティ新幹線から変形する「ハローキティ」をモチーフとしたシンカリオン。4両編成。全長・重量はリンゴ積載トラック5台分・リンゴ積載トラック3台分。カラーリング以外の基本性能や武器は500こだまと同様だが、附属するヘッドパーツや武器の意匠・名称はハローキティをイメージしたものに変更されている。
発売に合わせてハローキティとコラボレーションしたPVが作成され、テレビアニメ第2期第16話ではそのPVを元にした物語が作成された。

#### オーバークロス合体が可能なシンカリオン

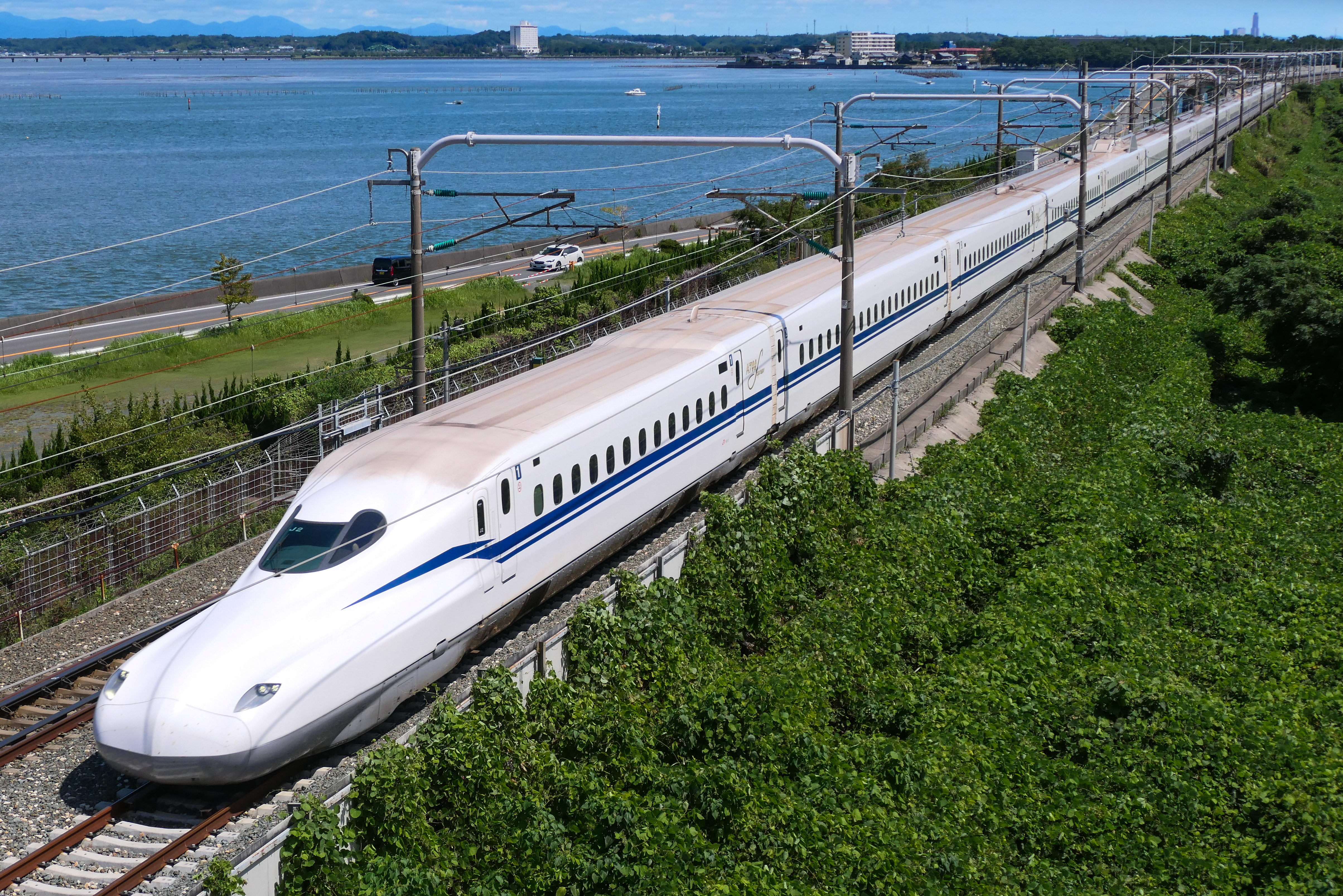
実際のN700S

オーバークロス合体とは専用の機構を持つ主機体に、基本的構造のシンカリオンが合体するシステム。頭部・両腕・腹部・脚部は主機体の部品、胸部・下腹部・大腿部は合体相手の部品になるが、合体相手に応じたヘッドギアが主機体の頭部に装着される。オーバークロス合体後の名称は、クロス合体よりも大きな「×」を使用して「E5 MkII×E6」のように表記するが、テレビアニメ公式サイトの用語集では大きな「×」の代わりにカタカナ表記の「オーバークロス」が用いられている。
シンカリオン E5はやぶさ MkII
新幹線E5系はやぶさから変形するシンカリオンで、E5はやぶさから性能が大幅に強化されている。全長・重量は27.5・125t。武器は「カイサツブレード」、必殺技として「デュアルグランクロス」。専用のサポートメカ「上空探査機ハヤブサ」があり、オーバークロス合体時にはバックパックとして装着され飛行能力が付与される。
ブラックシンカリオン オーガ
「謎の新幹線」から変形する鬼のような仮面を被ったシンカリオン。専用のサポートメカ「ブラックハヤブサ」があり、合体することで「ライジングモード」となる。全長・重量は28m・135t。武器は2本の「フリーゲージカナボウ」で、ライジングモード時は合体して「ヒライシンブレード」となる。ライジングモードでは必殺技「カイセイサンダー」も備える。
シンカリオン N700Sのぞみ
新幹線N700Sのぞみから変形する最新型のシンカリオン。専用のサポートメカ「スプリームドラゴン」があり、合体することで「スプリームモード」となる。全長・重量は通常時が27m・125t、スプリームモード時が28m・155t。武器は「クルマドメガンブレード」で、通常形態では「ガンモード」、スプリームモードでは「クルマドメブレード」として使用する。
発売に際して櫻井孝宏がナレーションなどを担当するオリジナルアニメーションが制作された。

### シンカリオンZ

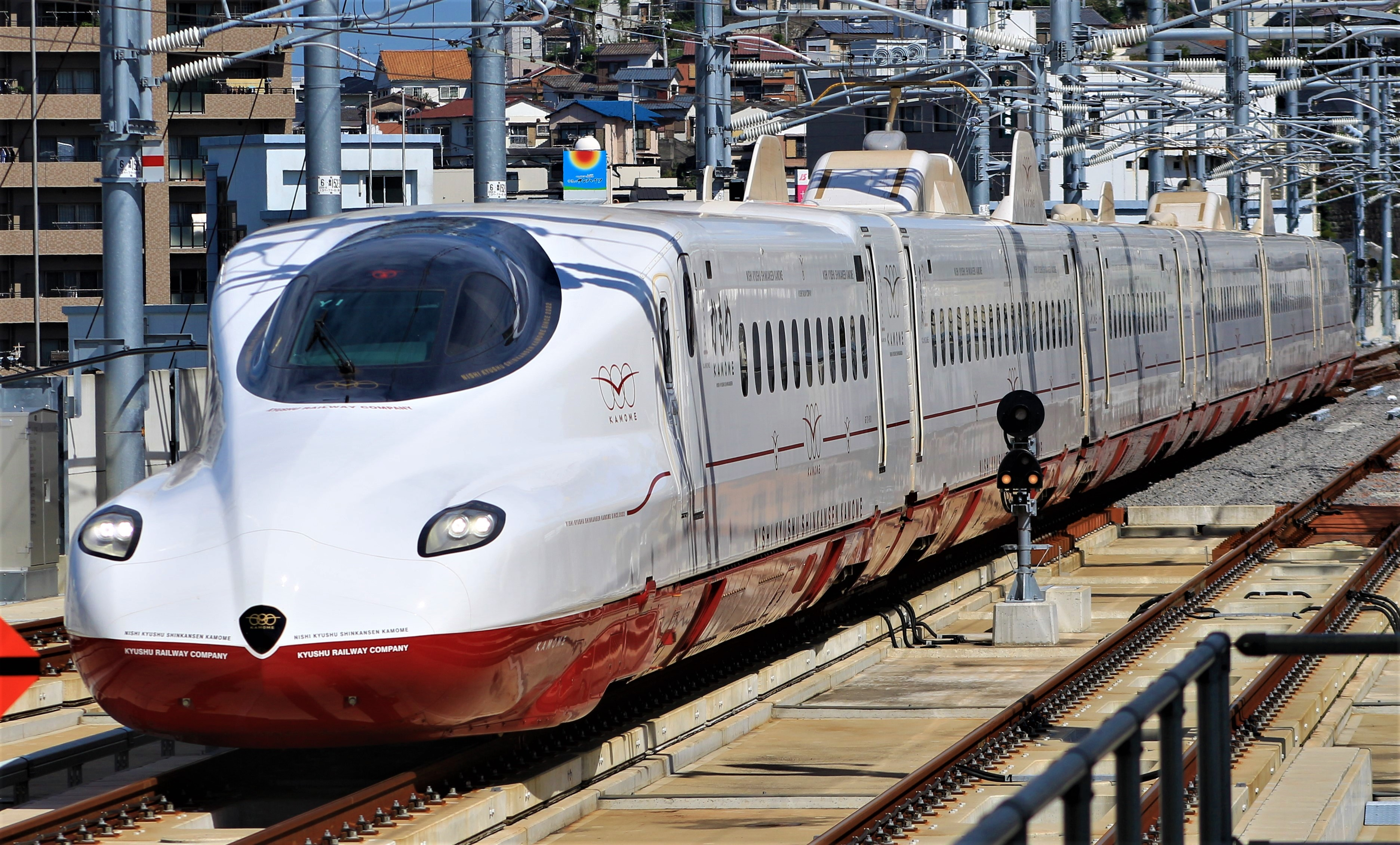
実際のN700S

第2期テレビアニメ以降の「シンカリオンZ」シリーズでは、腕や脚が着脱する形で変形するなど変形に関する構造が変更された。合体システムとしては主に「Z合体」「超Z合体」が存在する。
Z合体（ゼットがったい）とはシンカリオンZにザイライナーが合体するシステム。Z合体後の名称は「E5ヤマノテネックス」のように表記し、シンカリオンZの型式番号とザイライナーの名称（複数合体の場合は腕・脚の順）を並べる。シンカリオンZとザイライナーは基本的にどの組み合わせでも合体が可能だが、玩具では「E5ヤマノテ」「E6ネックス」などセット販売されている組み合わせがあり、第2期テレビアニメではその組み合わせでの運用が前提とされている。Z合体が発展したものとして、第2期テレビアニメ本編には「ダブルZ合体」、アニメ終了後のショートノベルには「PF-Z合体」が登場した。
以下はZ合体以外の特別な合体機構を持たない基本的な構造のシンカリオンZ。
シンカリオンZ E5はやぶさ
新幹線E5系はやぶさから変形するスピードが持ち味のシンカリオンZ。全長・重量は26.5m・110t。武器は2本の「エキスカリバー」。脚部には「ハヤブサクロー」を備える。
PF-Z合体のために強化された「シンカリオンZ E5はやぶさ 改善型」は、機体フレームが金色に変更され、各部のセンサーが青色に発光する。全長・重量は26.5m・109t。武器は「エキスカリバー改」に強化されている。
シンカリオンZ E6こまち
新幹線E6系こまちから変形する正確な射撃が持ち味のシンカリオンZ。全長・重量は26.5m・105t。武器は2本の「VVVFブラスター」。脚部には「ゾウリスパイク」を備える。
PF-Z合体のために強化された「シンカリオンZ E6こまち 改善型」は、機体フレームが金色に変更され、各部のセンサーが青色に発光する。全長・重量は26.5m・104t。武器は「VVVFブラスター改」に強化されている。
シンカリオンZ E7かがやき
新幹線E7系かがやきから変形するパワーに優れるシンカリオンZ。全長・重量は26.5m・120t。武器は2本の「コウデンアツアックス」。
シンカリオンZ 800つばめ
新幹線800系つばめから変形する飛行が可能なシンカリオンZ。全長・重量は26.5m・105t。使用武器は2本の「パンタグラフクナイ」。
シンカリオンZ N700Sのぞみ
新幹線N700Sのぞみから変形する最高クラスの運動性能を持つシンカリオンZ。全長・重量は26.5m・110t。武器は2つの「イヌクギクロー」。
シンカリオンZ 500こだま
新幹線500系こだまから変形する瞬発力に優れるシンカリオンZ。全長・重量は26.5m・110t。武器は可変式ブレードの「シンゴウトウ」。
シンカリオンZ 500 TYPE EVA
新幹線500 TYPE EVAから変形する「エヴァンゲリオン初号機」をモチーフとしたシンカリオンZ。全長・重量は26.5m・110t。武器は「プログレッシブシンゴウトウ」。エヴァンゲリオン初号機をイメージしたヘッドギアも附属している。
シンカリオンZ H5はやぶさ
新幹線H5系はやぶさから変形する寒冷地仕様のシンカリオンZ。全長・重量は26.5m・110t。武器は「カンテラガトリング」。寒冷地仕様の装備として、吹雪での視界を確保する「ドウサンゴーグル」、雪上の機動力を発揮する「カンジキシールド」を備える。
ダークシンカリオン
「闇の新幹線」から変形するシンカリオンZ。5両編成。中間3両が変形する専用支援ロボット「ダークホース」があり、合体することで「ケンタウロスモード」「デビルモード」の2形態に変化する（詳細はダークホースの説明）。全長・重量は通常時は26.5m・105t、ケンタウロスモード時は28m・275t、デビルモード時は29.5m・275t。武器は「シャダンスピア」と、必殺技の「ダークグランクロス」（デビルモードでは「デビルグランクロス」に強化）。背部には「ダークウィング」を備える。
テレビアニメ第2期作中で「ダークシンカリオンアブソリュート」へと変化する。
ダークシンカリオンアブソリュート
「白銀の新幹線」から変形するシンカリオンZで、ダークシンカリオンが覚醒して性能が向上した形態。専用支援ロボットのダークホースも「アブソリュートユニコーン」に変化しており、合体することで「ナイトモード」へと変化する（詳細はアブソリュートユニコーンの説明）。全長・重量は通常時は26.5m・105t、ナイトモード時は29.5m・275t。武器は「アブソリュートソード」と、必殺技の「アブソリュートグランクロス」。
シンカリオンZ N700Sかもめ
新幹線N700Sかもめから変形する変幻自在の戦い方を得意とするシンカリオンZ。全長・重量は通常時は27.5m・113t。武器は「カモメブーメラン」。

シンカリオンZ 500 TYPE EVA-02
新幹線500 TYPE EVA-02から変形する「エヴァンゲリオン弐号機」をモチーフとしたシンカリオンZ。全長・重量は26.5m・110t。武器は「プログレッシブシンゴウトウ」「カイサツキョウライフル」「2424式ライフル」など。エヴァンゲリオン弐号機をイメージしたヘッドギアも附属している。

#### 超Z合体が可能なシンカリオンZ
超Z合体（ちょうゼツがったい）とは専用の機構を持つ主機体に、他のシンカリオンZが合体するシステム。超Z合体後の名称は「E5ドクターイエロー」のように表記し、合体相手の型式番号と超Z合体機体の名称を並べる。超Z合体機構を持つシンカリオンZ本体の構造自体は上述したシンカリオンZと同様のため、上述のシンカリオンZと同様にZ合体や超Z合体に使用することが可能。
なお、玩具で「超Z合体」の表記があるのはドクターイエローのみで、後発のアルファエックスでは「超Z合体」の表記は用いられていないが、合体機構はほぼ同一であるためこの項で扱う。
シンカリオンZ ドクターイエロー
新幹線923形（T4編成）から変形する臨機応変な戦い方が可能なシンカリオンZ。5両編成。通常形態に加えて「Zホセンモード」がある。全長・重量は通常時が26.5m・110t、Zホセンモード時が28.5m・225t。武器は「トングレールソード」「イヌクギショットガン」、Zホセンモードで「ケンソクミサイル」が追加される。背部の「イエローウイング」と飛行ユニットも備えている。
シンカリオンZ アルファエックス
新幹線試験車両E956（ALFA-X）から変形する次世代型のシンカリオン。全長・重量は26.5m・115t。武器は「グレートエックスソード」「アルファエックスキャノン」「エックススピア」。背部に「アルファウイング」も備えている。合体相手の性能を増幅させる「アルファエックスシステム」を搭載し、システム発動時には顔に「X」の文字が浮かぶ。

#### ザイライナー

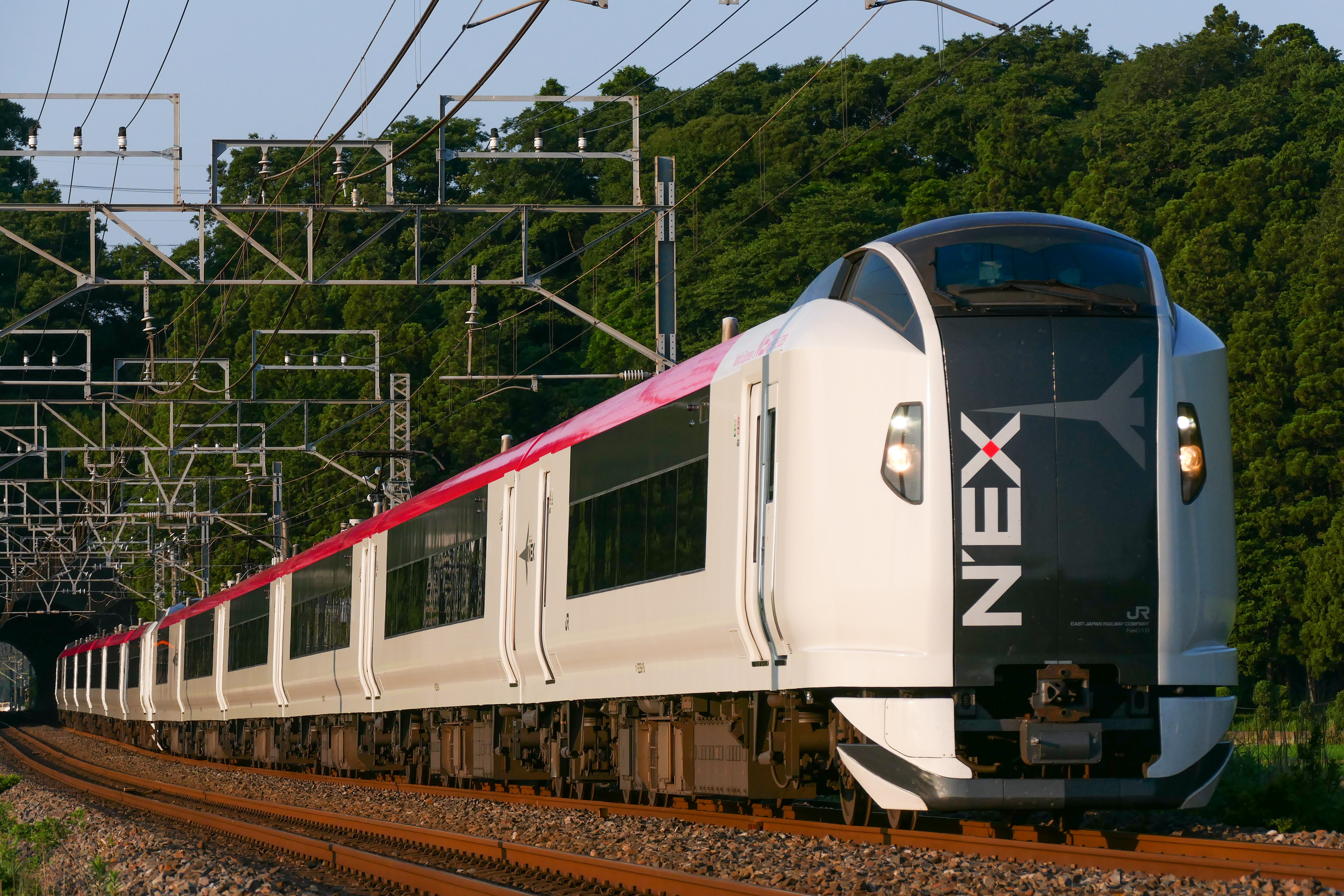
実際のE259系

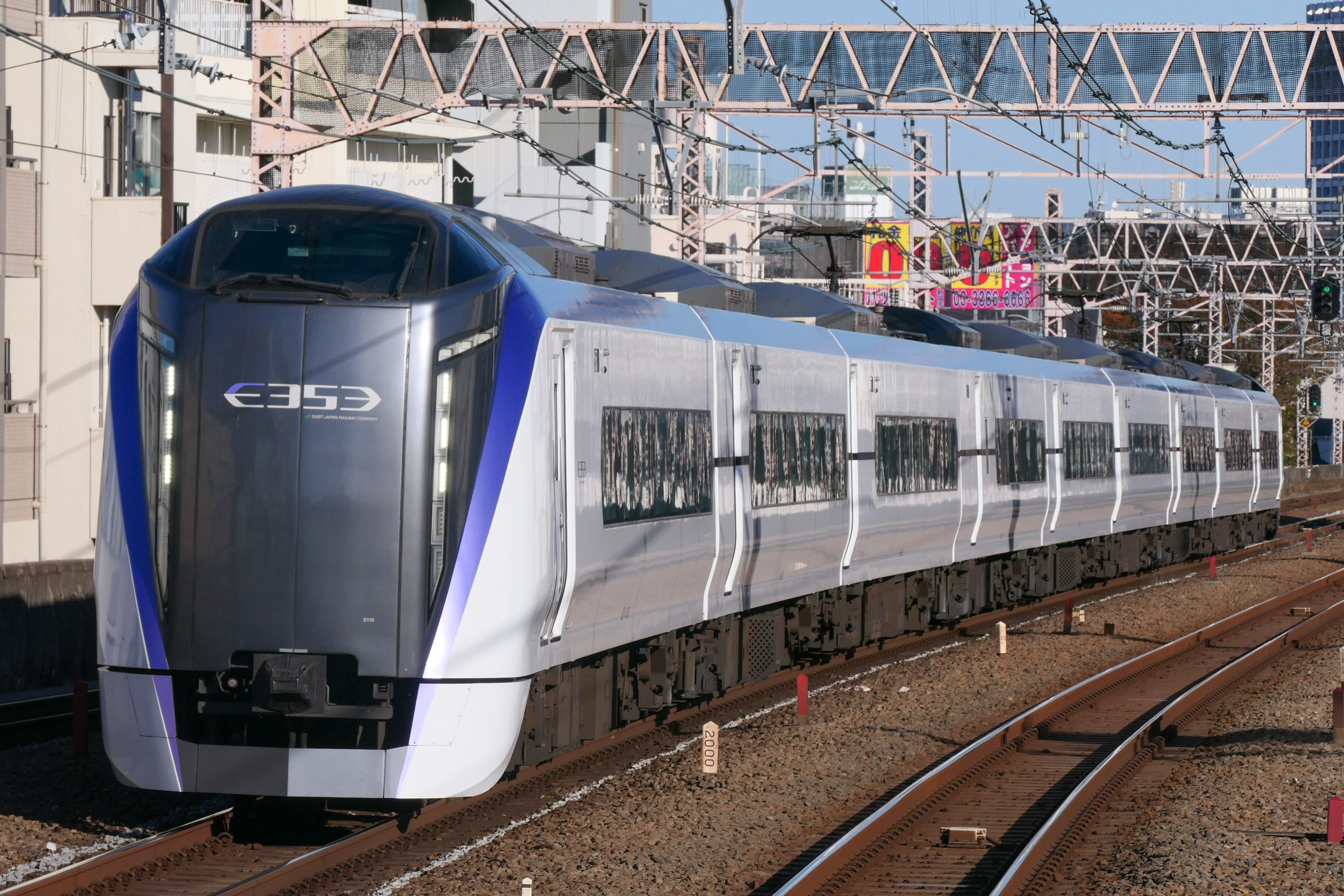
実際のE353系

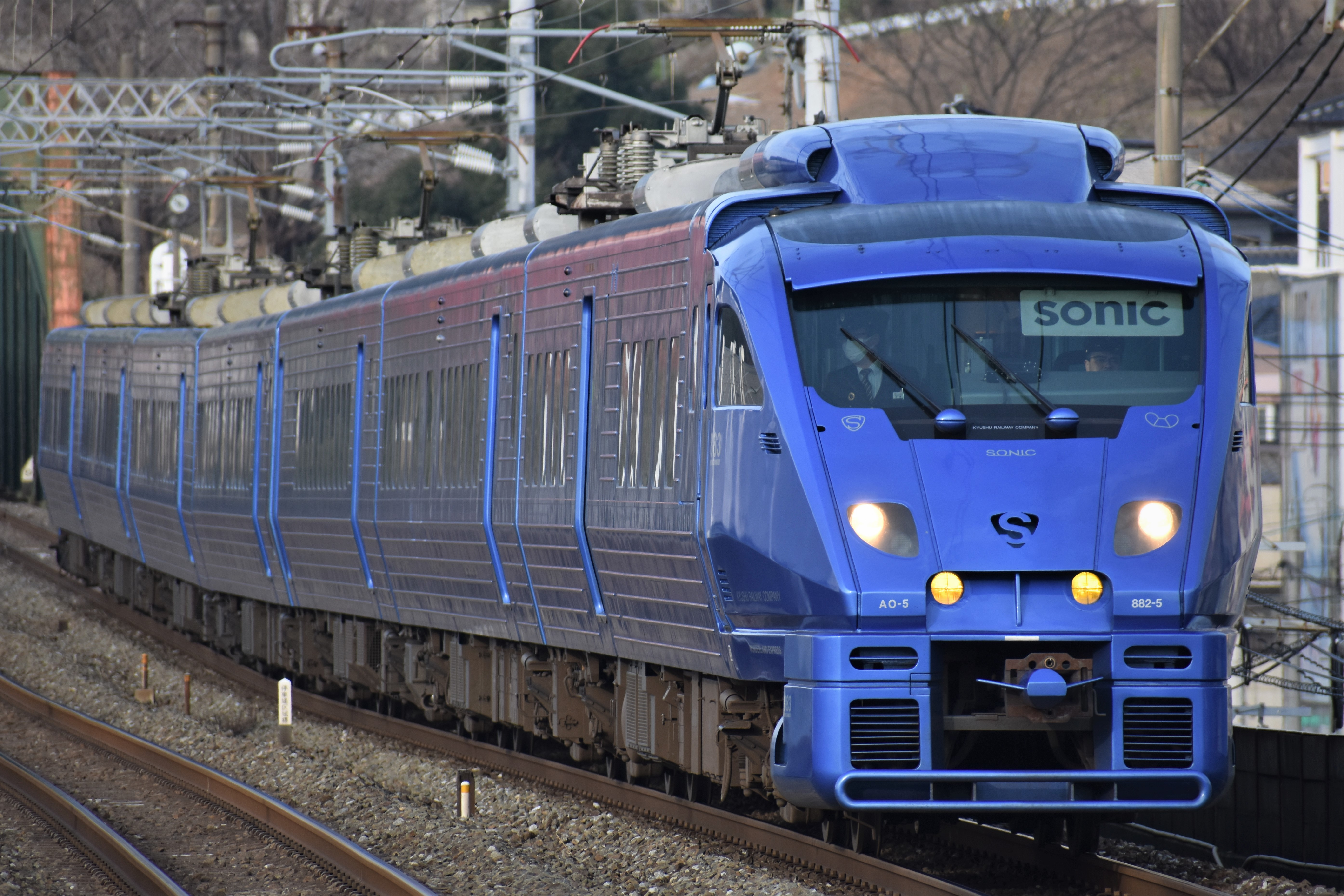
実際の883系

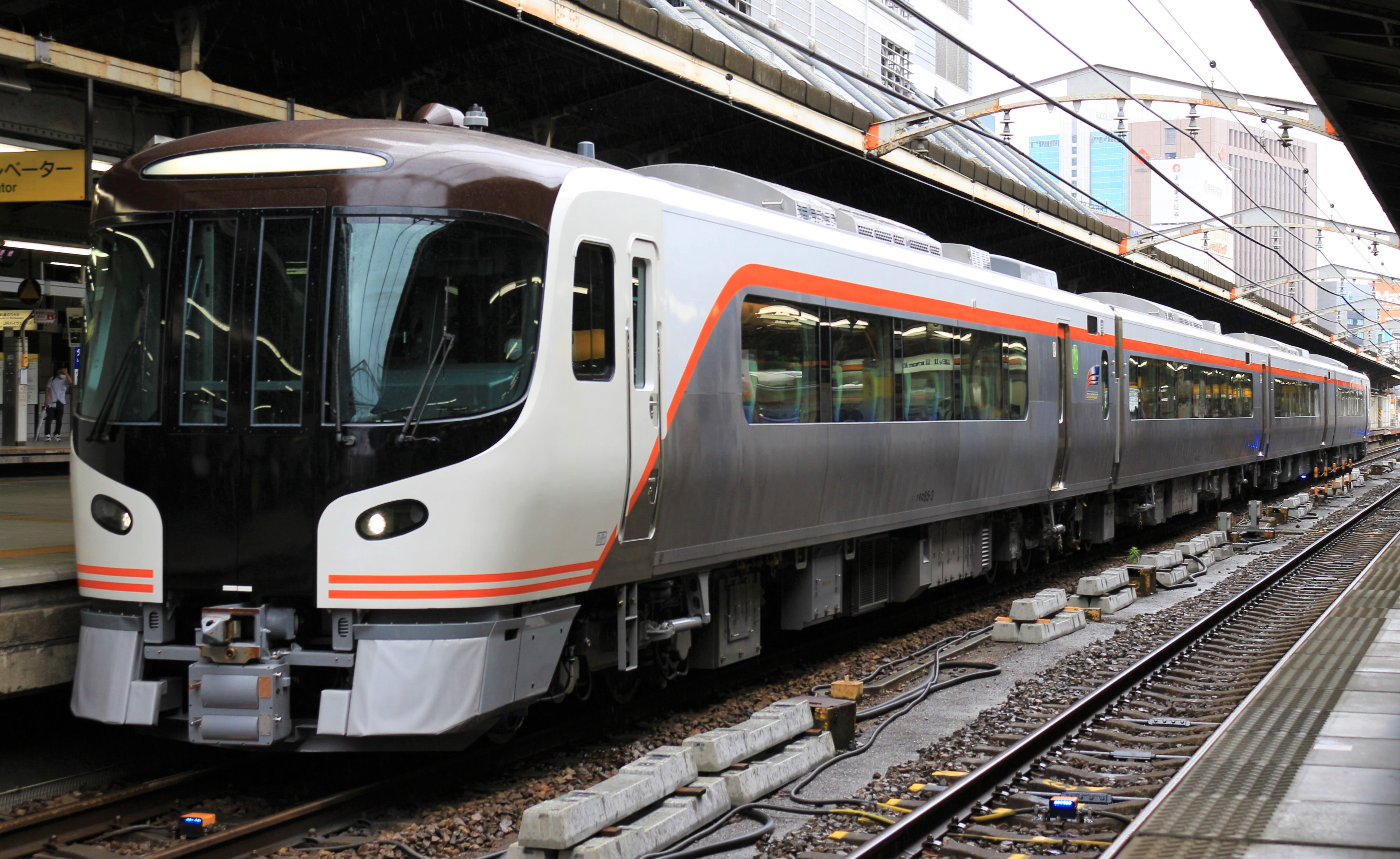
実際のHC85系

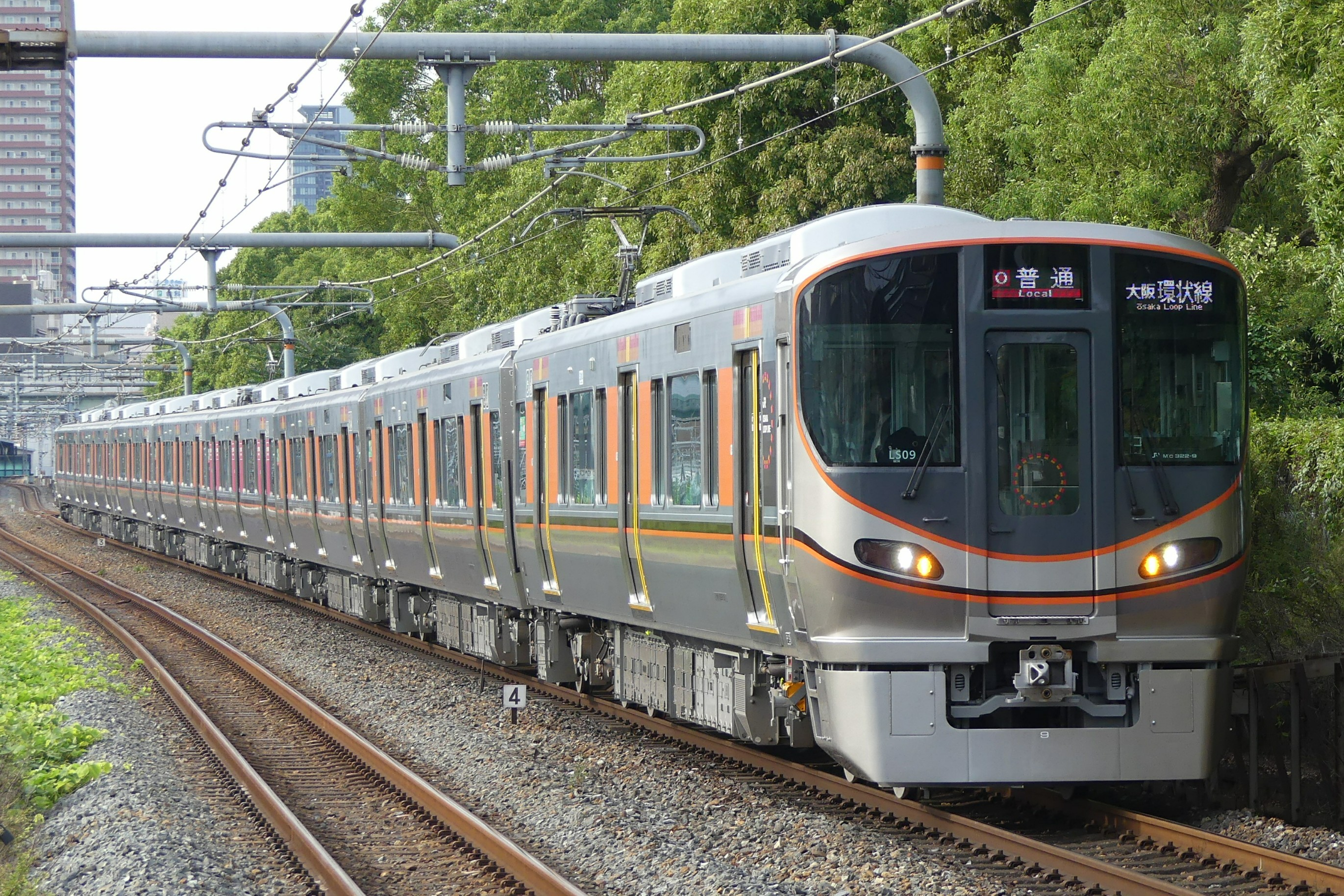
実際の323系

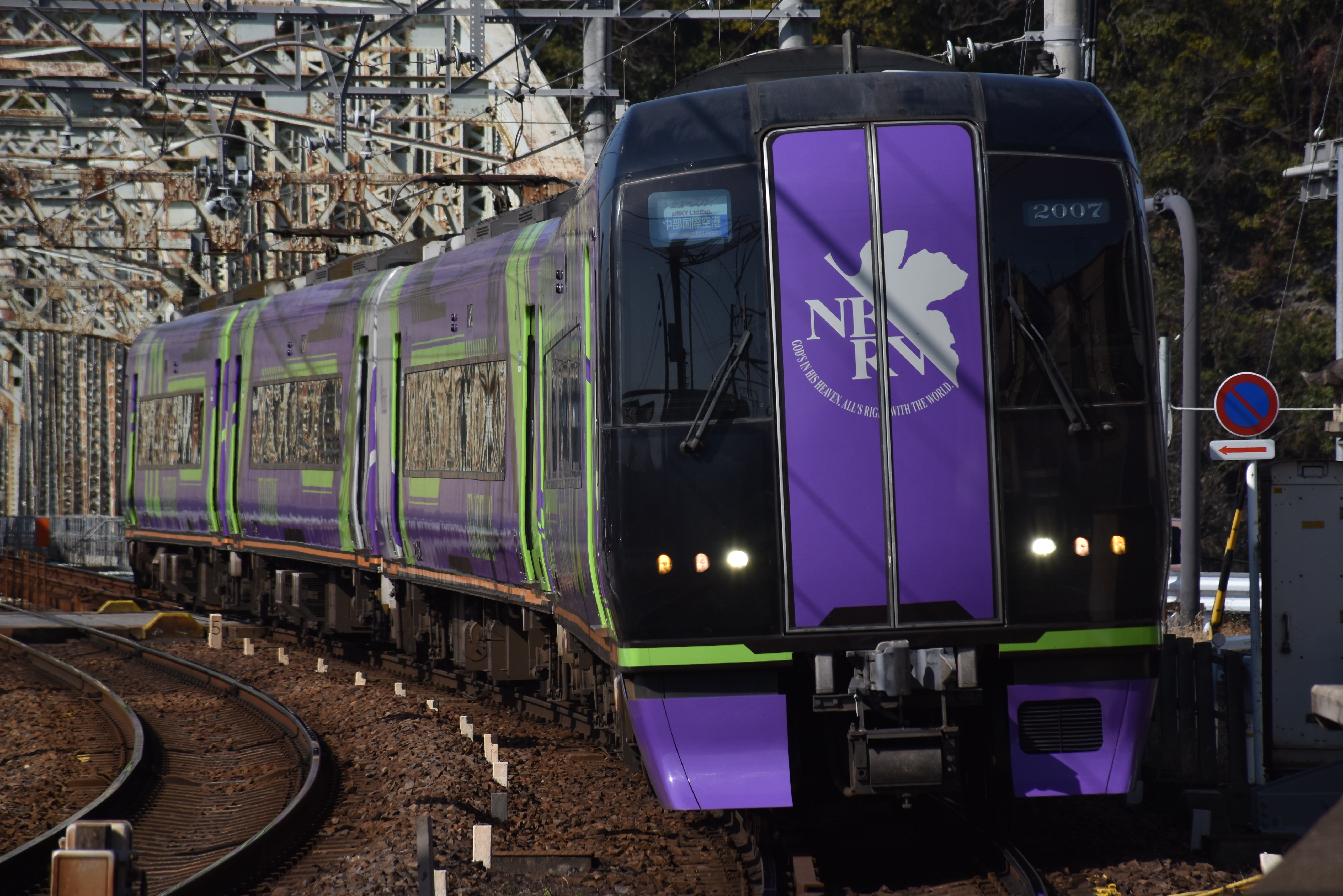
実際の名鉄2000系ラッピング車両

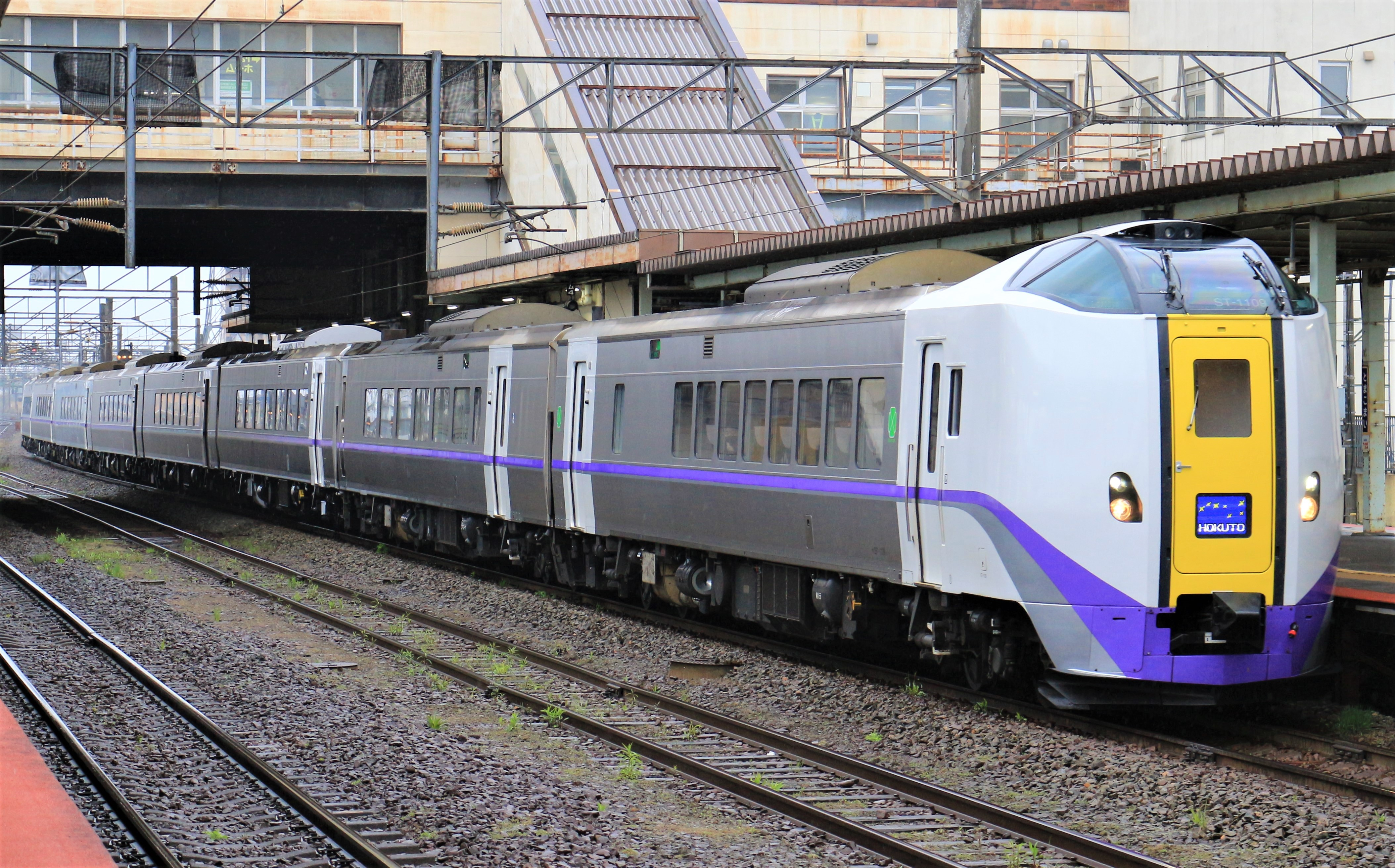
実際のキハ261系

ザイライナーとはシンカリオンZの性能を強化するために、在来線をベースに開発された特殊武装車両。腕のみ、脚のみ、腕脚両方の3種類が存在し、基本的にどの組み合わせでも合体が可能だが、以下の説明では玩具がセット販売されている組み合わせ（アニメでも基本的にセットで運用される）についてのみ言及する。なお、ダークシンカリオンとダークホースの合体もZ合体と表記されているため、「ダークホース」とそれと同じような位置づけの「アブソリュートユニコーン」も含めている。

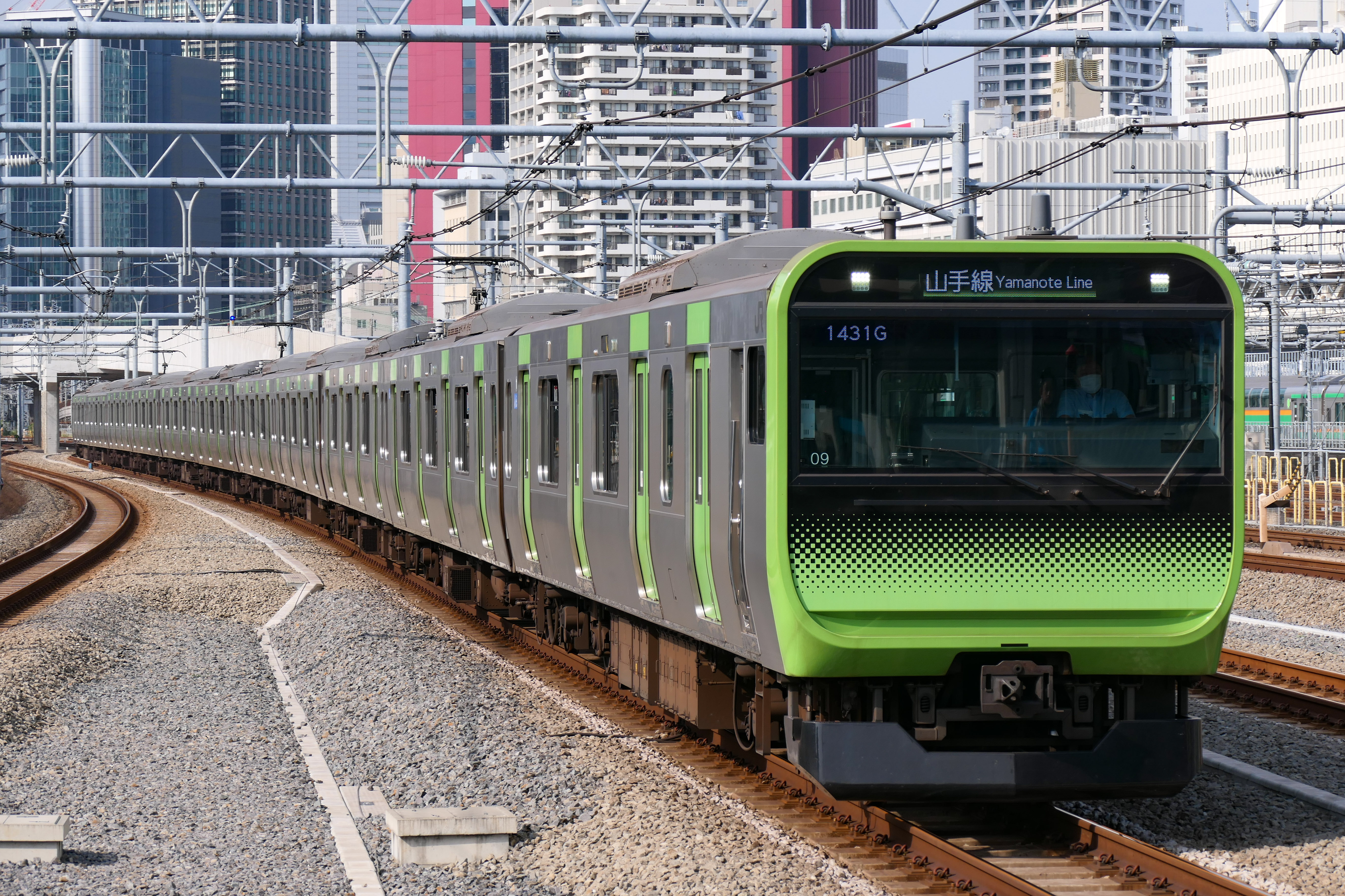
実際のE235系

ザイライナー E235ヤマノテ
E235系山手線から変形する腕部に装着するザイライナー。「ヤマノテソード」と「ホームドアシールド」で攻撃力・防御力ともに強化する。
E5はやぶさとの「シンカリオンZ E5ヤマノテ」では、ヤマノテソードがエキスカリバーと合体して「ヤマノテエキスカリバー」に変化し、必殺技の「Zグランクロス」が使用可能となる。全長・重量は26.5m・116t。
ザイライナー E235ヤマノテ 改善増結型
PF-Z合体のためにE235ヤマノテを改善したもので、腕部・脚部の両方に装着するザイライナー。「ヤマノテダブルエキスカリバー」「ヤマノテシールド」に加えて脚部に「ヤマノテクロー」を備えており、より近接戦闘能力が強化されている。
E5はやぶさ 改善型との「シンカリオンZ パーフェクトE5ヤマノテ」では、「パーフェクトZグランクロス」が使用可能となる。全長・重量は28m・122t。

ザイライナー E259ネックス
E259系成田エクスプレス（N'EX）から変形する脚部に装着するザイライナー。高出力の大型キャノン砲「ネックスキャノン」の強い反動を、脚部のグランドアンカーで支えて正確な射撃を可能としている。
E6こまちとの「シンカリオンZ E6ネックス」では、ネックスキャノンがVVVFブラスターと合体して「ネックスVVVFブラスター」に変化する。全長・重量は27.5m・118t。
ザイライナー E259ネックス 改善増結型
PF-Z合体のためにE259ネックスを改善したもので、腕部・脚部の両方に装着するザイライナー。「ネックスキャノン改」に加えて「ネックスミサイル」「ネックスガトリング」を備えており、より射撃戦向けの強化が行われている。
E6こまち 改善型とのPF-Z合体形態「シンカリオンZ パーフェクトE6ネックス」では、ネックスキャノン改がVVVFブラスター改と合体して「ネックスVVVFブラスター改」に変化する。全長・重量は28m・131t。

ザイライナー E353アズサ
E353系あずさから変形する腕部に装着するザイライナー。「アズサチェーンソー」「アズサアックス」により近接戦性能が強化される。
E7かがやきとの「シンカリオンZ E7アズサ」では、アズサアックスがコウデンアツアックスと合体して「アズサコウデンアツアックス」に変化する。武装は全長・重量は26.5m・129t。

ザイライナー 883ソニック
883系ソニックから変形する脚部に装着するザイライナー。剣としても使用可能な「ソニックボウガン」と「ソニックジェット」により、飛行性能と空中での戦闘を可能にする。
800つばめとの「シンカリオンZ 800ソニック」では、ソニックボウガンがパンタグラフクナイと合体して「ソニックパンタグラフボウガン」に変化する。全長・重量は27.5m・118t。また、テレビアニメにはE5はやぶさとの「E5ソニック」も登場した。

ザイライナー HC85ヒダ
HC85系ひだから変形する腕部・脚部の両方に装着するザイライナー。「ヒダハイブリッドソード」「ブラスター」を備え、脚部の高出力スラスターと腕部の大型アーマーにより機動力・防御力が強化されており、近接格闘戦に適している。
N700Sのぞみとの「シンカリオンZ N700Sヒダ」では、ヒダハイブリッドソードを柄側で合体させた「ヒダハイブリッドナギナタ」を使用する。全長・重量は27.5m・131.4t。

ザイライナー 323オオサカカンジョウ
323系大阪環状線から変形する腕部に装着するザイライナー。「オオサカカンジョウブレード」「オオサカカンジョウシールド」で攻撃力・防御力ともに強化する。
500こだまとの「シンカリオンZ 500オオサカカンジョウ」では、オオサカカンジョウブレードがシンゴウトウと合体して「オオサカカンジョウシンゴウトウ」に変化する。全長・重量は26.5m・122t。

ザイライナー ミュースカイ TYPE EVA
2000系ミュースカイ（エヴァンゲリオン特別仕様）から変形する腕部に装着するザイライナー。基本性能は323オオサカカンジョウと同様だが、武装の名称は「ミュースカイブレード」「ミュースカイシールド」に変化する。なお、2000系はJRではなく名古屋鉄道の車両であり、唯一の私鉄車両をベースとしたザイライナーである。
500 TYPE EVAとの「シンカリオンZ 500 ミュースカイ TYPE EVA」では、ミュースカイブレードとプログレッシブシンゴウトウと合体して「ミュースカイプログレッシブシンゴウトウ」に変形する。また、「ブンキヌスの槍」も使用する。全長・重量は26.5m・122t。

ザイライナー 261ホクト
キハ261系特急北斗から変形する脚部に装着するザイライナー。「ホクトマシンガン」を使用し、脚部の大型クローラーやスノーブレードで荒地や雪上でも高速走行が可能。
H5はやぶさとの「シンカリオンZ H5ホクト」では、ホクトマシンガンがカンテラガトリングと合体して「ホクトカンテラガトリング」に変化する。

ダークホース
ダークシンカリオンを支援する馬型ロボット。ダークホースがシンカリオンの下半身に合体する「ケンタウロスモード」、構成部品をシンカリオンの全身に装着する「デビルモード」の2つの合体形態が存在する。ケンタウロスモードでは「ダークブラスター」、デビルモードでは「ダークキャノン」が使用可能。
アブソリュートユニコーン
ダークシンカリオンアブソリュートを支援する馬型ロボット。構成部品をシンカリオンの全身に装着することで「ナイトモード」となる。
ダークシンカリオンアブソリュートのナイトモードでは、「ユニコーンスピア」で雷を吸収して解き放つ「ナイトグランクロス」が使用可能。
ザイライナー 883ソニックニチリン
883系ソニックにちりんから変形する脚部に装着するザイライナー。「ニチリンソード」としても使用可能な「ニチリンボウガン」と、「ニチリンジェット」を備える。
N700Sかもめとの「シンカリオンZ N700Sソニックニチリン」では、ニチリンボウガンがカモメブーメランと合体して「ニチリンカモメボウガン」に変化する。また、N700Sかもめの脚部をバックパック「スオプリームスラスター」として装着することで、空中での高速戦闘を可能にしている。全長・重量は27.5m・113t。

### シンカリオンCW

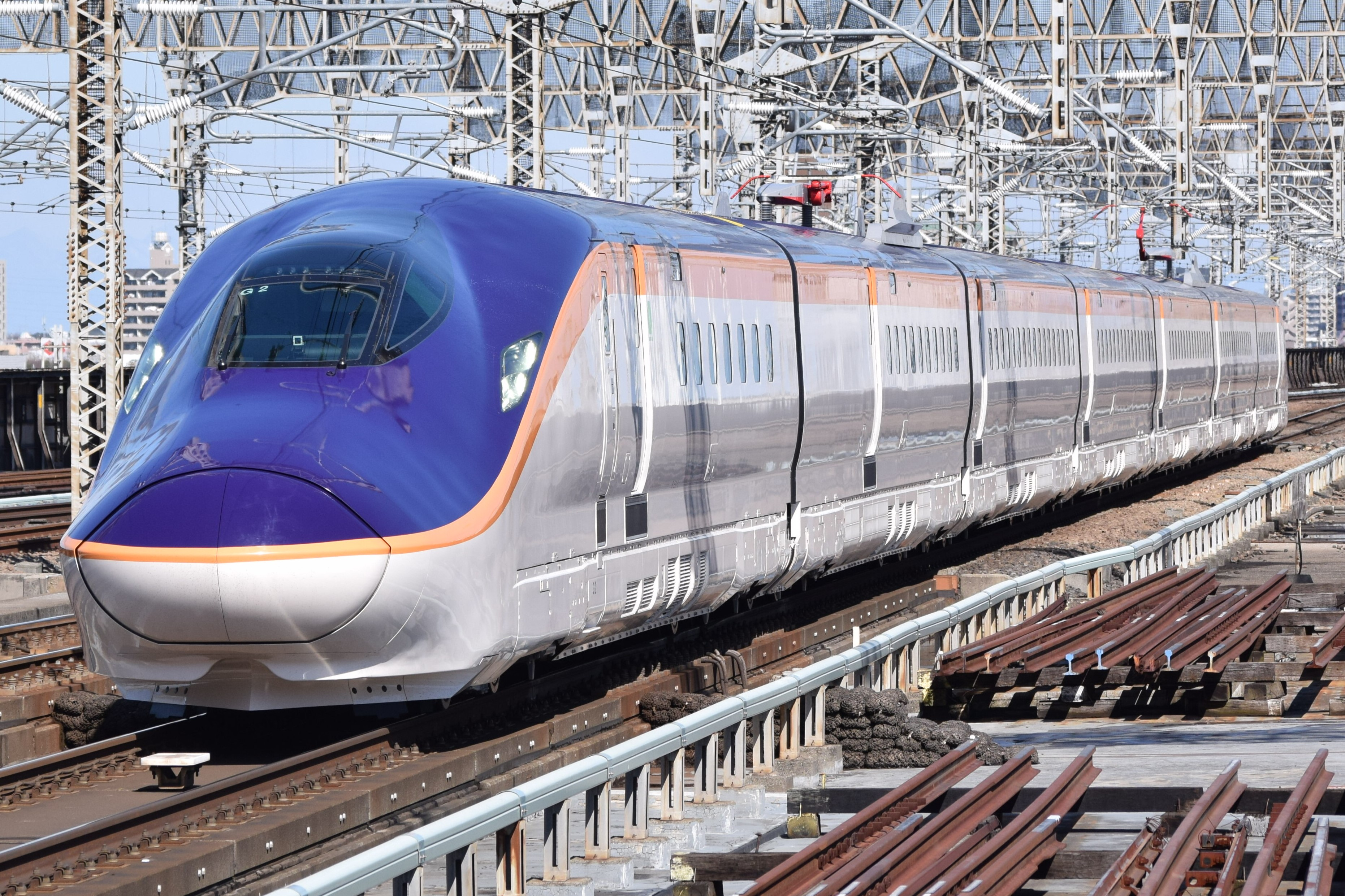
実際のE8系

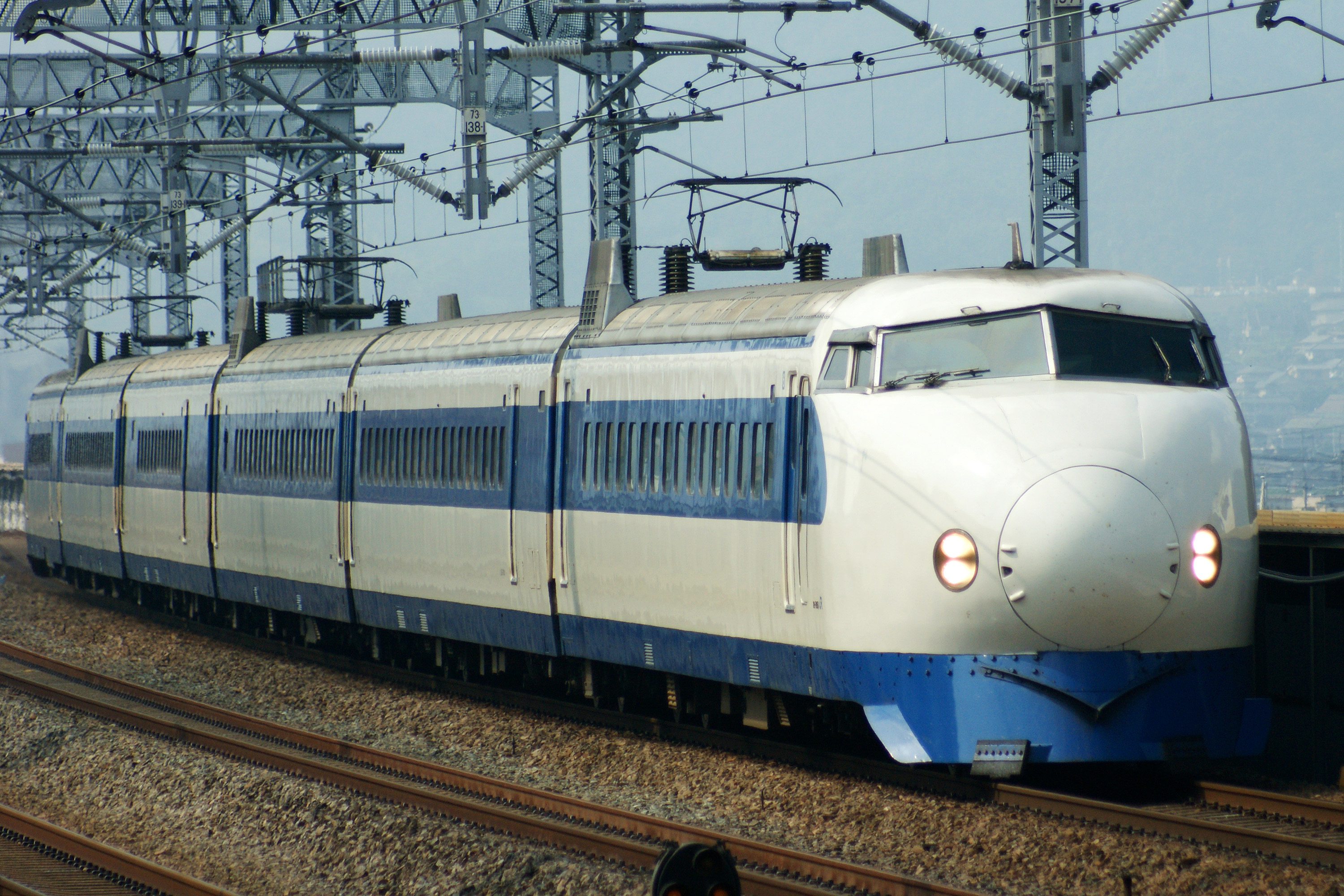
実際の0系

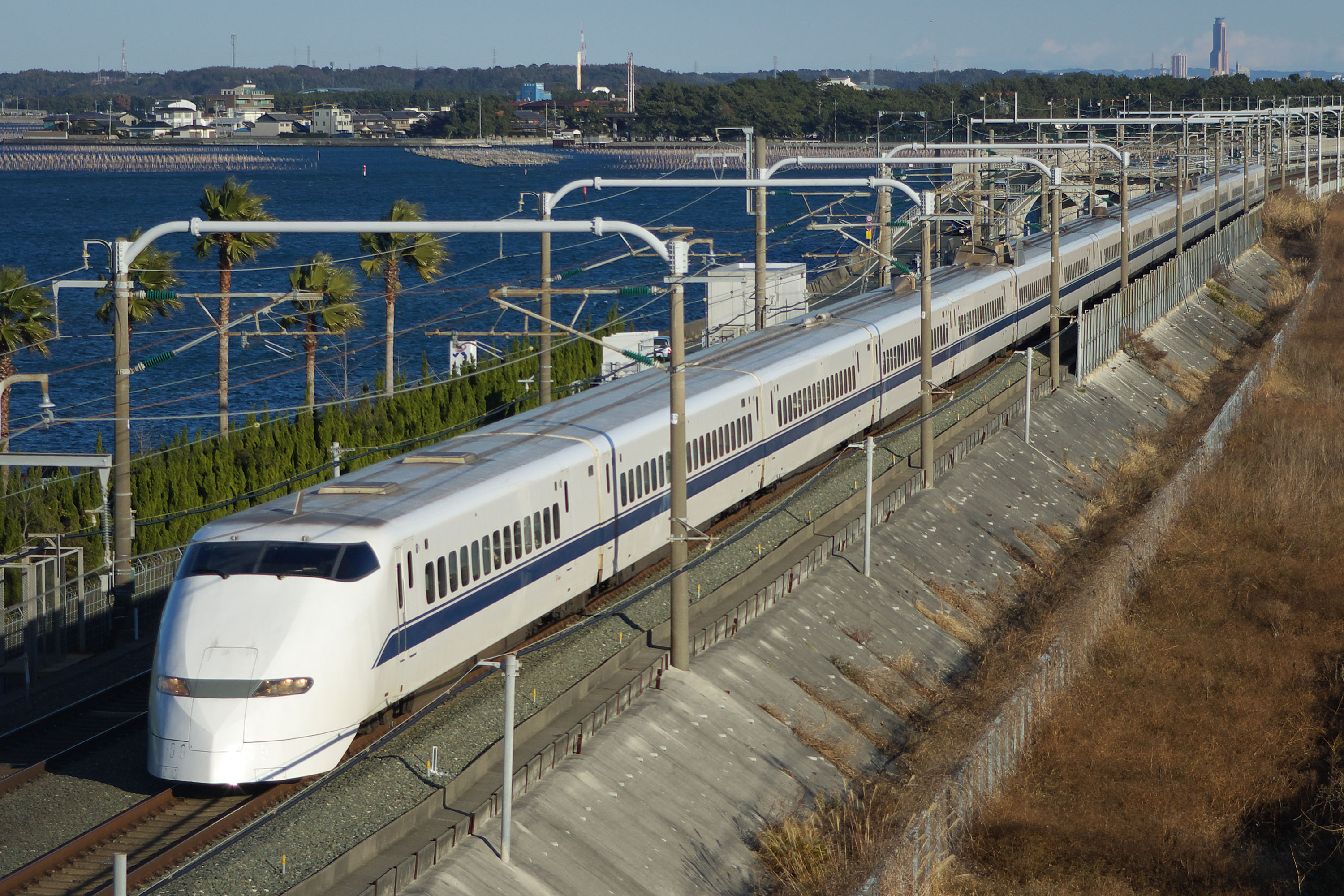
実際の300系

第3期テレビアニメ以降の「シンカリオンCW」シリーズでは、先頭車両1両から変形するように構造が変更された。合体システムの全体的な特徴としてZ時代とは違い基本的に両手両腕、武器を全取っ替えする。主に「ビークル合体」のほか、シンカリオンCW3体による合体形態「シンカリオンSRG」が存在し、合体後の名称は「シンカリオンSRG E5・E6・E7」のように型式番号が表記される。
シンカリオンCW E5はやぶさ
新幹線E5系はやぶさから変形するスピードが特徴のシンカリオンCW。全高・全長・重量は21m・11m・50t。胸部には「グランクロス」を備える。
シンカリオンCW E6こまち
新幹線E6系こまちから変形する安定性に優れたシンカリオンCW。全高・全長・重量は21m・11.5m・47.5t。
シンカリオンCW E7かがやき
新幹線E7系かがやきから変形するパワーが特徴のシンカリオンCW。全高・全長・重量は21m・10.5m・55t。
シンカリオンCW N700Sのぞみ
新幹線N700Sのぞみから変形する高い性能を誇るシンカリオンCW。全高・全長・重量は21m・10.5m・50t。
シンカリオンCW H5はやぶさ
新幹線H5系はやぶさから変形する寒冷地仕様のシンカリオンCW。全高・全長・重量は21m・11m・50t。
シンカリオンCW E8つばさ
新幹線E8系つばさから変形する空力性能が強化されたシンカリオンCW。全高・全長・重量は21m・11.5m・47.5t。
ファントムシンカリオン
「黒い新幹線」から変形する万能な戦闘が可能なシンカリオンCW。全高21m　全長10.5m、重量50t。武器は「ファントムダガー」「ファントムブラスター」「ファントムガントレット」の3つで、合体させて「ファントムガントレットソード」としても使用可能。一部の部品に蓄光塗料を使用している。
ハーデスシンカリオン
「黒い新幹線」から変形するシンカリオンCWで、犬型の「オルトロス」、蝙蝠型の「ミニュアデス」の2体のアンノウンを従える。オルトロス・ミニュアデスと合体すると「デストロイフォーム」となる。全高・全長・重量は通常時が21m・11.5m・50t、デストロイフォーム時が22m・14.5m・100t。デストロイフォーム時の武器は「アズールインフェルノ」「クリムゾンインフェルノ」の2本の大剣と両手甲の「バイデントクロー」に加えて、オルトロスの鎧で防御力、ミニュアデスの翼で飛行能力を有する。
ファントムシンカリオンと合体することで「カオスシンカリオン」となる。
シンカリオンCW N700Sかもめ
新幹線N700Sかもめから変形するシンカリオンCW。全高・全長・重量は21m・10.5m・50t。
シンカリオンCW 500こだま
新幹線500系こだまから変形する高出力が特徴のシンカリオンCW。全高・全長・重量は21m・13m・50t。
シンカリオンCW シンカリオン0
新幹線0系から変形するプロトタイプのシンカリオンCW。全高・全長・重量は21m・9.6m・60t。
シンカリオンCW オルタナティブシンカリオン
黒いE5はやぶさ。アニメ最終話に登場した機体。

シンカリオンCW シンカリオン300
新幹線300系から変形するシンカリオンCW。大型の剣「ホープブレード」と盾「ホープシールド」を備え、2つを合体させ必殺技の「ファーストホープスラスト」を使用可能。

#### ユナイトシンカリオン
ユナイトシンカリオンとは専用の機構を持つ主機体に、基本的構造のシンカリオンCWが合体するシステム。頭部・胸部・腹部には合体相手の部品が使用され、主機体は腕部・脚部を換装する形で装着され、互いの残部品はバックパックとして装着される。
シンカリオンCW ドクターイエロー
新幹線923形（T4編成）から変形する3両編成のシンカリオンCW。先頭車・後尾車のそれぞれが基本構造のシンカリオンCWに変形可能。先頭車が変形したシンカリオンの頭部にはイエローの頭文字「Y」をイメージしたデザインが施され、状況分析のためのカメラが設置されており、「ケンソクブレード」を使用した接近戦を得意とする。全高・全長・重量は21m・11.5m・50t。
中間車を含めた3両で真の姿・グレートドクターイエローに合体可能。その性能はシンカリオンSRGにも匹敵するとされ、「グレートホセンシールド」で味方を守り、強化された「グレートケンソクブレード」を使用する。 全高・全長・重量は29.5m・9m・155t。

#### エルダビークル

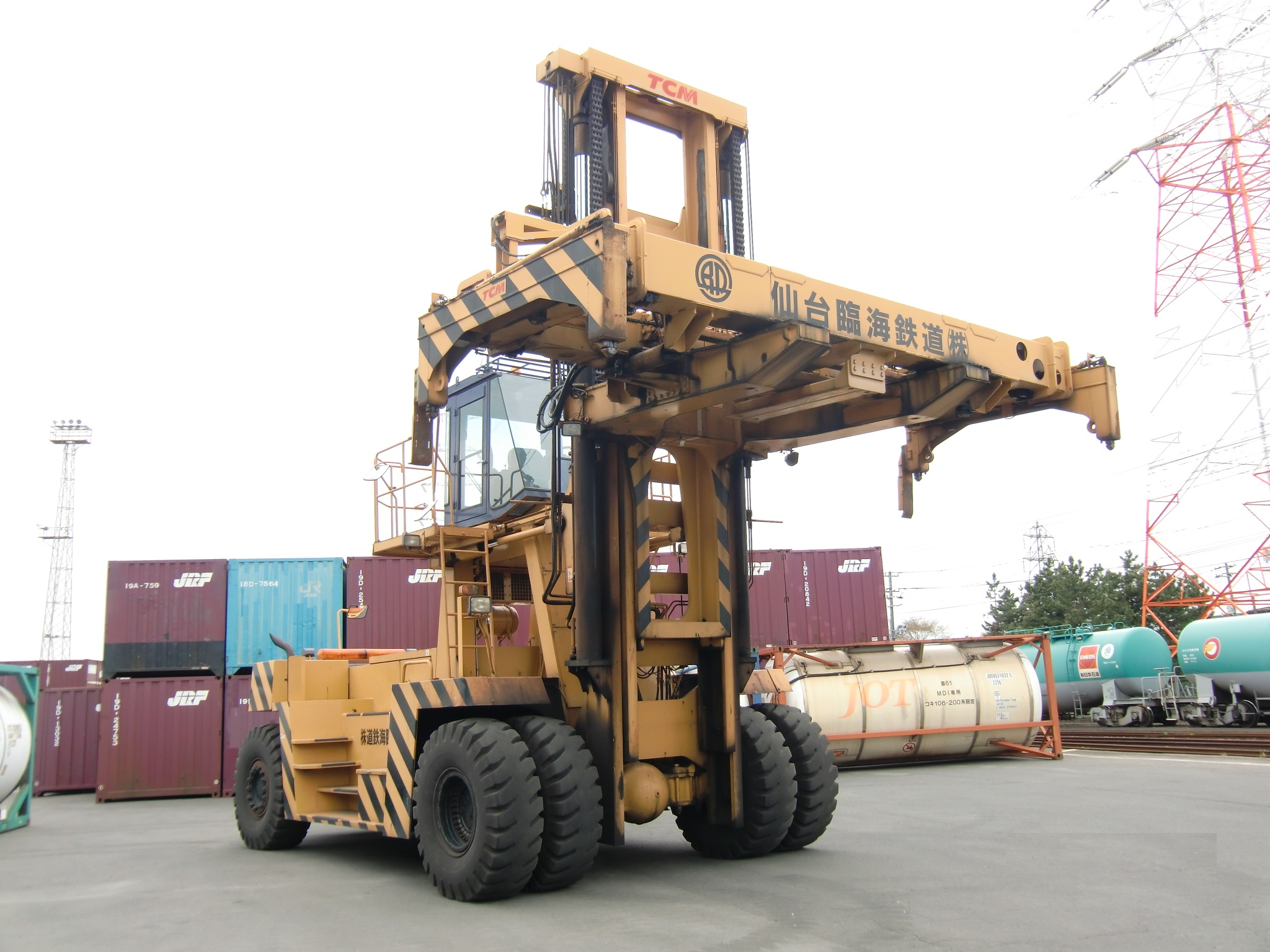
実際のトップリフターの例

エルダビークルは、シンカリオンCWの性能強化を目的に、作業車をベースに開発された武装強化ビークル。
シンカリオンCWとエルダビークルの合体はビークル合体と呼ばれる。ビークル合体後の名称は「E5はやぶさトレーラーフォーム」のように表記し、シンカリオンCWとエルダビークルの名称を並べる。
エルダトレーラー
新幹線を陸上輸送する大型トレーラーを基としたエルダビークルで、シンカリオンの陸上輸送にも利用可能。「リクソウセイバー」「リアカーシールド」「トレーラーウィング」により近接戦闘能力を強化する。
E5はやぶさとの「E5はやぶさトレーラーフォーム」は互いの長所を強化するために相性が良い。全高・全長・重量は22m・11m・65t。

エルダトップリフター
貨物コンテナを運ぶトップリフターを基としたエルダビークル。「キンテイガン」「ツイストロックバスター」による射撃能力を付与し、脚部の「高軌動ローラー」で機動性と安定性を確保している。
E6こまちとの「E6こまちトップリフターフォーム」は精密な射撃性能を確保するために相性が良い。全高・全長・重量は23.5m・18.5m・59t。

エルダドリル
トンネル掘削工事で使用される大型重機を基としたエルダビークル。重武装の「クッサクバンパー」「ドリルレッグアーマー」で防御面、「ツインクッサクドリル」で突破力を強化する。
E7かがやきとの「E7かがやきドリルフォーム」は特徴を相互強化するために相性が良い。全高22.5m、全長11.5m、重量100t。
エルダブルートレーラー
エルダトレーラーと同様に新幹線を陸上輸送する大型トレーラーを基としたエルダビークル。基本性能はエルダトレーラーと同じだが、「リクソウウイング」の推進力強化は高く、「リクソウブレード」は大振りとなっている。
N700Sのぞみの「N700Sのぞみブルートレーラーフォーム」は機体の高い性能をさらに強化されるため相性が良い。全高・全長・重量は22m・10.5m・65t。
エルダドーザー
除雪車を基としたエルダビークル。「ドーザーハイドアーム」により格闘戦性能を強化する。全身に特殊なアーマーは防御力強化に加えて、低温下での活動も可能にしている。
H5はやぶさとの「H5はやぶさドーザーフォーム」はコンセプトが噛み合うために相性が良い。全高・全長・重量は22.5m・11.5m・95t。
エルダドローン
線路設備点検用に研究開発が進められているドローンを基としたエルダビークル。空中でのホバリング能力を付与し、「ホーネットライフル」で射撃を可能とする。ビークル単独で飛行することも可能で、上空からの索敵や支援を得意とする。
E8つばさとの「E8つばさドローンフォーム」は空中からの支援・狙撃といった相互効果が得られるため相性が良い。全高・全長・重量は22.5m・17.5m・52.5t。
エルダフェリー
海上輸送に使用される高速船を基としたエルダビークル。脚部「オーシャンスラスター」によりホバー走行が可能で、両腕のシールドによる立ち回りと「サンドウカトラス」による連続攻撃を得意とする。
N700Sかもめとの「N700Sかもめフェリーフォーム」は海に囲まれた立地条件に適するために相性が良い。全高・全長・重量は23m・10.5m・105t。
エルダ式ジンキ
鉄道設備メンテナンスに導入されてい人型重機「零式人機」と鉄道工事用車両を融合させた「多機能鉄道重機」を基としたエルダビークル。右腕は近接攻撃にも使用可能な「ジンキハンド」が装着され、武器として打撃武器の「ダイナミックギガスパナ」を備える。単独でシンカリオンのメンテナンスにも使用される。
500こだまとの「500こだまジンキフォーム」は高出力を直接武器に転換できるため相性が良い。全高・全長・重量は23.5m・18m・60t。
オルタナティブトレーラー
黒いエルダトレーラー。

## テレビアニメ第1期
第1期のテレビアニメ『新幹線変形ロボ シンカリオン』（しんかんせんへんけいロボ シンカリオン）は、TBS系列『アニメサタデー630』で2018年1月6日から2019年6月29日まで放送された。放送枠は同じタカラトミーの「トミカ」をモチーフとした「トミカハイパーシリーズ」のテレビアニメ『トミカハイパーレスキュー ドライブヘッド 機動救急警察』を引き継ぎ、2018年8月24日に公開された同作の劇場版『映画 ドライブヘッド〜トミカハイパーレスキュー 機動救急警察〜』には、本作の主人公・速杉ハヤトとE5はやぶさがゲスト出演した。
制作は小学館のアニメ作品を多く手掛けたOLMが担当したが、当初はジーベックも検討の俎上には挙がっていた。2017年10月7日の第24回鉄道フェスティバルにおいてアニメ化が発表され、11月25日に鉄道博物館で行われた「テレビアニメ出発式」で詳細な情報が解禁された。第1話の冒頭には一般にはなじみの薄い保線機械の「マルチプルタイタンパー」が描かれたが、これは「鉄道に向き合ったアニメを作る」という意思表示の目的であった。
主題歌は2017年12月20日にBOYS AND MENがオープニングテーマを担当することが発表される。本作のために制作された『進化理論』はアニメのスケール感、新幹線の疾走感を表現した楽曲であり、曲中には「BOYS AND MENらしい遊び」も仕掛けられている。また、本編にはBOYS AND MENの辻本達規が本人役の声優としてゲスト出演しているが、出演できるのは1人だけと決まっていたため事前にメンバー全員によるオーディションが実施され、池添の審査により辻本が決定した経緯がある。なお、辻本は劇場版にも北海道支部の指令員「渡島 カムイ（おしま かむい）」役で出演している。
放送開始目前の2017年12月26日には「クリスマス親子試写会」が行われ、第1話・第2話が先行上映された。イベントには村上佳佑がサプライズでゲスト出演し、その場で最初のエンディングテーマを担当することが発表され、本作のエンディングテーマ『Go One Step Ahead』などを披露した。
第1期の敵対勢力であるキトラルザスについて、監督の池添隆博は「宇宙からやってくるのは違和感があるし、地球に住ませるわけにもいかないので、地下からやってくることにした」と語っている。敵方にもシンカリオンがあることは初期プロットから存在し、その理由を考える段階で開発者の博士的キャラクター（後のイザ）が誕生し、その後に4人のエージェントや超進化研究所職員との関係性が作り上げられていった。また第1部のラスボスともいえるカイレンについて、「絶対悪ではなく正義・理想があるものの、感情はまったくない」というキャラクター設定をしており、シンカリオンと戦うことで徐々に感情が芽生えていくセイリュウたちとの対比関係とする目的もあった。
放送期間は当初は1年間の予定であったが好評により延長が決定され、劇場版アニメ『劇場版 新幹線変形ロボ シンカリオン 未来からきた神速のALFA-X』の制作も決定される。長寿番組となることも期待され、私鉄車両も取り入れるなど今後の展望についても構想されたが、TBSの番組編成上の都合（2020年東京オリンピックに向けたもの）により延長から半年での放送終了が決定される。放送終了の情報が公開されたのは折しも劇場版制作の大詰めを迎える時期であり、TBSの決定はともすれば劇場版に水を差す行為でもあったが、京都鉄道博物館やJR東日本が劇場版に連動したイベントを開催したこともありテレビアニメ終了後も人気は衰えないまま劇場版公開を迎えることとなった。
作品テーマは「親子の絆」。このテーマはストーリー面だけでなく、駅名や鉄道用語をキャラクターの名前に採用することにも反映されており、開発陣の「これをきっかけに親子の対話が広がれば良いな」という思いによるものである。
作中には『初音ミク』や『新世紀エヴァンゲリオン』とのコラボレーションや、JR発足初期のCM（クリスマス・エクスプレス、ファイト!エクスプレス）や他局を含めたテレビ番組（プロフェッショナル 仕事の流儀、タモリ倶楽部、クイズ$ミリオネア など）のパロディといった「子どもと一緒に見るであろう大人」が好みそうな要素が仕込まれており、鉄道に興味のない大人たちの支持も得ていった。これらは当初から戦略的に想定されたものではなく、従来のプラレールのターゲット層を超えて家族みんなで見ることを意識して作り込んでいくなかで、スタッフ自身のファン目線の提案によって結果的に戦略に繋がったものである。
『初音ミク』とのコラボレーションは、同キャラクターをモチーフとした「発音ミク」という形で行われた。発音ミクの音声には、初音ミクの音声データ提供者の藤田咲がアフレコした音声を、「初音ミク」の発売元であるクリプトン・フューチャー・メディアが音声合成して音声化するという試みが行われた（初音ミクのメディア展開も参照）。発音ミクが着用するパイロットスーツも「初音ミク」の基本コスチュームをモチーフとしており、劇場版の3Dライブシーンは初音ミク発売元のクリプトン・フューチャー・メディア自らが制作を手掛けている。また、発音ミクが初登場の第15話では函館駅前のモブキャラクターとして初音ミク以外のピアプロキャラクターズたちも登場した。なお、声を担当する藤田は、初音ミクと発音ミクは別人という認識を示している。
『新世紀エヴァンゲリオン』とのコラボレーションは第31話で行われ、碇シンジ、綾波レイ、惣流・アスカ・ラングレーといった主要人物が登場したほか、名前が新幹線にちなむ洞木ヒカリ・コダマ・ノゾミの3姉妹が登場した。なお、コダマ・ノゾミは『新世紀エヴァンゲリオン』本編では設定のみであり、特別編成の500系（500 TYPE EVA）の運行開始を記念して2015年にデザインされたため映像作品は本作が初登場であり、声は『新世紀エヴァンゲリオン』本編でヒカリを担当した岩男潤子が全て担当した。『新世紀エヴァンゲリオン』で葛城ミサトを演じた三石琴乃が本編に指令員として声だけ出演したほか、直前話終了時の第31話の予告を『新世紀エヴァンゲリオン』の予告をイメージしたナレーションで行った。

### ストーリー（第1期）
鉄道ファンの小学生・速杉ハヤトは父・速杉ホクトと一緒に東京駅から東北新幹線に乗るが、ホクトは勤務先の鉄道博物館から突然の呼び出しを受ける。新幹線を下車してホクトを見送ったハヤトは、ホクトがIDカードを忘れていることに気づきホクトの後を追う。ハヤトはホクトを探して鉄道博物館の地下へと迷い込み、特務機関『新幹線超進化研究所』の大宮支部へとたどり着く。ホクトは指令長・出水シンペイとともに巨大怪物体への対応に追われていたが、その様子を覗き見ていたハヤトは車掌型ロボット・シャショットに見つかってしまう。シャショットはハヤトを不審者と勘違いして騒動となるが、その最中ハヤトがシンカリオン運転士適合者であることが判明する。新人指令員・三原フタバはハヤトをシンカリオンに乗せることに反対するが、ハヤト自身は志願しシンカリオン E5はやぶさへと乗り込む。
ハヤトは同じ運転士の男鹿アキタ・大門山ツラヌキ・清洲リュウジらとともに巨大怪物体と戦い撃破していくうちに、巨大怪物体を差し向けているのはキトラルザスという種族であることが判明する。キトラルザスにはビャッコ・ゲンブ・セイリュウ・スザクの4人のエージェントがおり、中でもセイリュウのブラックシンカリオンとの戦いは激しさを増していったが、ハヤトとセイリュウは互いに対話の可能性も考えるようになっていった。しかしキトラルザスでは、現代のエージェントが模索した対話路線とは相反する思想を持つカイレンら旧時代のエージェントが帰還しつつあり、これに焦って失態を犯したビャッコが制裁を受けたばかりか、ソウギョクの計略にゲンブが利用され、同胞2人を失ったセイリュウは怒りの感情のままハヤトと対立するように仕向けられる。互角の戦いはハヤトが制し、敗れたセイリュウはソウギョクへの疑念からキトラルザスには戻らず人間界を放浪していたが、旧時代のエージェントが差し向けたクレアツルスとの戦いに苦戦するハヤトたちを救援。この一件でセイリュウはカイレンらから「反逆者」と断定され、後に乗騎ブラックシンカリオン 紅とともに大宮支部所属のシンカリオン運転士となった。
セイリュウが加入した大宮支部ではキトラルザスを束ねるイザとの直接対話を試みるが、その道中でカイレンの妨害を受け、退けることに成功したものの激戦で限界を超えた運用を強いられたE5はやぶさとシャショットは機能を停止する。ハヤトたちと対面したイザは、自らが超進化研究所創設者でシンカリオン開発者の八代イサブロウであることを明かし、自ら描いた未来の希望をハヤトに見出してシンカリオン E5はやぶさ MkIIを託した。その頃、カイレン・ソウギョクらは地上へ宣戦布告して侵攻を開始しており、地上に残ったシンカリオン各機が集結して迎撃を試みたが、真の姿となったカイレンの前に劣勢を強いられたものの、新たな力を得たハヤトが帰還すると戦況は一転しカイレンは倒される。
カイレンとの戦いは終わると残されたセイリュウとスザクは人間界で生活するようになるが、ソウギョクは最初期に人間に潜入していたキトラルザスのキリンと接触していた。ソウギョクとキリンは思惑は異なりながらも互いに協力し、運転士適合率を推測する力を持ったハヤトの幼馴染・上田アズサに目を付け、利害関係が一致した倉敷ヤクモ・イズモ親子を利用して接触を試みた。しかしソウギョクの真意が露見すると関係性は破綻、キリンは単独でアズサに理想実現のための協力を依頼したが拒否され、ブラックシンカリオン オーガに乗り込んで東京都庁へと移動し日本政府との交渉を要求した。これまでシンカリオンの存在は一般には秘匿されていたが、この一件で明るみとなりシンカリオン自体に対して不安や疑念の目を向けられることとなる。
ブラックシンカリオン オーガはキトラルザス同士の決着を試みたセイリュウによって桜島の地底空間へと押し込められ、後にハヤトらとの共闘を決意して名古屋支部へと転送され捕らえられたものの、ライジングモードを展開して名古屋支部を脱出し国会議事堂を目指す。ハヤトたちに高速で飛行するブラックシンカリオン オーガを追う手段はなく、転送を可能とするルクスヴェテも戦いの中で使い切っていため絶望的な状況であったが、過去の騒動により研究所内にごく少量が保管されていることが思い出される。これまでの研究で「人々の協力」を得ることでルクスヴェテが増殖することは判明しており、アズサがこれまで撮り溜めたシンカリオンの動画を公開すると人々の不安や疑念は払拭され、世間の支持と協力を得ることに成功し大量のルクスヴェテが確保される。スザクはルクスヴェテの活性化によって復活したビャッコ・ゲンブと協力して名古屋支部からキリンへの直通線路を作り、シンカリオン各機の一斉攻撃によってキリンは倒される。

### 登場人物（第1期）

#### シンカリオン運転士（第1期）
速杉 ハヤト（）
声 - 佐倉綾音
本作の主人公。大宮支部に所属するシンカリオン E5はやぶさ・E5はやぶさ MkIIの運転士。埼玉県さいたま市大宮区在住で、大宮小学校に通う小学5年生 → 小学6年生の少年。2007年10月17日生まれの10歳 → 11歳。
鉄道ファンで特に新幹線をこよなく愛しており、乗車したことのある路線・車両を記憶しており、物事を何かと新幹線や鉄道に例える癖がある。父・ホクトのような新幹線の運転士になることが夢。責任感が強く「時間と言ったことは守る男」を自称しており、「新幹線を好きな奴に悪い奴はいない」を信条とする。
池添によると、初期案では王道の熱血キャラとする案もあったものの、企画的に鉄オタのオーダーもあったため、一から再考しなおしていかに「アグレッシブではないオタク少年」を主人公として成り立たせるかが思案された。デザインを担当したあおのゆかは、池添から「大空翼のように素直でまっすぐ、新幹線を追いかける鉄オタ」と指示があり、「爽やかなのかどうか混乱したが、実際は新幹線好きのよい子に落ち着いた」と述べている。
キャラクター人気投票では、アニメ放送中に行われた2018年の第1回で第5位、プロジェクト5周年を記念して行われた2020年の第2回で第3位。
男鹿 アキタ（）
声 - 沼倉愛美
大宮支部に所属するシンカリオン E6こまちの運転士。秋田県北秋田市阿仁地区出身の小学5年生 → 小学6年生の少年。2007年7月8日生まれの10歳 → 11歳。
先祖代々マタギの家系で、全国レベルの競技ビームライフルの腕を持つ。冷静な性格で物事の理解が早く「話は読めた」が口癖。自分の気持ちを素直に言葉ことは苦手。甘党。母のモミジはアキタを溺愛している。
デザインに関してあおのは、池添からは「『初期メンバーの中ではイケメンだけど、清洲リュウジが登場するまで凄いクールではありません』と説明があった」と語っている。
キャラクター人気投票では第1回で第2位、第2回で第2位。
大門山 ツラヌキ（）
声 - 村川梨衣
大宮支部に所属するシンカリオン E7かがやきの運転士。石川県金沢市出身の小学5年生 → 小学6年生の少年。2007年11月27日生まれの10歳 → 11歳。
金沢の建設会社「大門山建設」の跡取り息子で、大門山建設を日本屈指のゼネコンとするのが夢であり、「金沢の土木王」を自称する。先代の社長であった父は亡くなっており、後を継いだ母・ミスズ、妹・カガリ、弟・ケンロクの4人家族。豪快な性格で「全くもって○○だ!」が口癖で、戦闘中も四字熟語を叫ぶが誤用も多い。
デザインに関してあおのは、池添からは「主人公に成れそうな感じ」と説明があり、「自分が視聴した1990年代の王道ロボットアニメでは、主人公とイケメンに続く3人目はガタイのいい奴であるため、最初に書いたデザインはがっしりした体格だが、主人公ぽくなかったと思い、書き直したものが決定稿になった」と語っている。
キャラクター人気投票では第1回で第6位、第2回で第5位。
月山 シノブ（）
声 - 吉村那奈美
大宮支部山形分室に所属するシンカリオン E3つばさ・E3つばさ アイアンウイングの運転士。山形県米沢市出身の小学4年生 → 小学5年生の少年。2008年12月20日生まれの9歳 → 10歳。
代々続く忍者の家系で、手裏剣に重きを置いている月山流忍術の伝承者。母のチアキも月山流忍術のくノ一であり、現在は探偵でもあった祖父の下で忍者として修行中。山形訛りが混じった言葉遣いで話す。
池添は「忍者の技を出すシンカリオンの運転士はやはり忍者だが、クールではなく可愛い子にすることでギャップを見せようとした」としており、その経緯についてあおのは、池添からは「忍者」と説明があり、「当初のデザインはギャグ路線であったが、可愛い系にしたいと思い、現在のデザインに決まった。ホクトとの繋がりを感じて髪型と表情の一部を寄せた」と語っている。
キャラクター人気投票では第1回で第3位、第2回で第6位。
清洲 リュウジ（）
声 - 逢坂良太 / 内藤有海（小学生期）
名古屋支部に所属するシンカリオン N700Aのぞみ・ドクターイエローの運転士。愛知県名古屋市在住の中学2年生 → 中学3年生の少年。2005年2月8日生まれの13歳 → 14歳。
幼いころから空手をやっていた経験から優れた戦闘センスを持つことに加え、唯一大人のホクトを除くと運転士の中では最年長であることからまとめ役になることも多く、「抜かるなよ!」が口癖。父・チクマは超進化研究所の研究員であったが事故で亡くなっており、現在は長期入院している母・カエデ、弟・タツミ、妹・ミユの3人家族。
池添によると、シンカリオン N700Aのぞみの設定を見て「こういう技を出すならクールなキャラが良いと考えた」としている。
キャラクター人気投票では第1回で第4位、第2回で第1位。
清洲 タツミ（）
声 - 日野佑美
名古屋支部に所属するシンカリオン N700Aのぞみの運転士。愛知県名古屋市在住の小学6年生 → 中学1年生の少年。
リュウジの弟で、タツミ自身も地区大会で優勝する程の空手の実力者。リュウジの背中を追い掛けて育ったが、リュウジと違いやんちゃで明るく社交的な性格。食欲旺盛で調子に乗りやすく、しばしばリュウジに叱られる。「どんと来いやー!」が口癖。
デザインに関してあおのは、勇翔（BOYS AND MEN）が初期のモデルだと語っている。
発音ミク（）
声 - 藤田咲
北海道支部に所属するシンカリオン H5はやぶさの運転士。北海道札幌市出身の小学5年生 → 小学6年生の少女。「初音ミク」をモチーフとした公式派生キャラクター（#他作品との関わりを参照）。
性格はストイックな完璧主義者で文武両道の委員長タイプだが、乗り物酔いしやすいことが弱点。特技は剣道で洞察力にも優れる。摩周丸が大好きな一方で、鉄道・新幹線には全く興味がなくE5系とH5系の違いを知らない。
キャラクター人気投票では第1回で第1位、第2回で第9位。
大空 レイ（）
声 - 松井恵理子
門司支部に所属するシンカリオン 800つばめの運転士。福岡県北九州市出身の小学3年生 → 小学4年生の少年。2009年8月30日生まれの8歳 → 9歳。
JAXAの種子島宇宙センターに勤務する父親を持ち、レイも宇宙飛行士になるのが夢。ロボット工学の最先端知識を学んでおり、800つばめの設計・開発にも携わった。後輩口調で話し、真面目で素直な性格。
キャラクター人気投票では第1回が行われた時点では未登場のため対象外、第2回で第7位。
霧島 タカトラ（）
声 - 市来光弘
門司支部に所属するシンカリオン N700みずほの運転士。鹿児島県鹿児島市出身の小学6年生 → 中学1年生の少年。2007年3月12日生まれの11歳 → 12歳。
実家は料亭で、ニチリンも将来は料理人を目指している。父・ニチリンの下で修業していたが、伸び悩んでいたため一旦料理から離れることを勧められる。古き伝統に拘り意固地になることがある。
五ツ橋 ギン（）、五ツ橋 ジョウ（）
声 - 合田絵利
京都支部に所属する双子で、ギンがシンカリオン 700ひかりレールスター、ジョウがシンカリオン 700のぞみの運転士。山口県出身の小学5年生 → 小学6年生。2008年3月13日生まれの10歳 → 11歳。
実家は瀬戸内海で漁業を営んでおり、同業者との競争に勝ち抜くためチャレンジ精神が非常に高い。魚料理には拘りがあり特に天然物を好み、運転士になった動機も「うまい魚」が理由。ギンは「ぶち○○」、ジョウは語尾の「○○っちゃ」が口癖。
速杉 ホクト（）
声 - 杉田智和
ハヤトの父で、シンカリオン 500こだま・923ドクターイエローの運転士。
平時は鉄道博物館の職員として務めつつ、大宮支部の指導長として運転士の育成を担当している。かつてはJR東日本東京支社上野新幹線第二運転所で運転士として勤務していたが、大学院の修士論文で執筆した「超進化速度」に着目した八代により超進化研究所の初期メンバーとしてスカウトされた経歴を持つ。ハヤトが運転士となることには危険であると反対するが、認識を改めてバックアップに回るとともに自らも運転士となるべく「大人が搭乗可能なシンカリオン」の開発に取り組んだ。
デザインに関してあおのは、「家族の存在を大事にするキャラを表現したくて、結婚指輪は嵌めさせたいなと思った。そして"かっこいいお父さん"というデザインが浮かばず苦労した」と語っている。
キャラクター人気投票では第1回で第10位、第2回で第10位。
セイリュウ
声 - 真堂圭
キトラルザスの1人で、ブラックシンカリオン・ブラックシンカリオン 紅の運転士。現代のエージェントの1人であり、シンカリオンに対して強い興味を持っているようだが、何を考えているのか分からない面もある。外見は少年のような姿で、薄灰色の髪が右目を隠している。
キャラクター人気投票では第1回で第22位、第2回で第4位。
キリン
声 - 浪川大輔
キトラルザスの1人で、ブラックシンカリオンオーガの運転士。カイレンよりもさらに古い時代に「地上への移住」を提唱して先遣として人間界に潜入し、知り合った八代と多くの情報を共有するとともにキトラルザスにも情報を送り続けていたが、カイレンらの侵攻以降長らく音信不通となっていた。カイレンと異なり人類のと共存は可能と考えているが、自らが「人類を力で支配する」べきとの考えに至っている。

#### 新幹線超進化研究所関係者（第1期）

##### 大宮支部（第1期）
速杉 ホクト（はやすぎ ほくと）
声 - 杉田智和
#シンカリオン運転士（第1期）を参照。
出水 シンペイ（）
声 - 緑川光
大宮支部の指令長。ホクトの大学時代の後輩で、超進化研究所にはホクトより一足早く参加している。かつてはJR東日本東京支社丸の内車掌区に所属する車掌として勤務し、ホクトが担当した車両に車掌として乗車することも多かった。冗談か本気か分からない突拍子もない発言も多く、人使いが荒い。
デザインに関してあおのは、池添からは「『機動警察パトレイバー』の後藤喜一のような飄々としたキャラクター」と説明があったものの、「二転三転して今の"カッチリ系"になりました。イメージは『踊る大捜査線』の室井慎次。でも、彼ほど表情はきつくないですね。仕事終わりにホクトとお酒を飲みに行きそうな感じがあります」と語っている。
三原 フタバ（）
声 - 雨宮天
大宮支部の女性オペレーター。ホクトと出水の出身大学の後輩にあたり、総合指令部で研修を受けていたが巨大怪物体の出現頻度増加に伴って辞令を早める形で大宮支部に転属されたばかりの新人。仕事に対してとても生真面目な性格であり、出水や運転士たちの予想外の言動で振り回されることも多い。特撮マニア（特に「シンカライザー」のファン）という一面があり、各地のローカルヒーロー巡りが趣味だが周囲には秘密にしている。
池添によると「新人オペレーターという設定が固まった時点から、運転士たちの良いコーチのような存在へ成長させていこうというイメージがあった」としている。
キャラクター人気投票では第1回で第9位、第2回で第13位。
本庄 アカギ（）
声 - 古島清孝
大宮支部の男性オペレーター。冷静沈着に業務をこなし、出水不在時には指令長代理を任されるなど信頼を得ているが、プライベートにおいては頼りない一面もある。
大宮支部の職員で比較的重要な位置づけとして扱われるが、池添によると「最初は何でもないモブキャラの予定だった」としている。
小山 ダイヤ（）
声 - 天﨑滉平（第8話） / 観世智顕（第26話以降）
大宮支部の男性オペレーター。状況を論理的に把握・分析する能力に長けており、主に本庄のオペレーション補佐を担当する。基本的には冷静沈着な性格であるが、使命感に燃えて熱くなる一面もある。本庄とは大宮支部赴任の同期であり、忘年会で一緒に余興をした仲。
三条 ミノリ（）
声 - 金魚わかな（第2期は美波わかな名義）
大宮支部の女性オペレーター。主にフタバのオペレーション補佐を担当する。
久留米 ミドリ（）
声 - 遠藤沙季
大宮支部の女性医師。シンカリオン運転士のメディカルチェックを担当する。左目の下の泣きぼくろと、ウェーブしたロングヘアが特徴。酒豪であり、飲酒を「心のアルコール消毒」と呼ぶ。
三島 ヒビキ（）
声 - 長谷川暖
大宮支部の女性研究員。シンカリオンの強化や巨大怪物体の分析を担当しており、その分析からエージェントの存在を確認し、巨大怪物体との関係性を指摘したのも彼女である。超進化研究所発足からの初期メンバーの一人で、出水とは出会って約1週間で愛称で呼び合うほど仲良くなった。プライベートでは同人誌即売会に参加するほどのオタク気質。
小田原 キントキ（）
声 - 北沢洋
大宮支部の男性整備士。ぶっきらぼうで口も悪い頑固者だが腕は確かで、損傷具合を見ただけで運転士の癖を見抜くほど。かつては整備長の職にあり、ホクトや出水を指導していた。
山口 ナガト（）
声 - 伊原正明
大宮支部の整備長。大柄で逞しい身体を持つ任務に実直な熱血漢。運転士に対して普段は気さくに接するものの、損傷が激しいと声を荒げて叱責することもある。
シャショット
声 - うえだゆうじ
車掌ロボット。シンカリオン E5はやぶさの操縦をサポートするために開発されたもので、ハヤトがE5はやぶさの運転士になった後は常時行動をともにしている。
デザインに関してあおのは、「当初は玩具のキャラクターデザインが決まったため、アニメ用に手を加えて作画しやすいように調整したり、表情を追加した。ハヤトのリュックは『商品化を念願に置いてデザインして』と依頼を受けてオリジナル商品にするために、シャショットを入れると目が出る設定をデザインした」と語っている。
キャラクター人気投票では第1回で第8位、第2回で第16位。

##### その他の研究所職員と関係者（第1期）
東 スバル（）
声 - 山寺宏一（ボイスチェンジャーの声は金魚わかな）
総合指令部の総指令長。若いながらも寡黙で貫禄があり近寄りがたいと思われがちだが、鉄道好きが高じて鉄道員になった生粋の鉄道マニア。出張や視察には一人で電車で移動するというこだわりを持ち、その知識量や造詣の深さはハヤトにも引けを取らない。Suicaのペンギンに似たペンギンを総指令長室のロッカーで飼っている。
キャラクター人気投票では第1回が行われた時点では未登場のため対象外、第2回で第9位。
高崎 ハルナ（）
声 - ふじたまみ
総合指令部の秘書室長。スバルへのスケジュール管理と調整などを円滑に進めようとするが、スバルの自由気ままな態度に度々振り回される。
大沼 ソウヤ（）
声 - 土師孝也
北海道支部の指令長。かつては青函連絡船の船長を長年務め、現在も平時は青函連絡船記念館摩周丸の館長を務めている。
八代 イサブロウ（） / イザ
声 - うえだゆうじ
超進化研究所の創始者にしてシンカリオンの生みの親。本編の8年前に行われた「第1回超進化速度到達実験」の爆発事故において、E2系シンカリオン試験車とともに行方不明となり事故死したものと思われていたが、地底世界へと転送されキトラルザスに救われて指導者イザとなっていた。八代によって奇しくも双方にシンカリオンが与えられる結果となり、受け取った者たちが「どのような未来を創造するのか」との希望で行く末を見守っていた。
清洲 チクマ（）
声 - 逢坂良太
リュウジとタツミの父。故人。生前は超進化研究所の主任研究員としてシンカリオンの開発、特に超進化速度を到達させる小型モーターに携わっていたが、本編の8年前に行われた「第1回超進化速度到達実験」の爆発事故で亡くなった。「目先の事よりも大局を見ろ」を口癖とする現実主義者で、リュウジの性格は父譲りでもある。
上田 アズサ（）
声 - 竹達彩奈
ハヤトのマンションの隣室に住む幼馴染で、大宮小学校に通う小学5年生 → 小学6年生の少女。髪型は主にツインテール → シニヨン付のロングヘアで、目の横にピンク色の大きな丸いつけまつげを付けている。
「JSが初めて○○してみた」というタイトルの動画を投稿している人気のユーチューバー。幼少期に好きだったものが他の子と重なったときに、ハヤトが自分の趣味に熱中する姿を見て感化され、「皆と違うことをしたい」と考えてユーチューバーになった。日頃から絶えず動画のネタを探しており、周囲を巻き込む行動力はハヤトたちが警戒するほど。
当初は再生数を稼ぎたい目的だけでハヤトとシンカリオンを追い回すが、物語が進むにつれて運転士のお姉さん的なポジションとなっていった。最終的には物語を牽引する存在ともなるが、シリーズ構成の下山健人は当初の予定通りとしているものの、声優の竹達彩奈もキャラクター性の大転換に戸惑ったともされる。
速杉 ハルカ（）
声 - 金魚わかな（第2期は美波わかな名義）
ハヤトの妹。小学2年生 → 小学3年生の少女。8歳。
語尾に「○○と思われ」「○○なわけで」とつける独特の説明口調が特徴で、常にヘッドフォンを身に付けている。ハヤト趣味に付いていけず呆れてはいるが、その趣味や嗜好は把握しており話の内容や長さまで完璧に覚えている。
デザインに関してあおのは、「（池添からの）オーダーがなかったので自由にデザインしました。ヘッドフォンは考え事をするときは一人でこもりたい私自身を投影させました」と語っている。
速杉 サクラ（）
声 - 清水理沙
ハヤトの母。ホクトの本当の仕事のことは知らされていなかったが、ハヤトが運転士となった際にホクトから全てを打ち明けられ、全てを受け入れる度量も持ち合わせる。筋金入りの歴女（城・幕末マニア）。
デザインに関してあおのは、「胸が大きい理由は、この時点で控えめな女性しかいなかったから」と語っている。

#### キトラルザス
ビャッコ
声 - 細谷佳正
現代のエージェントの1人。4人の中では最も冷静な性格であり、俯瞰的な視点から敵を観察し戦略を立てる。外見は青年男性のような姿で、背中の中央から水晶のような柱状の物体が6本放射状に生えている。
スザク
声 - 渡辺明乃
現代のエージェントの1人。人の心の弱さや脆さをつき、操る手段に長ける。外見は唯一の女性であるが、姿を変化させる能力を持つ。
ゲンブ
声 - マックスウェル・パワーズ
現代のエージェントの1人。4人の中で最初に人間の前に姿を現し、人間や鉄道に興味を持ち、シンカリオンの力を試すために巨大怪物体を差し向けた。外見は大柄な男性のような姿で、表皮は全身的に黒色で覆われている。
セイリュウ
声 - 真堂圭
#シンカリオン運転士（第1期）を参照。
カイレン
声 - 増田俊樹
旧時代のエージェントの1人。本編の10年前に人類に攻撃をしかけたが失敗に終わり、その5年後に新たな環境を求めて旅立ったが「地球を人類が現れる以前の状態に戻すしかない」との結論に至り、人類を排除するために地球へと戻った。
ソウギョク
声 - 山内健嗣
旧時代のエージェントの1人。紳士的な口調が特徴だが、常に白と黒の仮面のようなものを被っており、真意が分からない得体の知れない存在。策略家な面があり時々に応じて立ち位置を変える謎多き人物だが、ビャッコは「自分が生き残ること」だけを考えている「分かりやすいやつ」だと分析している。
トラメ
声 - 髙階俊嗣
旧時代のエージェントの1人。好戦的な性格で戦闘能力ならキトラルザスでも随一だが、頭の出来はいまひとつで細かいことや難解な作戦は苦手。
ドクター・イザ
声 - うえだゆうじ
#その他の研究所職員と関係者（第1期）を参照。
キリン
声 - 浪川大輔
#シンカリオン運転士（第1期）を参照。

#### その他の登場人物
倉敷 ヤクモ（）
声 - 辻井健吾
科学産業省の職員で、大企業「クラシキ重工」の御曹司。超進化研究所総合指令部の依頼で、適合率・鉄分・ルクスヴェテなどの研究協力を海外の研究機関に依頼する役割を担っている。フタバとは幼馴染であり、親が勝手に決めた婚約者の間柄。
モデルは鈴木寿広。
倉敷 イズモ（）
声 - 小形満
ヤクモの父で、超進化研究所とも取引がある「クラシキ重工」のCEO。

### 用語（第1期）

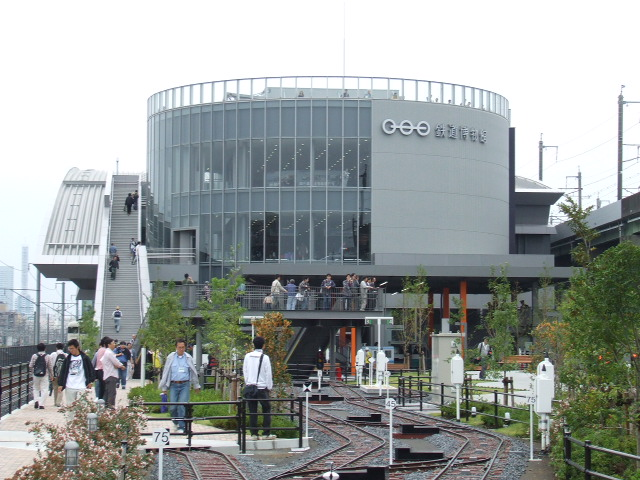
実際の鉄道博物館

新幹線超進化研究所
シンカリオンの開発・運用と、巨大怪物体の研究を行っている特務機関。略称はS.U.E.I.（Shinkansen Ultra Evolution Institute）。総合指令部は東京駅丸の内駅前広場の大深度地下にあり、各地の支部は大宮支部が鉄道博物館（埼玉県大宮市）、京都支部が京都鉄道博物館（京都府京都市）、名古屋支部がリニア・鉄道館（愛知県名古屋市）といった各地の鉄道関連施設の地下に存在している。
発足初期の主要メンバーは所長の八代イサブロウ、清洲チクマ、出水シンペイ、速杉ホクト、三島ヒビキ、小田原キントキ。新幹線の最先端技術「超進化速度」を研究する組織として発足したが、本編の10年前のファーストエネミー襲来によりシンカリオンの研究・開発に舵を切ったが、世間にはシンカリオンに関係する一切の情報は公表していない。
ShinCa
超進化研究所の職員に支給されるパス。外見は大宮支部ではSuica、名古屋支部ではTOICAなど実際にその地域で使用される乗車カードを模しているが、一般の乗車カードに比して厚みがある。各支部所在地の鉄道施設への入館、および施設内の超進化研究所エリアへの出入りに必要であり、運転士の場合はシンカリオンの起動にも必要。また、リンク合体などの特殊合体時には合体相手に応じた専用ShinCaが必要で、N700Aの「アドバンスドモード」などの専用モード発動のための専用ShinCaも存在する。エージェント側にも同様の「ブラックShinCa」が存在している。
超進化速度
シンカリオンがシンカリオンモードに変形するために必要な速度。速杉ホクトが大学時代に書いた「リニアを超える次世代の移動手段」の論文を元に、超進化研究所の研究によって実用化された。正確な数値は不明だが最低でも時速1100キロメートルを超え、作中では時速1225キロメートルが表示されている。

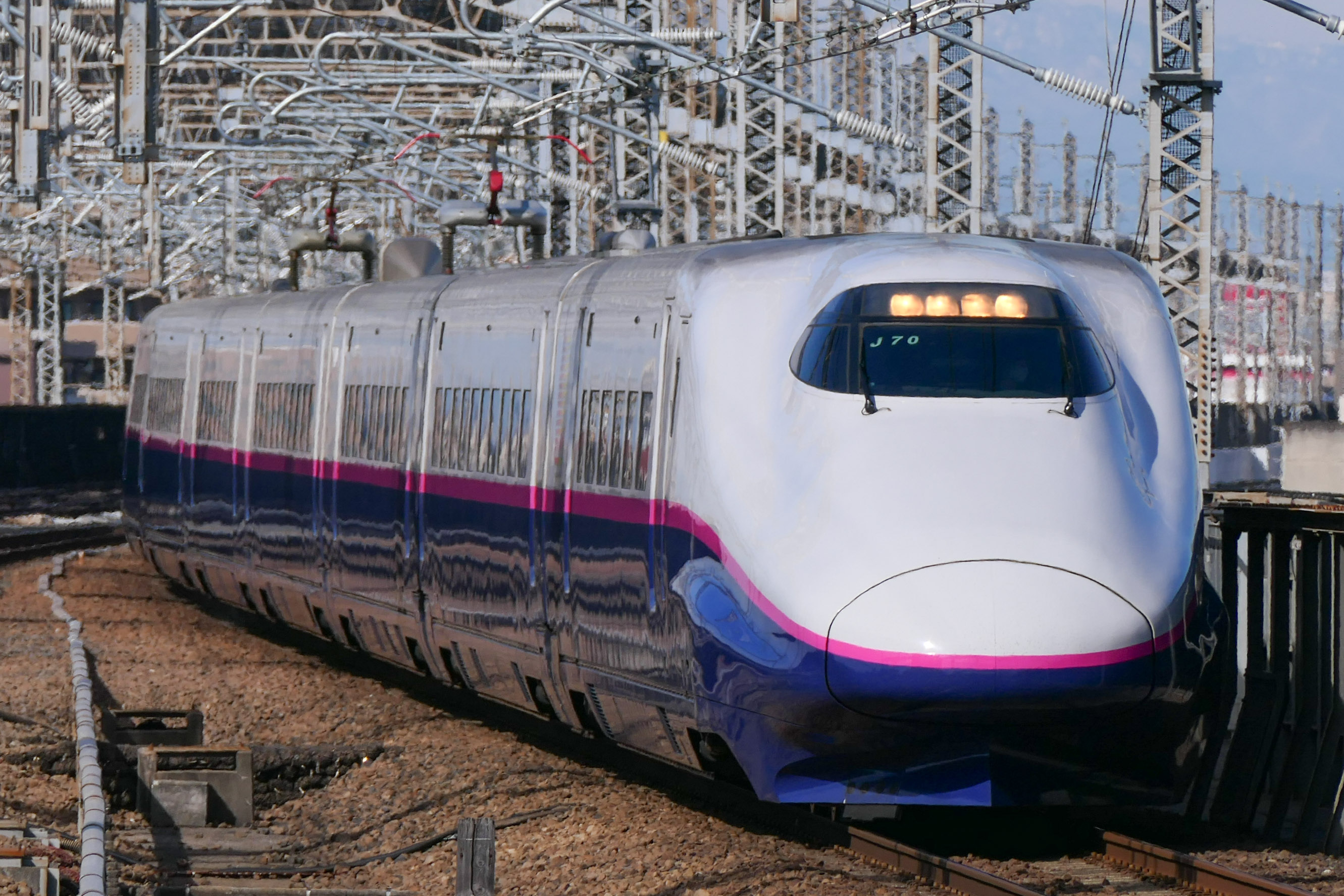
実際のE2系

第1回超進化速度到達実験
本編の8年前に行われた試作機「シンカリオン E2」を使用した開発試験。超進化速度への到達を目的としたものであったが、事故の発生によってE2は消滅。E2に搭乗していた開発責任者の八代イサブロウが行方不明となり、巻き込まれた主任研究員の清洲チクマが死亡した。
捕縛フィールド
主に巨大怪物体を拘束するための特殊空間。人工衛星から射出される光線によって展開され、外界と遮断されるため巨大怪物体自体やシンカリオンとの戦闘による周囲への被害を抑えることが可能。フィールド内部は円形のステージと高低差のある外周レールが敷設されており、熱源調整機能や熱源調整・空気圧確保・監視カメラなども備えられている。外壁には光学迷彩機能が備わっており一般人が外部から内部を見ることはできないが、目の構造がヒトとは異なるキトラルザスは内部を覗き見ることができる。フィールド中央の最上部には穴があり、飛行能力がある巨大怪物体やシンカリオンは通過可能。無制限の維持は不可能で一度消失すると再展開にはある程度の時間を要し、複数展開する場合は全てを全出力で展開することは不可能。また、高速で移動する相手に対しては照準が合わないため捕縛できず、水中には展開できないといった欠点も存在する。
シンカリオン・シム
シンカリオンの運転士としての適合率を計るシミュレータ。ゲームを模して一般共用されて、スマートフォン・タブレット端末のアプリケーションが提供されているほか、アーケードゲームとしても稼働しており、運転士候補の発掘にも活用されている。
シンカ・アプリ
超進化研究所職員や運転士が持つスマホやタブレット端末にインストールされているアプリ。
東京駅・中央迎撃システム
東京駅に備えられた戦闘空間を展開するシステム。超進化研究所総合指令部の置かれる東京駅での戦闘といった緊急時を想定したもので、捕縛フィールドと運用の目的は近いが、地域一体の構造を組み替えるシステムである。そのため東京駅および丸の内エリア一帯を封鎖が避けられず、発動には総合指令部の許可が必要なほか、一般への影響も考慮する必要がある。
ウェポントレイン
シンカリオンの支援用に開発された貨物列車「超進化電動貨物」と、シンカリオン専用の武器として開発された「ウェポンコンテナ」を併せた総称。作中に登場したウェポンコンテナには、タイタンパーを進化させた白兵戦用武器「超進化タイタンパー」が存在する。
シンカリオン
新幹線超進化研究所が開発した巨大怪物体と戦うためのロボット。
グランクロス
主にE5はやぶさが使用する必殺技のビーム攻撃。類似した武装を備えるシンカリオンは複数存在するが、E5はやぶさやE5はやぶさ MkIIのものはリンク合体・クロス合体・オーバークロス合体時には合体相手に応じて名称と色が変化する特徴がある。
リンク合体
#リンク合体を参照。
クロス合体
#クロス合体が可能なシンカリオンを参照。
トリニティー合体
#トリニティー合体が可能なシンカリオンを参照。
オーバークロス合体
#オーバークロス合体が可能なシンカリオンを参照。
超進化マスコン シンカギア
シンカリオンのマスコン型コントローラー。発進・変形・合体・モードチェンジには音声アナウンス（じんぼぼんじが担当）が流れる。
適合率
運転士がシンカリオンの能力をどれだけ引き出せるかを表した数値。数値は一定ではなく運転士の状態によっても変化し、適合率により使用可否や形態が変化する武装もある。大人より子どものほうが高い数値を出す傾向があり、一定以上の数値がないと動かすことすらできない。未だ解明されていない部分も多い。
鉄分
高い適合率を示す運転士に共通して見られる要素。超進化研究所の分析によって脈拍や心拍数などに一定の傾向が見られることが判明し、最初の適合者であるハヤトの鉄道好きにあやかってヒビキが「鉄分」と命名した。
キトラルザス
人類以前に地球を支配した種族。かつて地底空間に非常に高度な文明を築いていたが環境の変化に対応できずに衰退しており、指導者のイザは絶滅に瀕した現代のキトラルザスが生き残る道として、環境に対応する「変革の道」、人類から奪い取る「戦いの道」、宇宙に住処を求める「移住の道」のいずれかだと考えている。種族としての姿勢は時代とともに変化しており、本編の十数年前にキリンが先遣隊として人間界に潜入して人類との共存の可能性を探っていたが、10年前にカイレンら当時のエージェントがファーストエネミーによる地上侵攻を目論むも失敗に終わる。5年前にカイレンらは移住先を求めて宇宙に旅立ち、現代ではビャッコら4人のエージェントが地上に攻撃をしかけている。
ルクスヴェテ / ナノマシン
漆黒の新幹線や黒い貨物列車が振りまく謎の物質。キトラルザスでは「ルクスヴェテ」と呼んでおり、付着した物質を変化させて独自の進化を促す性質を持っている。超進化研究所では「ナノマシン」と命名した。
ブラックシンカリオン / 漆黒の新幹線
#ブラックシンカリオンを参照。
黒い貨物列車
旧時代のエージェントが使用する車両。漆黒の新幹線と同様に「黒い粒子」を振り撒き、クレアツルスを運搬するほか、エージェントの移動手段としても利用される。
ブラックシンカリオン オーガ / 謎の新幹線
#ブラックシンカリオン オーガを参照。
ブラックシンカリオン ナンバーズ
ルクスヴェテにより複製されたブラックシンカリオンのクローン部隊。顔がブラックシンカリオン オーガと同様の銀色の鬼のような仮面で覆われており、左肩にはローマ数字が刻まれている。
巨大怪物体
正体不明の大型モンスターの総称。建築物などにルクスヴェテを使用してモンスター化させたもので、ルクスヴェテの散布には漆黒の新幹線や黒い貨物列車なども使用された。
ファーストエネミー
カイレンたちが差し向けた最初の巨大怪物体。旧製品版のバチガミと同様の遮光器土偶の形状。
クレアツルス
旧世代のエージェントたちと同時期に出現するようになった大型モンスターの総称。地底世界に住まう生物達に、環境の異なる地上で活動するため体内に黒い球体を埋め込んで地上に呼び出したもので、球体が破壊されると地底世界へと強制送還される。

### スタッフ（第1期）
- 原案 - プロジェクトシンカリオン[74]
- 協力 - 北海道旅客鉄道、東日本旅客鉄道、東海旅客鉄道、西日本旅客鉄道、九州旅客鉄道、ジェイアール東海エージェンシー、ジェイアール西日本商事、Google Inc、鉄道博物館
- 総監督 - 池添隆博[85]
- 監督 - 池添隆博（第1話 - 第64話）→ 板井寛樹（第65話 - ）
- 副監督 - 山岸大悟（第53話 - 第64話）[74]
- 助監督 - 山岸大悟（第1話 - 第52話）[74] → 板井寛貴（第53話 - 第64話）[74]→ 加藤大貴（第65話 - 第76話）[74]
- シリーズ構成 - 下山健人[85]
- キャラクターデザイン・プロップデザイン・OP&ED作画監督・ED総作画監督 - あおのゆか[85]
- プロップデザイン - 永作友克
- メカニックデザイン・シンカリオンモデリング・モデリングディレクター - 服部恵大[85]
- 世界観デザイン - コレサワシゲユキ[74]、灯夢[74]
- CGディレクター - 安田兼盛[74]
- 色彩設計 - 村田恵理子[74]
- 美術監督 - 古賀徹[74]
- 撮影監督 - 村上展之[74]
- 編集 - 沖田秀樹[74]
- 音響監督 - 三間雅文[85]
- 音楽 - 渡辺俊幸[85]
- シンカリオン変形音アレンジ - 大間々昂[86]
- 音楽制作 - フェイスミュージック
- エグゼクティブプロデューサー - 源生哲雄[74]→平野隆[74]、弓矢政法[74]、島村優子[74]→江藤寛之[74]、横山拓也[74]、沢辺伸政[74]
- プロデューサー - 那須田淳[87]、渡辺信也[74]、鈴木寿広[74]、根岸智也[74]→針原剛[74]、新井孝介[74]→小嶋慶也[74]→岡野千恵[74]、岡本順哉[74]
- アニメーションプロデューサー - 山野井創[74]、太田昌二[74]、山口達也[74]→三浦俊一郎[74]
- アニメーション制作 - OLM[85]
- アニメーション制作協力 - 亜細亜堂（第1話 - 第52話・第53話以降はOPアニメ制作協力）[85]→SynergySP（第53話 - ）
- CGアニメーション制作・オフライン編集・公式サイトデザイン - SMDE[85]
- 制作 - 小学館集英社プロダクション[85]
- 制作著作 - 超進化研究所、TBS

### 主題歌（第1期）
オープニングテーマ
「進化理論」（第2 - 63・65 - 75話）
作詞 - 藤林聖子 / 作曲 - Coffee Creamers / 編曲 - Soma Genda / 歌 - BOYS AND MEN（Virgin Music）
第57話では短縮版。第1話と第64話ではEDとして使用され、第76話ではEDの後に続けて流された。第48話では挿入歌として使用。その他、戦闘時や必殺技発動時にも挿入歌としても使用。
エンディングテーマ
「Go One Step Ahead」（第2 - 25・76話）
作詞・作曲・歌 - 村上佳佑 / 編曲 - シライシ紗トリ（EMI Records）
第76話ではフルサイズ。第18・22・28・43・45話では挿入歌として使用。
「I WANNA BE WITH YOU」（第26 - 38話）
作詞・作曲・歌 - TETSUYA（EMI Records） / 編曲 - Jun Suyama、TETSUYA
第76話では挿入歌として使用。第37話では必殺技発動時の挿入歌として使用。
「Go Way!」（第39 - 51話）
作詞 - すぅ / 作曲 - すぅ・クボナオキ / 編曲 - クボナオキ / 歌 - SILENT SIREN（EMI Records）
第76話では挿入歌として使用。
「STARTRAiN」（第52 - 63話）
作詞・作曲 - Saku・天月-あまつき-/ 編曲 - Saku / 歌 - 天月-あまつき-（USM JAPAN）
第59・61・64話・74話では挿入歌として使用。
「スタートライン」（第65 - 75話）
作詞・作曲・歌 - ベリーグッドマン（ユニバーサルJ） / 編曲 - HiDEX
遅れネット局およびDVD版などでは第69話の挿入歌として使用（後述）。
挿入歌
「チェンジ！シンカリオン」（第13・14・17・23・24・35・53・54・75話）
作詞・作曲・編曲 - 井上裕治 / 歌 - 山寺宏一
元々は玩具版のテーマソングとして制作されたもの。山寺が声を担当するスバルが指揮を執る際の挿入歌として使用されるほか、一部の必殺技発動時にも挿入歌としても使用。一部話数ではインストゥルメンタルバージョン。
「残酷な天使のテーゼ」（第17・31話）
作詞 - 及川眠子 / 作曲 - 佐藤英敏 / 編曲 - 大森俊之 / 歌 - 高橋洋子
「DECISIVE BATTLE」（第17・31話）
「Both of You、Dance Like You Want to Win!」（第31話）
「ASUKA STRIKES!」（第31話）
「The Day Tokyo-3 Stood Still」（第31話）
作曲 - 鷺巣詩郎
上記5曲は第31話でコラボレーションが行われた『新世紀エヴァンゲリオン』の楽曲群。いずれも地上波放送版のみ使用され、配信版では別の挿入歌に差し替えられている。DVD版には配信版のみが収録されたが、Blu-ray版では切り替えが可能になっている。
「クリスマス・イブ」（第49・50話）
作詞・作曲・編曲・歌 - 山下達郎
JR東海がかつて制作したCM（「クリスマス・エクスプレス」等）の再現シーンのBGMとして登場。ABSを除く地上波放送版のみ使用され、それ以外ではインストゥルメンタル版に差し替えられている。
「SOMEDAY」（第58話）
作詞・作曲・編曲 - 佐野元春 / ストリングスアレンジ - 大村雅朗 / 歌 - 佐野元春
JR東海がかつて制作したCM（「ファイト！エクスプレス '89」）の再現シーンのBGMとして登場。地上波放送版のみ使用され、配信版ではBGMは流れず台詞のみ。
「鉄道唱歌/東海道篇」（第62話）
作詞 - 大和田建樹 / 作曲 - 多梅稚・上真行
アズサが撮った動画の中で登場人物たちが歌唱する。配信版でもそのまま収録されている。
「Progress」（第69話）
作詞・作曲：スガシカオ / 編曲：武部聡志・小倉博和 / 歌 - kōkua
アズサが作成した「プロフェッショナル 仕事の流儀」を模した動画の中でBGMとして使用。遅れネット局およびDVD版などではED曲の「スタートライン」に差し替えられている。

### 各話リスト（第1期）
サブタイトルは『○○!!××』に統一している（第21話と第65話は例外）。
| 話数   | サブタイトル                                              | 脚本                                                     | 絵コンテ              | 演出                                                               | 作画監督 （総作画監督）                                                          | 放送日        |
| ------ | --------------------------------------------------------- | -------------------------------------------------------- | --------------------- | ------------------------------------------------------------------ | -------------------------------------------------------------------------------- | ------------- |
| 第1話  | 出発!!シンカリオン E5はやぶさ                             | 下山健人                                                 | 池添隆博              | 根岸宏樹                                                           | 永作友克、西岡夕樹、 ジャカルタカルカッタ軽田                                    | 2018年 1月6日 |
| 第2話  | 対決!!シンカリオンVS巨大怪物体                            | 下山健人                                                 | 山岸大悟              | 峯友則                                                             | 海谷敏久                                                                         | 1月13日       |
| 第3話  | 来たれ!!秋田からのスナイパー                              | 下山健人                                                 | 池添隆博 山岸大悟     | 湖山禎崇                                                           | 山科和佳菜、徳田拓也                                                             | 1月20日       |
| 第4話  | 撃て!!シンカリオン E6こまち                               | 下山健人                                                 | 鈴木恭兵 大畑晃一     | 鈴木恭兵                                                           | 加藤壮                                                                           | 1月27日       |
| 第5話  | 激突!!アイアンスチーマー                                  | 下山健人                                                 | すずきたくま 大畑晃一 | すずきたくま                                                       | 青木昭仁、菅野智之                                                               | 2月3日        |
| 第6話  | 貫け!!シンカリオン E7かがやき                             | 下山健人                                                 | 田所修 大畑晃一       | 佐々木純人                                                         | 永作友克                                                                         | 2月10日       |
| 第7話  | 協力!!ハヤトは孝行息子                                    | 山下憲一                                                 | 吉田徹 大畑晃一       | 曽根利幸                                                           | 海谷敏久 （西岡夕樹）                                                            | 2月17日       |
| 第8話  | 連結!!初めてのリンク合体                                  | 下山健人                                                 | 湖山禎崇 大畑晃一     | 湖山禎崇                                                           | 山科和佳菜、新岡浩美、 大久保修、原田峰文 （西岡夕樹）                           | 2月24日       |
| 第9話  | 熱闘!!超進化研究所温泉旅行                                | 下山健人                                                 | 山岸大悟 大畑晃一     | 曽根利幸                                                           | 市来剛                                                                           | 3月3日        |
| 第10話 | 忍べ!!シンカリオン E3つばさ                               | 山下憲一                                                 | 鵜飼ゆうき 紅優       | 秦義人                                                             | 加藤壮                                                                           | 3月10日       |
| 第11話 | 磨け!!研究所の老メカニック                                | 下山健人                                                 | 緒方隆秀              | 緒方隆秀                                                           | 加藤愛、竹永拡功 （西岡夕樹）                                                    | 3月17日       |
| 第12話 | 衝撃!!シンカリオン N700Aのぞみ                            | 下山健人                                                 | 山岸大悟 大畑晃一     | すずきたくま                                                       | 菅野智之 （市来剛）                                                              | 3月24日       |
| 第13話 | 決戦!!シンカリオンVSゲンブ                                | 下山健人                                                 | 田所修 大畑晃一       | 曽根利幸                                                           | 永作友克                                                                         | 3月31日       |
| 第14話 | 登場!!新たなるエージェント スザク                         | 神山修一                                                 | 緒方隆秀              | 緒方隆秀                                                           | 加藤愛、竹永拡功                                                                 | 4月14日       |
| 第15話 | 北へ!!シンカリオン H5はやぶさ                             | 山下憲一                                                 | 奥澤粗笨 大畑晃一     | 湖山禎崇                                                           | をがわいちろを、野口征恒 （市来剛）                                              | 4月21日       |
| 第16話 | 炸裂!!ミクとハヤトのダブルカイサツソード                  | 山下憲一                                                 | 吉田徹 大畑晃一       | 峯友則                                                             | こかいゆうじ （市来剛、永作友克）                                                | 4月28日       |
| 第17話 | 西へ!!シンカリオンVS大阪名物!?                            | 大知慶一郎                                               | 紅優 鵜飼ゆうき       | 中村近世                                                           | 鈴木伸一 （市来剛）                                                              | 5月5日        |
| 第18話 | 漆黒!!ブラックシンカリオン現る                            | 下山健人                                                 | 緒方隆秀              | 緒方隆秀                                                           | 加藤愛、竹永拡功 （市来剛）                                                      | 5月12日       |
| 第19話 | 決闘!!シンカリオンVSブラックシンカリオン                  | 下山健人                                                 | 山岸大悟              | 曽根利幸                                                           | 永作友克                                                                         | 5月19日       |
| 第20話 | 逃亡!!操られたシャショット                                | 神山修一                                                 | 田所修 大畑晃一       | 加藤顕                                                             | をがわいちろを （市来剛）                                                        | 5月26日       |
| 第21話 | はばたけ!シンカリオン800つばめ                            | 山下憲一                                                 | 緒方隆秀              | 緒方隆秀                                                           | 加藤愛、竹永拡功 （市来剛、あおのゆか）                                          | 6月2日        |
| 第22話 | 空へ!!E5はやぶさ+800つばめ                                | 山下憲一                                                 | 柾岡一佑 大畑晃一     | 秦義人                                                             | 柳田義明、船越英之                                                               | 6月9日        |
| 第23話 | 出動!!シンカリオン 500こだま                              | 大知慶一郎                                               | 紅優 鵜飼ゆうき       | 中村近世                                                           | 鈴木伸一 （市来剛）                                                              | 6月16日       |
| 第24話 | 侵入!!ミクロの巨大怪物体                                  | 下山健人                                                 | 緒方隆秀              | 緒方隆秀                                                           | 加藤愛、竹永拡功 （市来剛）                                                      | 6月23日       |
| 第25話 | 再戦!!シンカリオンVSブラックシンカリオン                  | 神山修一                                                 | 中原れい 大畑晃一     | 曽根利幸                                                           | 永作友克                                                                         | 6月30日       |
| 第26話 | 脅威!!ブラックシンカリオン・バーサーカーモード            | 神山修一                                                 | 田所修 大畑晃一       | 峯友則                                                             | こかいゆうじ                                                                     | 7月7日        |
| 第27話 | 反撃!!E5×500                                              | 山下憲一                                                 | 緒方隆秀              | 緒方隆秀                                                           | 加藤愛、竹永拡功                                                                 | 7月14日       |
| 第28話 | 名古屋!!出水指令長の過去                                  | 山下憲一                                                 | 山岸大悟              | 町谷俊輔                                                           | 鈴木幸江（市来剛）                                                               | 7月21日       |
| 第29話 | 海へ!!敵の電波信号を探れ                                  | 下山健人                                                 | 紅優 鵜飼ゆうき       | 貞光紳也                                                           | 前田義宏、吉田徹 吉田夫美子、加瀬政広 寺田浩之、檜垣彰子 根岸宏行                | 7月28日       |
| 第30話 | 京都!!ハヤトとアズサの二人旅                              | 大知慶一郎                                               | 緒方隆秀              | 緒方隆秀                                                           | 加藤茂、生野裕子 （市来剛）                                                      | 8月4日        |
| 第31話 | 発進!!シンカリオン 500 TYPE EVA                           | 大知慶一郎                                               | 山岸大悟 大畑晃一     | 曽根利幸                                                           | 永作友克                                                                         | 8月11日       |
| 第32話 | キャンプ!!見えない巨大怪物体                              | 神山修一                                                 | 田所修 大畑晃一       | 中村近世                                                           | 永作友克                                                                         | 8月18日       |
| 第33話 | 宿題!!ハヤトの絵日記大作戦                                | 山下憲一                                                 | 緒方隆秀              | 緒方隆秀                                                           | 加藤愛、竹永拡功                                                                 | 8月25日       |
| 第34話 | 対立!!シンカリオン 700シリーズ                            | 下山健人                                                 | 奥澤粗笨 大畑晃一     | 榎本守                                                             | 板倉和弘 （市来剛）                                                              | 9月1日        |
| 第35話 | 団結!!シンカリオン700 トリニティー                        | 下山健人                                                 | 紅優 鵜飼ゆうき       | 貞光紳也                                                           | 斎藤圭子、中島大智 （市来剛）                                                    | 9月8日        |
| 第36話 | 南へ!!桜島の敵アジトを探せ                                | 下山健人                                                 | 緒方隆秀              | 緒方隆秀                                                           | 加藤茂                                                                           | 9月15日       |
| 第37話 | 遭遇!!ハヤトとセイリュウ                                  | 下山健人                                                 | 山岸大悟 大畑晃一     | 曽根利幸                                                           | 永作友克                                                                         | 9月22日       |
| 第38話 | 救援!!シンカリオン ドクターイエロ―                        | 下山健人                                                 | 田所修 大畑晃一       | 新井宣圭                                                           | 池上慎也、徳川恵梨 桝井一平、安斉住恵 鈴木伸一 （市来剛）                        | 9月29日       |
| 第39話 | 対話!!ハヤトとリュウジの空手修行                          | 下山健人                                                 | 緒方隆秀              | 緒方隆秀                                                           | 竹永拡功、岸智恵美 加藤茂                                                        | 10月6日       |
| 第40話 | 地下へ!!シンカリオンVSビャッコ                            | 下山健人                                                 | 山岸大悟 大畑晃一     | 山岸大悟                                                           | 榎本勝紀 （市来剛）                                                              | 10月13日      |
| 第41話 | 会議!!ハヤトの誕生日を祝え                                | 下山健人                                                 | 鵜飼ゆうき 紅優       | 貞光紳也                                                           | 斎藤圭子、柿原剛 （市来剛）                                                      | 10月20日      |
| 第42話 | 東へ!!初めてのグランクラス                                | 下山健人                                                 | 緒方隆秀              | 緒方隆秀                                                           | 加藤茂、加藤愛                                                                   | 10月27日      |
| 第43話 | 交流!!ゲンブとの対話を探れ                                | 下山健人                                                 | 奥澤粗笨 大畑晃一     | 曽根利幸                                                           | 永作友克                                                                         | 11月3日       |
| 第44話 | 家族!!アキタと思い出のケーキ                              | 下山健人                                                 | 田所修 大畑晃一       | 山岸大悟                                                           | 野上慎也、安斎佳恵 （市来剛）                                                    | 11月10日      |
| 第45話 | 山形!!シノブが運転士脱退!?                                | 下山健人                                                 | 緒方隆秀              | 緒方隆秀                                                           | 竹永拡功、岸智恵美 加藤茂                                                        | 11月17日      |
| 第46話 | 襲来!!怒りのブラックシンカリオン                          | 下山健人                                                 | 山岸大悟              | 加藤大貴                                                           | 市来剛、あおのゆか                                                               | 11月24日      |
| 第47話 | 適合!!E5×ドクターイエロー                                 | 下山健人                                                 | 紅優 鵜飼ゆうき       | 貞光紳也                                                           | 斎藤佳子、吉田浩之 (市来剛)                                                      | 12月1日       |
| 第48話 | 師走!!超進化研究所大忘年会                                | 下山健人                                                 | 緒方隆秀              | 緒方隆秀                                                           | 加藤愛、竹永拡功 岸智恵美                                                        | 12月8日       |
| 第49話 | 疾風!!E3つばさアイアンウイング                            | 下山健人                                                 | 奥澤粗笨 大畑晃一     | 曽根利幸                                                           | 榎本勝紀                                                                         | 12月15日      |
| 第50話 | 共闘!!ブラックシンカリオンVSトラメ                        | 下山健人                                                 | 田所修 大畑晃一       | 鈴木卓夫                                                           | 野上慎也                                                                         | 12月22日      |
| 第51話 | 更新!!フタバの業務日誌                                    | 下山健人 山下憲一 大知慶一郎 神山修一 （以上、各話脚本） | 岡田竜宙              | 岡田竜宙                                                           | 西岡夕樹 市来剛                                                                  | 12月29日      |
| 第52話 | 集え!!シンカリオン運転士新年会                            | 大知慶一郎                                               | 奥澤粗笨 大畑晃一     | 山岸大悟                                                           | 永作友克                                                                         | 2019年 1月5日 |
| 第53話 | クイズ!!ブラックシンカリオンとペンギン                    | 下山健人                                                 | 板井寛貴              | ながはまのりひこ                                                   | 大川美穂子、角谷知美                                                             | 1月12日       |
| 第54話 | 押忍!!N700Aとリュウジのブルース                           | 下山健人                                                 | 大庭秀昭              | 大庭秀昭                                                           | 山村俊了、臼田美夫                                                               | 1月19日       |
| 第55話 | 超・超・超加速!!ブラックシンカリオン紅                    | 下山健人                                                 | 緒方隆秀              | まつもとよしひさ                                                   | 鰐淵和彦、古徳真美 浦島美紀、寿夢龍                                              | 1月26日       |
| 第56話 | 豆!!鬼のセイリュウ                                        | 下山健人                                                 | 紅優 鵜飼ゆうき       | 加藤大貴                                                           | 渡辺まゆみ、松本淑恵 佐久間康子、大川美穂子 永作友克                             | 2月2日        |
| 第57話 | 密着!!キトラルザス24時                                    | 下山健人 山下憲一 大知慶一郎 神山修一 （以上、各話脚本） | -                     | 峰友則 すずきたくま 湖山禎崇 曽根利幸 ながはまのりひこ 町谷俊輔 他 | 永作友克、山科和佳菜 他                                                          | 2月9日        |
| 第58話 | ファイト!!エクスプレスと青春のE2系                        | 下山健人                                                 | 奥澤粗笨 池添隆博     | 関大 渡辺正彦                                                      | 寿門堂 （嶋崎知美、永作友克）                                                    | 2月16日       |
| 第59話 | 繋げ!!シンカリオンと鍋の力                                | 下山健人                                                 | 紅優 鵜飼ゆうき       | ながはまのりひこ                                                   | 大川美穂子、角谷知美                                                             | 2月23日       |
| 第60話 | 大作戦!!団結チームシンカリオン                            | 下山健人                                                 | 山岸大悟              | 大庭秀昭                                                           | 山村俊了、栗井重紀 臼田美夫、津熊健徳 小野加奈子                                 | 3月2日        |
| 第61話 | 大激戦!!E5×500VSカイレン                                  | 下山健人                                                 | 緒方隆秀              | 加藤大貴                                                           | 北條裕之、林怡君 （嶋崎知美、永作友克）                                          | 3月9日        |
| 第62話 | さらば!!シャショットよ永遠に…                             | 下山健人                                                 | 工藤利春              | まつもとよしひさ                                                   | 鰐渕和彦、古徳真美 浦島美紀、寿夢龍 （小野可奈子）                               | 3月16日       |
| 第63話 | 巨大展開!!東京駅・中央迎撃システム                        | 下山健人                                                 | 奥澤粗笨              | 山口美浩                                                           | 寿門堂、服部益実 （嶋崎知美、永作友克 あおのゆか、大川美穂子）                   | 3月23日       |
| 第64話 | 超絶進化!!E5はやぶさMkII                                  | 下山健人                                                 | 池添隆博 大畑晃一     | ながはまのりひこ                                                   | あおのゆか、永作友克 大川美穂子、角谷知美                                        | 3月30日       |
| 第65話 | 新学期 新展開!!!謎の新幹線祭り                            | 下山健人                                                 | 板井寛樹              | 奥村よしあき                                                       | 萩原しょう子、島崎和美 小野可奈子、津熊健徳                                      | 4月6日        |
| 第66話 | 大炸裂!!オオマガリグランクロス                            | 下山健人                                                 | 紅優                  | 関田修                                                             | 松本淑恵、槙田一章 吉田和香子                                                    | 4月20日       |
| 第67話 | 続け!!シャリンドリルもMkII                                | 下山健人                                                 | 上原秀明              | 栗井重紀                                                           | 王敏、周暁華、朱暁林 （永作友克、島崎知美）                                      | 4月27日       |
| 第68話 | 謎の敵!!ブラックシンカリオン ナンバーズ                   | 下山健人                                                 | 奥澤粗笨              | まつもとよしひさ                                                   | 古徳真美、浦島美紀 寿夢龍 （小野可奈子）                                         | 5月4日        |
| 第69話 | チェンジ!!シンカライザー                                  | 下山健人                                                 | 工藤利春              | ながはまのりひこ                                                   | 大川美穂子、角谷知美                                                             | 5月11日       |
| 第70話 | ショック!!悲しみのセイリュウ                              | 下山健人                                                 | 紅優                  | 栗井重紀                                                           | 吉田翔太、高橋渚 永田敬善 （小野可奈子）                                         | 5月18日       |
| 第71話 | 最強!!ブラックシンカリオンオーガ                          | 下山健人                                                 | 上原秀明              | 佐土原武之                                                         | 津熊健徳、Park Ji-Seung （永作友克、島崎知美 大川美穂子）                        | 5月25日       |
| 第72話 | 共存!!ヒトとキトラルザス                                  | 下山健人                                                 | 羽鳥潤                | 山口美浩                                                           | See Seoung Hye、Lee juhyeon 寿門堂 （永作友克、島崎知美 大川美穂子、小野可奈子） | 6月1日        |
| 第73話 | 究極のオーバークロス!!923ドクターイエロー                 | 下山健人                                                 | 加藤大貴 大畑晃一     | 加藤大貴                                                           | 松本淑恵、反町司 吉田和香子                                                      | 6月8日        |
| 第74話 | 大爆発!!漆黒の決闘                                        | 下山健人                                                 | 工藤利春 大畑晃一     | まつもとよしひさ                                                   | 浦島美紀、寿夢龍 古徳真美 （永作友克、島崎知美 大川美穂子、小野可奈子）          | 6月15日       |
| 第75話 | 最終決戦!! チームシンカリオンVSブラックシンカリオンオーガ | 下山健人                                                 | 奥澤粗笨 大畑晃一     | 山口美浩                                                           | 松本敏恵、大川美穂子 角谷知美                                                    | 6月22日       |
| 最終話 | 終着!!シンカリオンと新たなる出発                          | 下山健人                                                 | 板井寛樹              | ながはまのりひこ                                                   | 永作友克、大川美穂子 角谷知美、吉田和香子 （小野可奈子）                         | 6月29日       |

この他、第19話までの内容を編集した総集編『団らん!!速杉家とシンカリオン』が配信限定で公開されている。

### 放送局（第1期）
| 放送期間                                                            | 放送時間                                                  | 放送局                             | 対象地域 | 備考                                      |
| ------------------------------------------------------------------- | --------------------------------------------------------- | ---------------------------------- | -------- | ----------------------------------------- |
| 2018年1月6日 - 2019年6月29日                                        | 土曜 7:00 - 7:30                                          | TBSテレビ（製作局） ほか系列全28局 | 日本国内 | 『アニメサタデー630』第2部 連動データ放送 |
| 2018年4月7日 - 2019年9月21日                                        | 土曜 16:00 - 16:30                                        | キッズステーション                 | 日本全域 | 3月24日に4話先行放送                      |
| 2018年7月2日 - 2019年12月16日                                       | 月曜 1:25 - 1:55（日曜深夜） 月曜 1:50 - 2:20（日曜深夜） | 秋田放送                           | 秋田県   | [ 93 ]                                    |
| TBS系列・キッズステーション・秋田放送では字幕放送・解説放送を実施。 |                                                           |                                    |          |                                           |

| 配信期間                     | 配信時間                                          | 配信サイト |
| ---------------------------- | ------------------------------------------------- | --- |
| 2018年1月6日 - 2019年6月29日 | 土曜 7:30 更新 ↓ 日曜 8:30 更新 ↓ 金曜 15:00 更新 | Tver TBS FREE GYAO! YouTube （シンカリオンTV、タカラトミー公式 YouTubeチャンネル、コロコロチャンネル）                                                                  |
| 2018年1月 -                  | 不明                                              | Amazonビデオ dTV Google Playストア HAPPY！動画 J:COMオンデマンド ビデオパス みるプラス Rakuten TV TSUTAYA TV アニメ放題 U-NEXT ビデックスJP ニコニコチャンネル ひかりTV |
| 2018年4月 -                  |                                                   | Paravi |

#### 日本国外での放送（第1期）
時間帯は全て現地時間。
香港
2018年11月22日から2019年8月15日まで無綫電視翡翠台にて、『新幹線戰士』のタイトルで毎週木曜、金曜の17時20分 - 17時50分に放送。広東語 & 日本語二ヶ国語放送、繁体字字幕あり。
台湾
2019年3月31日から2020年9月13日まで東森幼幼台にて、『新幹線變形機器人』のタイトルで毎週日曜日、10時30分に放送。

### DVD・Blu-ray（第1期）
この作品を収録したDVD版が2018年12月21日以降、Blu-ray版が2019年1月30日以降順次発売。発売元はNBCユニバーサル・エンターテイメントジャパン。
DVD
| 巻数 | タイトル                       | 発売日         | 収録話          |
| ---- | ------------------------------ | -------------- | --------------- |
| 1    | 出発!! ハヤトとシンカリオン編  | 2018年12月21日 | 第1話 - 第4話   |
| 2    | 協力!! アキタとツラヌキ編      | 2018年12月21日 | 第5話 - 第7話   |
| 3    | 連結!! シノブとリンク合体編    | 2018年12月21日 | 第8話 - 第10話  |
| 4    | 登場!! リュウジとN700Aのぞみ編 | 2018年12月21日 | 第11話 - 第13話 |

DVD BOX
| BOX | 発売日         | 収録話          | 備考                                                                        |
| --- | -------------- | --------------- | --------------------------------------------------------------------------- |
| 1   | 2019年1月30日  | 第1話 - 第16話  | 「JR東日本シンカリオン スタンプラリー」で速杉ハヤト役のサイン入り版がある。 |
| 2   | 2019年3月27日  | 第17話 - 第33話 | 第17話、第30話次回予告及び第31話は配信版のみ収録                            |
| 3   | 2019年5月30日  | 第34話 - 第51話 | 第49話及び第50話は配信版のみ収録                                            |
| 4   | 2019年11月27日 | 第52話 - 第76話 | 第58話及び第69話は配信版のみ収録                                            |

Blu-ray BOX
| BOX      | 区分           | 発売日         | 収録話          | 備考 |
| -------- | -------------- | -------------- | --------------- | --- |
| 1        | 通常版         | 2019年1月30日  | 第1話 - 第16話  | |
| 1        | 初回生産限定版 | 2019年1月30日  | 第1話 - 第16話  | 特典に、プラレール「シンカリオン E5はやぶさ ゴールドバージョン」（先頭車両）が付属。                             |
| 2        | 通常版         | 2019年3月27日  | 第17話 - 第33話 | 第17話、第30話次回予告及び第31話は地上波放送版と配信版の両方収録（初回版も同様）                                 |
| 2        | 初回生産限定版 | 2019年3月27日  | 第17話 - 第33話 | 特典に、プラレール「シンカリオン E5はやぶさ ゴールドバージョン」（中間車両）が付属。                             |
| 3        | 通常版         | 2019年5月30日  | 第34話 - 第51話 | 第49話及び第50話は配信版のみ収録（初回版も同様）                                                                 |
| 3        | 初回生産限定版 | 2019年5月30日  | 第34話 - 第51話 | 特典に、プラレール「シンカリオン E5はやぶさ ゴールドバージョン」（後尾車両）が付属。                             |
| 4        | 通常版         | 2019年11月27日 | 第52話 - 第76話 | 第58話及び第69話は配信版のみ収録                                                                                 |
| Complete | 通常版         | 2021年8月27日  | 第1話 - 第76話  | 第17話、第30話次回予告及び第31話は地上波放送版と配信版の両方収録、第49話、第50話、第58話、第69話は配信版のみ収録 |

| TBS系列 アニメサタデー630 第2部                                                   | TBS系列 アニメサタデー630 第2部                                                                                     | TBS系列 アニメサタデー630 第2部                                                                                    |
| 前番組                                                                            | 番組名 | 次番組 |
| --------------------------------------------------------------------------------- | --- | --- |
| トミカハイパーレスキュー ドライブヘッド 機動救急警察 （2017年4月15日 - 12月23日） | 新幹線変形ロボ シンカリオン THE ANIMATION （2018年1月6日 - 2019年6月29日）                                          | （廃枠） |
| TBS系列 土曜 7:00 - 7:30 枠                                                       | | |
| トミカハイパーレスキュー ドライブヘッド 機動救急警察 （2017年4月15日 - 12月23日） | 新幹線変形ロボ シンカリオン THE ANIMATION （2018年1月6日 - 2019年6月29日） 【本番組まで『アニメサタデー630』第2部】 | 東京VICTORY （2019年7月6日 - 2021年9月25日） 【本番組のみスポーツ情報番組枠】 【本番組までネットワークセールス枠】 |

## 劇場版アニメ
劇場版アニメ『劇場版 新幹線変形ロボ シンカリオン 未来からきた神速のALFA-X』（げきじょうばん しんかんせんへんけいロボ シンカリオン みらいからきたしんそくのアルファエックス）は、2019年12月27日に全国公開。興行収入は3億1900万円。
2019年6月22日の第1期テレビアニメ第75話終了後に同年冬の劇場版公開が発表された。劇場版公開前の2019年7月7日から2020年12月20日には、劇場版の宣伝を兼ねてTOKYO MXで第1期テレビアニメ全話が放送され、劇場版上映終了後の2021年1月3日には劇場版もTOKYO MXで初放送された。2020年6月26日にはDVDとBlu-rayが発売されている。
劇場版の制作スタッフは基本的にテレビアニメ第1期のスタッフがそのまま引き継がれた。制作やマーケティングではテレビアニメ第1期で大人ファンを得たことも重視され、2種類が作られた車内広告の1つはあえて子どもが見ない前提で、親世代に向けたメッセージ性を強く意識したものが作られた。主題歌もテレビアニメ第1期に引き続きBOYS AND MENが担当し、新曲の『ガッタンゴットンGO!』が採用された。
劇場版の公開に連動して、2019年10月11日から10月30日までの期間限定で東京と大阪にポップアップストアが設置された。また、京都鉄道博物館では7月20日から9月10までと公開直前の12月16日に、JR東日本では東北地方で劇場版公開前後にあたる11月27日から翌年2月24日の期間にそれぞれイベントが開催された。
作中には『ヱヴァンゲリヲン』や『シン・ゴジラ』、JRのCM「JR SKISKI」とのコラボレーションが織り込まれた。また、劇場版公開に合わせて『銀河鉄道999』とコラボレーションしたグッズが製作された。

### ストーリー（劇場版）
速杉ハヤトが北海道への家族旅行のために荷支度をしていると、父・速杉ホクトが子どものころに「超進化速度」「長距離海底トンネル」などを描いたノートを発見する。父も鉄道好きであったことを確信する一方で、ノートの1ページが破り取られていることをハヤトは不思議の思うのであった。
北海道に着いたハヤトはスキー場のライブイベントで歌う発音ミクと再会する。ミクと談笑するうちにゴジラのような怪物体が出現し、ハヤトとホクトは北海道支部へと急行しシンカリオンで出撃するが、怪物体が放ったビームの直撃を受けて気を失う。医務室で目を覚ましたハヤトは三原フタバから、ホクトが乗っていたはずの923ドクターイエローの運転席が無人であったことと、隣のベッドで眠る見知らぬ少年が現場近くで発見されたことを知らされる。少年の素性を探ろうとするハヤトであったが、偶然少年が完成したばかりのシンカリオン ALFA-Xの運転士適合者であることが発覚し、その過程で過去からやってきたホクトの幼少期の姿（以下「少年ホクト」とする）であることを確信する。
ハヤトたちは大宮支部の指令長・出水シンペイから、宇宙の巨大人工物が地球に接近していることを知らされる。キリンとの戦いが終わってから少し後にこれを察知した超進化研究所では、新たな危機の襲来と判断して新型シンカリオン「ALFA-X」の開発を進めていたが、技術的な理由で完成には至っていなかった。ところが、本編の数か月前に北海道新幹線延伸のためのトンネル掘削工事中に「完成されたALFA-X」が発見され、同時期に開発データに「ALFA-X」の起動に必要なデータが書き加えられていた。これら不可思議な事件の裏にいたのは、ソウギョクの呼びかけに応じて地球に帰還した「ヴァルハラン」と呼ばれる集団で、自らの目的のために人類が偶然発見した多量の「光の粒子」の力を利用して「完成したALFA-X」を未来から呼び寄せていたのであった。
少年ホクトはハヤトに、中学受験を控えながら「鉄道好き」であることの迷いを吐露するが、これをハヤトが肯定したことで心を許し、持っていたノートの1ページに「鉄道路線の夢」を描いてハヤトに手渡した。少年ホクトはALFA-Xに乗ることには躊躇していたが、（自分の時代では）まだ完成していない青函トンネルが存在からここが未来であることを察し、元の世界に戻ることを望んでALFA-Xに乗ることを決意する。東京駅に出現した光の列車の対応のために出撃したハヤトと少年ホクトは、先に出撃したシンカリオン各機と同様に「光の粒子」によって別次元に転送されるが、ALFA-Xを求めるヴァルハランが望んだ出来事ではなく、ハヤトたちは即座にオハネフによって呼び戻されナハネと対面する。ナハネは宣戦を布告すると、ALFA-Xを操ってハヤトへの攻撃を開始する。成す術がない少年ホクトはノートを破り捨てることで「シンカリオンそのもの」の存在を消そうとするがハヤトの説得により思いとどまり、この窮地はゲンブによって救われる。
ALFA-Xを奪還されたナハネは光の列車をヴァルドルへと変形させ、ALFA-Xを取り込んで東京駅へと向かう。ハヤト以外のシンカリオン各機は依然別次元から帰還していなかったが、ハヤトが転送前に「光の粒子」を受けたことを思い出し、ヴァルハラン本拠地上空の光の集合体を破壊すると全機が帰還する。全機揃っての総攻撃もヴァルドルに通用しなかったが、ソウギョクからブラックシンカリオン オーガを奪ったビャッコが駆け付けると状況は一転、セイリュウのブラックシンカリオン 紅とのオーバークロス合体によりALFA-Xの解放に成功する。ALFA-XもE5はやぶさ MkIIもオーバークロス合体し状況は優位となるものの、「光の粒子」に護られたヴァルドルは堅固で倒すには至らず、ハヤトはルクスヴェテによって「光の粒子」の性質を逆利用して暴走させる作戦を考案する。最後はアルティメットグランクロスでヴァルドルを撃破する。
戦いが終わると少年ホクトは姿を消し、ハヤトはホクトとの再会を果たす。ハヤトの傍らには少年ホクトから渡されたノートの1ページが残っていた。

### 登場人物（劇場版）
登場人物の多くはテレビアニメ第1期と共通するため、共通する人物は#登場人物（第1期）を参照。なお、本作ではテレビアニメ第1期のシンカリオン専属運転士の他に、ゲンブがE5はやぶさに、ソウギョクとビャッコがブラックシンカリオン オーガに一時的に搭乗した。
少年ホクト
声 - 釘宮理恵
行方不明になったホクトと入れ替わりに現れた少年で、過去からやってきた9歳当時のホクト本人。
ナハネ
声 - 伊藤健太郎
ヴァルハランのリーダー。
オハネフ
声 - 吉田鋼太郎
ヴァルハランの1人でナハネの側近。

### 用語（劇場版）
シンカリオン ALFA-X
#シンカリオン ALFA-Xを参照。
ヴァルハラン
宇宙に散らばったキトラルザスの一派で「光の粒子」を所有する。本拠地はメトロポリタン・ヴァルハラン。宇宙の同胞に呼びかけたソウギョクの通信を偶然受信し、情報提供を受けた「シンカリオン ALFA-X」が光の機械神「ヴァルドル」の完成のために必要と考えたものの、未来から完成したALFA-Xを呼び出すのに十分な「光の粒子」を保有しておらず、人間がトンネル工事中に偶然見つけた多量の「光の粒子」を利用してALFA-Xを現代へと呼び寄せた。
光の粒子
ヴァルハランが所有する時空間を操る粒子。
ヴァルドル
「光の列車」が変形するロボットで、旧南満洲鉄道株式会社で運行されていた特急「あじあ号」に似た形状をしている。
ヴァルハランが崇める「光の機械神」で、完成には未来の技術が必要だと考えられている。劇場版で敗れたのち宇宙空間を彷徨っていたが、第2期で再度漂着した。ヴァルトムに利用され巨大怪物体化するがH5とメーテルによって鎮静化され、後にテオティの本拠地のある宇宙に帰還した。さらに、運転士とシンカリオンZを運ぶ超進化銀河鉄道に改修された。

### スタッフ（劇場版）
- 原案 - プロジェクトシンカリオン
- 監督 - 池添隆博[107]
- 脚本 - 下山健人[107]
- キャラクターデザイン - あおのゆか[107]
- メカニックデザイン - 服部恵大[107]
- 音楽 - 渡辺俊幸[107]
- 音響監督 - 三間雅文[107]
- アニメーション制作 - OLM[107]
- アニメーション制作協力 - SynergySP[107]
- CGアニメーション制作 - SMDE[107]
- 制作 - 小学館集英社プロダクション[107]
- 製作 - 超進化研究所[107]
- 配給 - 東宝映像事業部[107]

### 主題歌（劇場版）
「ガッタンゴットンGO!」
作詞・作曲 - Kanata Okajima、Hayato Yamamoto / 編曲 - Hayato Yamamoto / 歌 - BOYS AND MEN（Virgin Music）

### 挿入歌（劇場版）
ゴジラのテーマ（ゴジラvsメカゴジラ）
作曲 - 伊福部昭
Choo Choo TRAIN
作詞 - 佐藤ありす / 作曲 - 中西圭三 / 編曲 - 岩崎文紀 / 歌 - ZOO（フォーライフミュージックエンタテイメント）
チェンジ！シンカリオン ミクver
作詞・作曲・編曲 - 井上裕治 / 歌 - 発音ミク / vocal arrange - Mitchie M
残酷な天使のテーゼ
作詞 - 及川眠子 / 作曲 - 佐藤英敏 / 編曲 - 大森俊之 / 歌 - 高橋洋子
チェンジ！シンカリオン
作詞・作曲・編曲 - 井上裕治 / 歌 - 山寺宏一
進化理論
作詞 - 藤林聖子 / 作曲 - Coffee Creamers / 編曲 - Soma Genda / 歌 - BOYS AND MEN

## テレビアニメ第2期
第2期のテレビアニメ『新幹線変形ロボ シンカリオンZ』（しんかんせんへんけいロボ シンカリオンゼット）は、テレビ東京系列で2021年4月9日から2022年3月18日まで放送された。タイトルの「Z」は新機軸の「ザイライナー（ZAILINER）」や「Z合体」の頭文字でもあり、子どもが好きな濁音でもあることから選ばれた。
2021年2月12日放送のテレビ東京系列『おはスタ』内で放送開始が発表。放送局は変更となったが、制作は引き続きOLM（TEAM ABE）が担当。監督は新たに山口健太郎が就き、第1期や劇場版で監督を務めた池添隆博は総監督となった。3月9日に主題歌を第1期・劇場版に引き続きBOYS AND MENの『ニューチャレンジャー』が使用されることが発表され、3月26日には第1話を先行上映するイベントが開催された。
本作では鉄道博物館のほか、碓氷峠鉄道文化むらが主要な舞台と1つとなっている。碓氷峠鉄道文化むらではアニメの放送開始後の2021年6月30日からシンカリオンZのパネルなどを設置していたが、新型コロナウイルス感染症のまん延防止などにより人々が来場できなかった可能性を踏まえ、放送終了後の2022年3月30日の設置終了予定を当面の間延長することを決定した。
作品テーマは「友情」。また、物語のキーワードの1つとして「都市伝説」が挙げられ、第1話冒頭は主人公が都市伝説を追って横川駅を訪れるシーンから始まり、作中にも都市伝説に関するエピソードや都市伝説をモチーフとした敵も登場する。テレビ東京系列などで第16話が公開された直後の2021年8月6日には、それまでの総集編として関暁夫がシンカリオンZを『やりすぎ都市伝説』風に解説する動画『やりすぎ⁉シンカリオンZ 都市伝説ファイル』がYouTube上で公開された。
本作でも第1期に引き続き『新世紀エヴァンゲリオン』とのコラボレーションが行われ、当時『新世紀エヴァンゲリオン』のイベントを開催していた東映太秦映画村も登場した。本作では碇シンジ、綾波レイ、惣流・アスカ・ラングレーに加えて碇ゲンドウが登場したが、鈴木寿広はゲンドウの演出について『意図的に視聴者に違和感を感じさせるように、シンジとはまったく性格の異なるシンに対してもシンジと同じ態度で接するようにした』と語っている。同話には初号機に似た敵が登場しており、復活・暴走後の姿は「初号機のビーストモード」をイメージしてデザインされた。なお、このコラボレーションでは都市伝説の「きさらぎ駅」から異世界に迷い込むという導入部となっており、きさらぎ駅のモチーフとして有力視されている遠州鉄道さぎの宮駅では2021年12月17日から構内の地下道で「シンカリオンパネル展」を開催した。
作中には『銀河鉄道999』とのコラボレーションとしてメーテルをモチーフにした「月野メーテル」が登場し、挿入歌として映画版『銀河鉄道999（The Galaxy Express 999）』の主題歌であるゴダイゴの「銀河鉄道999」が使用された。その他、第16話では『ハローキティ』とのコラボレーションが行われ、DXS版玩具の発売時に作成されたPVをベースにした物語が描かれた。
また、第1期と同様に辻本達規（BOYS AND MEN）が本人役としてゲスト出演しており、同じく本人役のバカボン鬼塚とともにNACK5での公開生放送する様子が描かれた。

### ストーリー（第2期）
キトラルザスとの戦いから数年後が舞台。シンカリオンは謎の怪獣と戦ったと噂される新幹線型ロボット「テツドウダー」として都市伝説になっていた。
オカルト好きの小学生・新多シンは都市伝説を追って碓氷峠を姉とともに訪れたが空振りに終わり、その帰路で同世代の少年・碓氷アブトと出会う。シンはアブトと、アブトの持つ小型ロボット・スマットに興味を持ち、碓氷峠鉄道文化むらへと向かったアブト追うと特務機関『新幹線超進化研究所』の横川支部へとたどり着き、地下格納庫でシンカリオンZ E5はやぶさを発見し「テツドウダー」の正体だと確信する。アブトは巨大怪物体出現の報を受けて駆けつけたが自身では起動することができず、その様子に業を煮やしたシンがアブトに詰め寄ると、スマットの計測器はシンが運転士適合者であることを告げる。アブトからZギアを受け取ったシンはE5はやぶさへと乗り込む。
シンは同じ運転士の大曲ハナビ・戸隠タイジュらとともに巨大怪物体と戦い撃破していくうちに、巨大怪物体を差し向けているのはテオティという種族であり、その目的が「クサビ石」と呼ばれる黒い結晶体であることが発覚する。今後に備えて横川支部のメンバーが大宮支部へ転属されるが、その直後にアブトは「生き別れの父親の手がかりを掴んだ」と言い残して姿を消す。アブトはテオティを探るうちに「ザガン」が父・トコナミだとに気づくものの、指導者・カンナギとアストレアによってトコナミを人質に取られ、ダークシンカリオンに搭乗することを強要される。この件でテオティに対して憎しみの感情を抱くアブトだったが、デアボルからテオティを護ったことでセツラたち民と交流するようになり、カンナギが民たちから慕われていることを知り力になりたいと考えるようになる。
シンたちは調査によって判明したクサビ石所在地の調査を進める。ヴァルトムは手柄を求めて単独で調査の妨害を試みるが、作戦は失敗したうえ片腕を失ったために後方転属を命じられたことを不服として、王を殺害して「王家の力」を簒奪し目撃したセツラを人質に地球へと逃亡。アブトはセツラの身を案じてヴァルトムを追うものの落盤に巻き込まれ、セツラを救えなかった失意の中で気を失う。セツラは落盤直前にソウギョクによって救い出されておりシンたちの下に送り届けられるが、セツラの来訪を伝えたシンの写真付きメッセージを見たアブトは、トレランティアを暴発させダークシンカリオンの「デビルモード」を発動させる。大宮支部を急襲したダークシンカリオンを退けることができたものの、突如現れたアストレアによってアブトとセツラはテオティへと連れ戻される。
テオティに戻ったセツラは、トコナミの使者として再度大宮支部へと送られる。セツラによって本拠地が超巨大宇宙船「ユゴスピア」であることを伝えられると、折しも漂着したヴァルドルを「超進化銀河鉄道」に改修して宇宙空間への移動手段とする作戦が採られる。シンたち運転士とE5はやぶさが宇宙へと運ばれ、トコナミらの支援を受けてアブトを呪縛から解放することに成功するが、カンナギは依然強硬な姿勢を見せたことから、トコナミは宮殿区画を切り離してカンナギともども宇宙を漂うことを選択する。指導者不在となったテオティでは民を中心として団結する一方で、ヴァルトムは自らが「王」となるべく暗躍を始める。
アブトは父を取り戻すために戦う過程で乗騎をダークシンカリオンアブソリュートへと変化させた。カンナギが屈辱から逆上して地球に戻り戦いの火蓋が切られると、この機に乗じたヴァルトムが全てのクサビ石を破壊してアラバキの復活を目論む。富士山地下のアラバキ本体がカンナギを取り込むとヴァルトムはカンナギに服従を要求するが、カンナギはヴァルトムの隙を突いて奪われていた「王家の力」を奪還する。トレランティアを暴発させたカンナギはアブトとの一騎討ちに敗れ、民の強い希望を受けて人類と共存する道を選ぶことを決意する。
この間にアラバキの各部位が本体へと集結して復活し、ヴァルトムは勝利宣言するものの力を制御できておらず、アラバキはヴァルトムを飲み込んで富士山頂へと移動を始める。アブトはトコナミにアラバキ討伐の望みをかけて救出へと向かい、帰還したトコナミからは秘められた力・シンカリオンダブルZを活用した作戦が立案される。こうしてアラバキ討伐作戦が開始し、最後はユゴスピアによって宇宙空間へと引きずり出されてグランクロスを受けて爆散した。

### 登場人物（第2期）

#### シンカリオン運転士（第2期）
新多 シン（）
声 - 津田美波
主人公。シンカリオンZ E5はやぶさの運転士。東京都北区田端に住む小学校5年生。10月1日生まれの10歳 → 11歳。
都市伝説やUFO、UMA、妖怪などのオカルトに興味を持ち「世界の謎と不可能に挑戦する男」を自称する。夢は宇宙人と友だちになることで、「可能性はゼロじゃない」が口癖。姉・アユ、母・トキ、父・キボウの4人家族。
大曲 ハナビ（）
声 - 寺崎裕香
シンカリオンZ E6こまちの運転士。秋田県大曲市に住む小学校5年生。12月21日生まれの10歳 → 11歳。
実家は地元で有数の老舗花火師で、自らも花火師を目指している。父・タネビの花火に音楽との響きを感じてロック音楽に傾倒し、花火と音楽を融合させた究極の花火を打ち上げることが夢で「大曲の歴史にその名を刻む男」を自称する。タネビと母・トモシビの3人家族。
戸隠 タイジュ（）
声 - 鷄冠井美智子
シンカリオンZ E7かがやきの運転士。長野県木曽の山奥に住む小学校5年生。8月10日生まれの10歳 → 11歳。
誰に対しても丁寧語で話す優しい性格だが、学校で友達を助けようとして逆に怪我をさせてしまったことがトラウマになってしまう。そのため都会に住む父・キリカブ、母・コズエの下を離れて、林業を営む祖父・マサカリの元に移り住んだ。
中洲 ヤマカサ（）
声 - 島袋美由利
シンカリオンZ 800つばめの運転士。福岡県福岡市在住の小学校6年生。7月15日生まれの11歳 → 12歳。
成績優秀でスポーツ万能。アブトにも劣らない鉄道知識の持ち主で、初対面でアブトと火花を散らしたこともある。父・ドンタクと母・ホウジョウはおきゅうとを製造する会社を営んでおり、会社を継いで九州一にするために家業を手伝っている。鷹匠でもあり、相棒のオオタカの名前は「アルバート」。リアリストであり、シンの考え方やオカルト好きを「非科学的だ」と一蹴する。
安城 ナガラ（）
声 - 東山奈央
シンカリオンZ N700Sのぞみの運転士。愛知県名古屋市在住の小学4年生。3月16日生まれの9歳。
臨時指導員代理となった清洲リュウジに後継者として見出された安城兄弟の弟で、物怖じしない積極的な性格だが、熱くなると目の前の事象にとらわれてしまうことが欠点。リュウジと同じ空手道場に通っているが、兄を超えたいという思いからフルコンタクト空手を習っている。父・シナノは海上輸送の船長をしている。
安城 シマカゼ（）
声 - 内田雄馬
シンカリオンZ N700Sのぞみのサブ運転士、後にドクターイエローの運転士。愛知県名古屋市在住の小学6年生。3月21日生まれの11歳。
ナガラの兄で、ナガラとは対照的に状況を冷静に判断できる性格の持ち主。シマカゼ自身は伝統的な空手を貫いており、ナガラとは「目指すものが違う」として手合わせを避けていた。れには幼い頃に父・シナノから「兄としてナガラの前を新幹線のように真っ直ぐ走れ」と言われたことに起因し、異なる流派を志した弟の成長を願ってのことであった。ナガラとともに訓練を受けるが適合率の高いナガラに運転士を譲り、ナガラの成長を見守る。
嵐山 ギンガ（）
声 - 蒼井翔太
シンカリオンZ 500こだまの運転士。京都府京都市在住の小学5年生。9月11日生まれの10歳 → 11歳。
芸能事務所に研究生として所属するアイドルの卵でもあり、自分のきらめきをたくさんの人に届けたいと思っている。駅の発車メロディが好き。
月野 メーテル（）
声 - ゆきのさつき
シンカリオンZ H5はやぶさの運転士。北海道長万部町在住の小学5年生。9月9日生まれの11歳。『銀河鉄道999』のメーテルをモチーフとしたキャラクター。
人と話すのが苦手で、当初は北海道支部指令長の大沼とすら顔を合わせて話すことができないほどの人見知り。アマチュア無線でさまざまな無線を傍受するのが趣味で、本編の1年前にソウギョクが宇宙の同胞に送っていた通信を傍受してシンカリオンの存在を知る。新函館北斗駅でシンカリオンについて話す出水に遭遇し、追跡して北海道支部に迷い込んだことがきっかけとなって運転士になった。
碓氷 アブト（）
声 - 鬼頭明里
ダークシンカリオン・ダークシンカリオンアブソリュートの運転士。群馬県横川に住む小学校5年生。4月1日生まれの10歳。
もう一人の主人公。横川支部の整備士で、小学生でありながらシンカリオンZやザイライナーなどを開発した技術者。幼い頃に失踪した父・トコナミも大宮支部の技術者であり、父の失踪直後から夢の中で設計図などのイメージが浮かぶようになっており、この設計図を基にシンカリオンZの開発などが進められていた。アブト自身も運転士も志望したが、自らが開発したシンカリオンZ E5はやぶさは適合率不足から起動できなかった。父・トコナミはテオティであり、アブト自身は地球人の母・シラユキとの混血児である。名前は「アプト式のように困難を乗り越えて欲しい」という父・トコナミの願いが込められている。

#### 新幹線超進化研究所関係者（第2期）
碓氷 アブト（うすい あぶと）
声 - 鬼頭明里
#シンカリオン運転士（第2期）を参照。
十河 サイジョウ（）
声 - 後藤光祐
横川支部、後に大宮支部の指令長。恰幅の良い初老の男性で、気が弱く有事の際にはよく狼狽している。大宮支部異動前の平時は、碓氷峠鉄道文化むらで園内を周遊するミニ列車の運転士をしていた。
吾孫子 カスミ（）
声 - 千本木彩花
横川支部、後に大宮支部の指導員。眼鏡をかけ理知的な雰囲気を漂わせる真面目な女性だが、立派な指導員であろうと張り切っているものの方向音痴で仇となることもあった。アイドル好き。
大石 ミサキ（）
声 - 森谷里美
横川支部、後に大宮支部のオペレーター。大宮支部異動前の平時は、碓氷峠鉄道文化むらの入園ゲートを担当していた。読書が趣味。
島 ゴイチ（）
声 - 藤原貴弘
横川支部、後に大宮支部の整備長。背中にかかる細長いセミロングの髪型であり、首のところで無造作に束ねている。大宮支部異動前の平時は、碓氷峠鉄道文化むらでED42の整備をしていた。アブトの母・シラユキは大学の後輩。
細川 アツタ（）
声 - 岡林史泰
横川支部、後に大宮支部の整備士。学生時代のサークル活動ではロックバンドを組んでいた。
スマット
声 - 福山潤
E5はやぶさのサポートロボット。トコナミの設計図を元にアブトが作ったスマートフォン「超進化モバイル・Zギア」が変形し、口調は車掌のように「ございまーす」と語尾を付ける。QRコードを読み込む（スマットは「食べる」と表現する）ことが大好き。

#### テオティ
カンナギ
声 - 阿座上洋平
テオティの王位継承者で、現在の実質的に指導者の地位にある青年。強硬なダークシンカリオンによる地球侵攻姿勢を掲げる。
アストレア / 明星 アケノ（）
声 - 井上麻里奈
カンナギの双子の姉。表のカンナギに対して、アストレアは陰で暗躍し、本編序盤からカメラマン「明星 アケノ」（みょうじょう あけの）として人間界に潜入して情報を収集していた。
王
声 - 江川央生
テオティの王で、アストレアとカンナギの父。老衰で床に臥せており、実権はカンナギに移っている。
ヴァルトム
声 - 松風雅也
赤い肌と濃いオレンジ色の逆立った髪を持ち、女性的なしゃべり方で饒舌なテオティの戦士。表面上はカンナギに従っているが、王位の簒奪を目論んでいる。
ワダツミ
声 - 櫻井トオル
褐色の肌と後ろで束ねた長髪を持ち、誇り高く寡黙なテオティの戦士。好戦的だが姑息な手を嫌い正々堂々とした戦い方を望む。
ザガン / 碓氷 トコナミ（）
声 - 田邊幸輔
アブトの父でダークシンカリオンの開発者。本編の15年前に偵察任務のために地球に送られるが、着陸に失敗して山の中に不時着し、怪我を負ったところをシラユキに救われ介抱される。人間界で過ごすうちに鉄道を知り、シラユキを通じて島の紹介で碓氷峠鉄道文化むらで働き、その後島とともに八代の下でシンカリオン開発にも携わった。シラユキと結婚しアブトも生まれ順風満帆であったが、アストレアからユゴスピア帰還とシンカリオン開発を強要されて連れ戻された。捕らわれる前に各地にZコードを隠しており、ユゴスピアに戻ってからもアブトに思念波を送って支援し続けた。
セツラ
声 - 久保ユリカ
テオティの子ども。人見知りで初対面では警戒するも根は素直で、地球のことに強い興味を示す。
バフラム、カマルス
声 - 星祐樹（バフラム）、田島章寛（カマルス）
トコナミに協力したテオティの戦士。

### 用語（第2期）

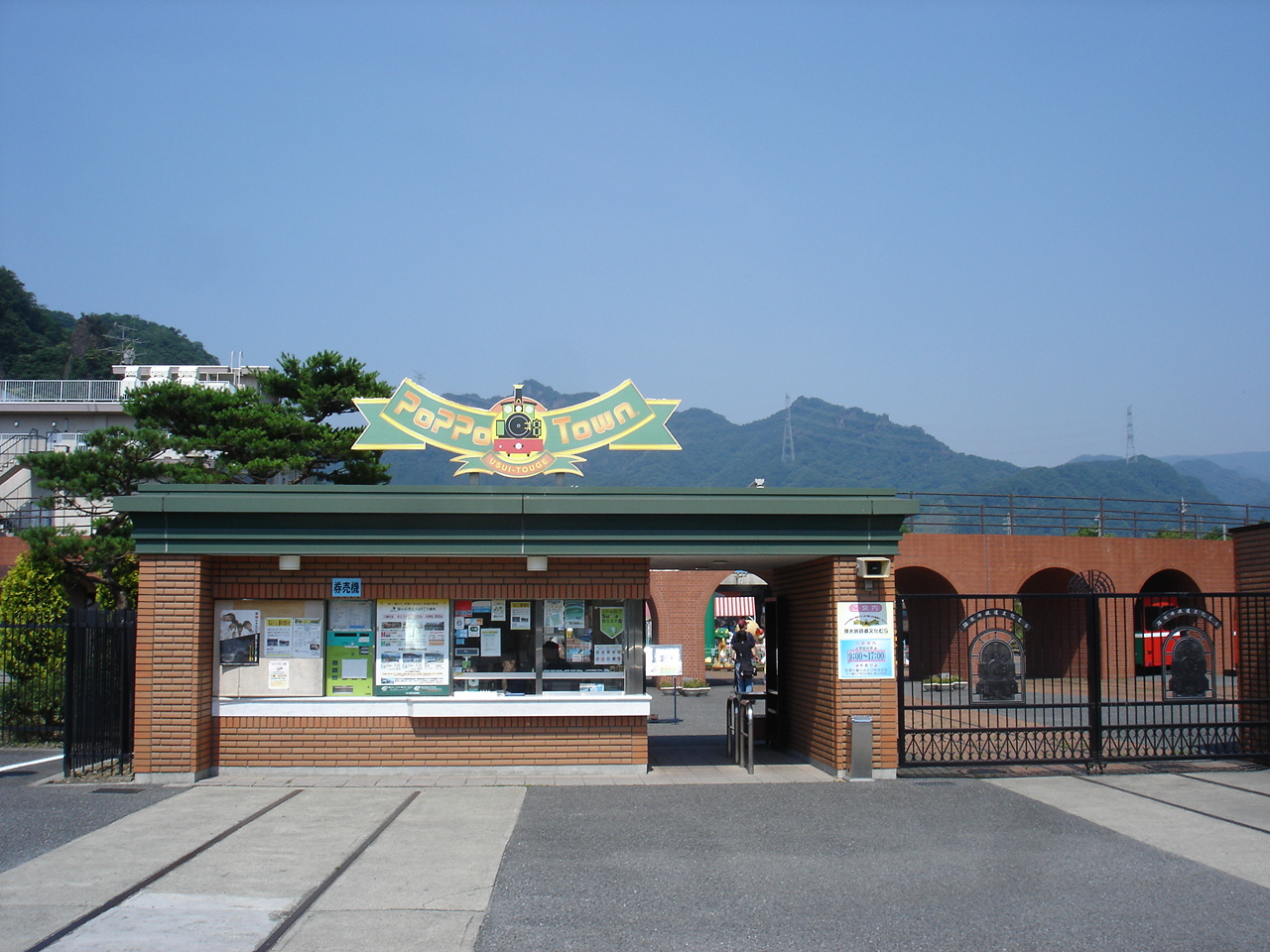
実際の碓氷峠鉄道文化むら

超進化研究所 横川支部
群馬県安中市松井田町横川にある碓氷峠鉄道文化むらの地下に置かれた超進化研究所の支部。
桜島実験線
かつてキトラルザスの本拠地があった桜島の地下に設置された超進化研究所の研究施設。超進化速度を超える「第2超進化速度」の研究が行われており、列車を宇宙に打ち上げるための「超進化マスドライバー」が設置されている。
超進化マスドライバー
桜島実験線で秘密裏に開発されていた施設で、第2超進化速度（時速40300キロメートル、第2宇宙速度に相当）に到達させることでシンカリオンをユゴスピアへ送り込むために用いられた。
シンカリオンZ
新たに来たる脅威に対抗するために、旧来のシンカリオンを改良したもの。 
超進化モバイル Zギア
運転士用のスマートフォン型デバイスで、ShinCaが「モバイルShinCa」としてインストールされている。発進・変形・合体・モードチェンジには音声アナウンス（じんぼぼんじが担当）が流れる。
シンカリゲッター
Zギアにインストールされた、トコナミが開発したアプリ。日本全国のJR各駅を通過することで自動的にチェックインされるシステムで、ネットワークを通じて全ての運転士の履歴が連動している。全駅を制覇すると「TRAVEIN」が閉塞解除され「ダブルZ合体」に必要なZコードが表示される。
Zコード
ザイライナーを運用するためのQRコードに似たコード。ZコードをZギアに読み込ませることで、搭乗したシンカリオンZとZコードに対応したザイライナーの合体（Z合体）が可能となる。トコナミがシンカリオンZやザイライナーとともに開発したものであり、アストレアに帰還を強要されたため、日本各地のブラックストーンの近くに密かに隠した。
Z合体
#ザイライナーを参照。
ダブルZ合体
究極のZ合体形態で、1体のシンカリオンZが複数のザイライナーと合体するZ合体の進化形。Zギアの「シンカリゲッター」で閉塞解除された特別なZコードを使用し、日本中のエネルギーを鉄脈を通してシンカリオンZに届けることで合体が可能となる。作中においては以下の2体が登場した。
- シンカリオンダブルZ E5 - E5はやぶさを中心としたダブルZ合体。右腕にE235ヤマノテ、左腕にE353アズサ、右脚に883ソニック、左脚にE259ネックスが合体し、背面には800つばめの翼が装着される。運転士はシンに加え、ハナビ・タイジュ・ヤマカサが搭乗する。武器はヤマノテエキスカリバーに加え、左肩にネックスキャノンを備え、ソニックパンタグラフボウガンなど合体に関わるシンカリオンZの武器も使用可能。
- ダークシンカリオンダブルZ - ダークシンカリオンアブソリュートを中心としたダブルZ合体。右腕にHC85ヒダ、左腕に323オオサカカンジョウ、両脚に261ホクトが合体する。運転士はアブトに加え、ナガラ・ギンガ・メーテルが搭乗する。武器はヒダハイブリッドナギナタなど、合体に関わるシンカリオンZの武器も使用可能。

テオティ
人類以前に地球を支配した種族。地下に文明を築いたキトラルザスとは異なり、テオティは地上に文明を築いたが、アラバキの出現によって数が激減したばかりか環境の変化によって地球脱出を余儀なくされ小惑星に偽装した超巨大宇宙船ユゴスピアに避難した。宇宙で地球の環境回復を待っていたが、その間に地球では人類が文明を築いていたことから、地球奪還を掲げて侵攻を開始した。
ダークシンカリオン / 闇の新幹線
#ダークシンカリオンを参照。
ユゴスピア
テオティの本拠地で、小惑星に偽装した超巨大宇宙船。シンはその見た目をブラックナイト衛星に例えた。テオティの民が暮らす街、畑や水路が備わっているほか、宮殿やダークシンカリオンの発着する宇宙駅と複数のプラットホームも備えられている。
トレランティア
テオティの持つ負の感情で、トコナミは怒りや憎しみ、悲しみに似ていると説明した。感情が高まると爆発的なエネルギーが発揮されるが、暴走して制御できなくなる危険性も持っている。
クサビ石 / ブラックストーン
地下空間に存在する石版状の結晶体で、橙色の幾何学模様が浮かび上がる。超進化研究所では「ブラックストーン」、テオティは「クサビ石」と呼称している。作中では竜飛崎・秋田・盛岡・遠野・長野・横川・上野・富士樹海・犬山・関ヶ原・比叡山・大歩危・大宰府の13箇所で確認されている。古代地球においてテオティの先祖がアラバキを封じるために利用したもので、新幹線の路線沿い（≒旧街道沿い）の大深度地下空間に存在している。
デアボル
宇宙に現れる生物。テオティの本拠地ユゴスピアを時折襲うモンスターで、ムカデ状の形状が多数確認されている。
アラバキ
古代地球の破壊神で、その強大な力は星をも砕くとされる。アラバキの出現によってテオティの文明は破壊され、12個のブラックストーンでアラバキを分割して各地に封印していた。封印されてもなお天変地異を引き起こしたため、テオティは宇宙への脱出を余儀なくされる。ヴァルトムは地球侵攻の手段としてアラバキを利用しようと考え、クサビ石の破壊を目論んでいる。

### スタッフ（第2期）
- 原案 - 	プロジェクトシンカリオン[121]、ジェイアール東日本企画[121]、小学館集英社プロダクション[121]、タカラトミー[121]
- 協力 - 北海道旅客鉄道、東日本旅客鉄道、東海旅客鉄道、西日本旅客鉄道、九州旅客鉄道、ジェイアール東海エージェンシー、ジェイアール西日本商事、JR九州エージェンシー
- 設定協力 - 碓氷峠鉄道文化むら、デンソーウェーブ、鉄道博物館（第7話 - ）[注 26]
- 総監督（第1話 - 第21話）- 池添隆博[121]
- 監督 - 山口健太郎（第1話 - 第21話）[121]→池添隆博（第22話 - ）[121]
- 総監督補佐 - 大畑晃一（第1話 - 第21話）[121]
- CG演出 - 大畑晃一[121]
- 監督補佐 - 山口健太郎（第22話 - 第41話）[121]
- 副監督 - 牧俊治[121]
- シリーズ構成 - 池添隆博[121]、赤星政尚[121]（第1話 - 第12話）
- キャラクターデザイン - あおのゆか[121]
- メカニックデザイン - 服部恵大[121]
- プロップデザイン - 長森佳容、五月麻帆、野間千賀子
- 美術監督 - 古賀徹[121]
- 色彩設計 - 近藤直登[121]
- 撮影監督 - 堀野大輔[121]
- 世界観設定 - デジタルノイズ[121]、コレサワシゲユキ[121]、灯夢[121]、小高みちる[121]、唯一[121]
- CGディレクター - 安田兼盛[121]
- CGアニメーションプロデューサー - 城戸由貴子[121]
- 編集 - 後田良樹[121]
- 音響監督 - 三間雅文[121]
- 音楽 - 住友紀人[121]、渡辺俊幸[121]
- 音楽プロデューサー - 大隈啓良、染谷理沙
- CGアニメーション制作・3DCG・音楽制作 - SMDE[109]
- スーパーバイザー - 横山拓也
- Coプロデューサー - 長谷川友紀[121]（第1話 - 第28話）→藤井大希[121]（第29話 - ）、中島直人[121]、森正[121]、岡野千恵[121]、岡本順哉[121]
- チーフプロデューサー - 鈴木寿広[121]、丸茂礼[121]
- プロデューサー - 紅谷佳和[121]、伊藤渉太[121]、針原剛[121]（第1話 - 第28話）→長谷川友紀[121]（第29話 - ）
- 制作プロデューサー - 山野井創[121]
- アニメーションプロデューサー - 阿部勇[121]
- アニメーション制作 - OLM Team Abe[109]
- 制作統括 - 小学館集英社プロダクション[121]
- 製作 - テレビ東京、超進化研究所Z

### 主題歌（第2期）
オープニングテーマ
「ニューチャレンジャー」（第1話 - 第41話）
作詞・作曲 - Hayato Yamamoto・Kanata Okajima / 編曲-Hayato Yamamoto / 歌 - BOYS AND MEN（Virgin Music）
第1話ではEDとして使用。第13話・第20話では挿入歌としても使用。
エンディングテーマ
「キズナ・レール」（第2 - 12話）
作詞 - 児玉雨子 / 作曲・編曲 - ミフメイ（BNSI） / 歌 - 森中花咲 meets ▽▲TRiNITY▲▽
「駆け上がるボルテージ」（第13 - 21話）
作詞・作曲 - つんく♂ / 編曲 - 大久保薫 / 歌 - 浦島坂田船
「ターミナル〜僕ら、あるべき場所〜」（第22 - 32話）
作詞 - 川田まみ / 作曲・編曲 - fu_mou / 歌 - Luce Twinkle Wink☆
第30話では挿入歌としても使用。
「Fastest!」（第33話 - 第41話）
作詞・歌 - KOTOKO / 作曲・編曲 - 齋藤真也
挿入歌
「未来Cool☆Express」（第19話）
作詞 - 石橋大助 / 作曲・編曲 - 井上裕治 / 歌 - 嵐山ギンガ（CV:蒼井翔太）
劇中のミニライブでギンガが歌った。
「津軽海峡・冬景色」（第20話・第28話）
作詞 - 阿久悠 / 作曲・編曲 - 三木たかし / 歌 - 石川さゆり
第20話ではEDのあとに使用。
「残酷な天使のテーゼ」（第21話）
作詞 - 及川眠子 / 作曲 - 佐藤英敏 / 編曲 - 大森俊之 / 歌 - 高橋洋子
「チェンジ！シンカリオン ハナビver」（第25話）
作詞・作曲・編曲 - 井上裕治 / 歌 - 大曲ハナビ（CV:寺崎裕香）
戦闘中にハナビが歌った。
「世界の車窓から」（第30話）
作曲：溝口肇
「Joy to the World」（第31話）
アレンジ&編曲：中原裕章
「銀河鉄道999」（第34話）
作詞 - 奈良橋陽子・山川啓介 / 作曲 - タケカワユキヒデ / 歌 - ゴダイゴ
超進化銀河鉄道として改修されたヴァルドルの発進シーンで使用。
「ガッタンゴットンGO!」（第37話）
作詞・作曲 - Kanata Okajima、Hayato Yamamoto / 編曲 - Hayato Yamamoto / 歌 - BOYS AND MEN（Universal Music）
「進化理論」（第41話）
作詞 - 藤林聖子 / 作曲 - Coffee Creamers / 編曲 - Soma Genda / 歌 - BOYS AND MEN（Universal Music）

### 各話リスト（第2期）
| 話数   | サブタイトル                               | 脚本       | 絵コンテ                     | 演出       | 作画監督                                                                                | 総作画監督                     | 初放送日       |
| ------ | ------------------------------------------ | ---------- | ---------------------------- | ---------- | --------------------------------------------------------------------------------------- | ------------------------------ | -------------- |
| 第1話  | 新たなる出発進行!                          | 赤星政尚   | 山口健太郎 池添隆博 大畑晃一 | 牧俊治     | 小島えり 洪範錫 鈴木信一                                                                | あおのゆか                     | 2021年 4月9日  |
| 第2話  | Z合体！E235ヤマノテ                        | 赤星政尚   | 中川航 大畑晃一              | 徐惠眞     | 中島美子 白石悟 佐藤哲也 木下由美子 森悦史                                              | 一居一平                       | 4月16日        |
| 第3話  | ぶち抜け!VVVFブラスター!!                  | 赤星政尚   | 藤田健太郎 大畑晃一          | 島崎奈々子 | 飯田清貴 西田美弥子                                                                     | 空流辺広子                     | 4月23日        |
| 第4話  | 打ち上げろ！ハナビのロックンロール!!       | 赤星政尚   | 飯島正勝 大畑晃一            | 伊藤史夫   | 宍戸久美子 竹内アキラ 渡辺一平太                                                        | 長森佳容                       | 4月30日        |
| 第5話  | 森を守れ!シンカリオンZ E7かがやき          | 谷崎あきら | 牧俊治 大畑晃一              | 藤田健太郎 | 中野彰子                                                                                | 一居一平                       | 5月7日         |
| 第6話  | 振り抜け！友情のコウデンアツアックス!!     | 谷崎あきら | 土屋日 大畑晃一              | 佐々木澄人 | 五十嵐俊介                                                                              | 空流辺広子                     | 5月14日        |
| 第7話  | 強襲!横川支部防衛戦!!                      | 赤星政尚   | 中川航 大畑晃一              | 中川航     | 洪範錫 鈴木信一                                                                         | 長森佳容                       | 5月21日        |
| 第8話  | 集結せよ!大宮支部再始動!!                  | 赤星政尚   | 藤田健太郎 大畑晃一          | 秦義人     | 渡辺一平太 谷口繁則 高梨友美 矢田起也 早川元基 川本和隆                                 | 一居一平                       | 5月28日        |
| 第9話  | 翔けろ!シンカリオンZ 800ソニック           | 石橋大助   | 飯島正勝 大畑晃一            | 佐々木雄三 | 渡辺奈月                                                                                | 空流辺広子                     | 6月4日         |
| 第10話 | 大空中戦!波乱のZ合体!!                     | 石橋大助   | もりたけし 大畑晃一          | 徐惠眞     | 中島美子 白石悟 木下由美子 森悦史                                                       | 長森佳容                       | 6月11日        |
| 第11話 | 初陣!シンカリオンZ N700Sのぞみ             | 山下憲一   | 土屋日 大畑晃一              | 曽根利幸   | 小島えり 竹内アキラ 洪範錫                                                              | 空流辺広子                     | 6月18日        |
| 第12話 | 秘技!デュアル・グランパス・システム        | 山下憲一   | 藤田健太郎 大畑晃一          | 藤田健太郎 | 中野彰子                                                                                | 一居一平                       | 6月25日        |
| 第13話 | 起てよZ合体！関ヶ原総力戦!!                | 山下憲一   | 佐藤真人 大畑晃一            | 佐々木純人 | 五十嵐俊介 鈴木信一                                                                     | 空流辺広子 あおのゆか          | 7月16日        |
| 第14話 | 斬黒!ダークシンカリオン!!                  | 石橋大助   | 秋山勝仁 大畑晃一            | 秦義人     | 渡辺一平太 矢田起也 高梨友美 早川元基 谷口繁則 藤野陽介 川本和隆                        | 小島えり                       | 7月23日        |
| 第15話 | リーダーの資格！怒りのZグランクロス        | 石橋大助   | 飯島正勝 大畑晃一            | 佐々木雄三 | 渡辺奈月                                                                                | 一居一平                       | 7月30日        |
| 第16話 | 可憐に降臨!シンカリオン ハローキティ       | 佐藤寿昭   | 池添隆博                     | 中川航     | 洪範錫 宍戸久美子                                                                       | 長森佳容                       | 8月13日        |
| 第17話 | きらめく☆シンカリオンZ 500こだま           | 石橋大助   | 土屋日                       | 徐惠眞     | 白石悟 木下由美子 森悦史 中島美子 洪範錫 田中康勝                                       | 空流辺広子                     | 8月20日        |
| 第18話 | 巌流島決戦!シンVSギンガ!?                  | 石橋大助   | 藤田健太郎 大畑晃一          | 藤田健太郎 | 小島えり 竹内アキラ 鈴木信一                                                            | 小島えり 空流辺広子 あおのゆか | 8月27日        |
| 第19話 | 輝け!オオサカカンジョウシンゴウトウ        | 石橋大助   | 飯島正勝 大畑晃一            | 曽根利幸   | 中野彰子 永作友克 小野可奈子 竹内アキラ 洪範錫 宍戸久美子                               | 一居一平 あおのゆか            | 9月3日         |
| 第20話 | 覚醒せよ!ヤマノテエキスカリバー!!          | 佐藤寿昭   | 佐藤真人 大畑晃一            | 四ノ宮春   | 渡辺一平太 清水椋大 服部未夢 谷口繁則 藤野陽介 早川元基 tofu 洪範錫 永作友克            | 空流辺広子 あおのゆか          | 9月10日        |
| 第21話 | 出撃、シンカリオンZ 500 TYPE EVA           | 佐藤寿昭   | 中川航 大畑晃一              | 中川航     | 五十嵐俊介 宍戸久美子                                                                   | 長森佳容 あおのゆか 永作友克   | 9月17日        |
| 第22話 | 逆襲のシンカリオンZ ドクターイエロー       | 山下憲一   | 土屋日 大畑晃一              | 佐々木雄三 | 渡辺奈月                                                                                | 小島えり 空流辺広子 あおのゆか | 10月1日        |
| 第23話 | 地下決戦!ドクターイエロー Zホセンモード    | 山下憲一   | 飯島正勝 大畑晃一            | 秦義人     | 洪範錫 鈴木信一                                                                         | 一居一平 永作友克 あおのゆか   | 10月8日        |
| 第24話 | セイリュウの帰還                           | 石橋大助   | 佐藤真人 大畑晃一            | 徐惠眞     | 竹内アキラ 宍戸久美子 田中康勝 洪範錫 大田謙治                                          | 空流辺広子 あおのゆか          | 10月22日       |
| 第25話 | SHIKOKU ROCK FESTIVAL                      | 佐藤寿昭   | 藤田健太郎 大畑晃一          | 藤田健太郎 | 白石悟 佐藤哲也 武佐友紀子 木下由美子 森悦史                                            | 長森佳容 あおのゆか            | 10月29日       |
| 第26話 | タイジュと銀河鉄道の少女                   | 山下憲一   | 板井寛樹 大畑晃一            | 大島貞生   | 小島えり 洪範錫 和田卓也                                                                | 小島えり 一居一平              | 11月5日        |
| 第27話 | 脅威！ヴァルトムの執念                     | 石橋大助   | 飯島正勝 大畑晃一            | 佐藤優樹   | 渡辺一平太 谷口繁則 tofu 清水椋大 矢田起也 柴﨑聖香 中川実 早川元基 永作友克 宍戸久美子 | 空流辺広子                     | 11月12日       |
| 第28話 | 交信せよ!シンカリオンZ H5はやぶさ          | 山下憲一   | 土屋日 大畑晃一              | 佐々木雄三 | 渡辺奈月 小野可奈子 永作友克                                                            | 小島えり                       | 11月19日       |
| 第29話 | テオティ動乱!急襲、ダークシンカリオン      | 佐藤寿昭   | 山口健太郎 大畑晃一          | 新井宣圭   | 鈴木信一 中野彰子 永作友克 大張翼                                                       | 一居一平 あおのゆか 永作友克   | 12月3日        |
| 第30話 | 超Z合体!シンカリオンZ E5ドクターイエロー   | 佐藤寿昭   | 大畑晃一                     | 山口健太郎 | 竹内アキラ 宍戸久美子 洪範錫 小野可奈子 永作友克                                        | 長森佳容 小野可奈子 あおのゆか | 12月10日       |
| 第31話 | スクープ!アユの特ダネ最前線!!              | 石橋大助   | 池添隆博 大畑晃一            | 徐惠眞     | 五十嵐俊介 洪範錫 永作友克                                                              | 空流辺広子                     | 12月17日       |
| 第32話 | H5ホクトVSヴァルドル 銀河の旅路            | 山下憲一   | 筆坂明規 大畑晃一            | 大島貞生   | 大田謙治 小島えり 宍戸久美子                                                            | 小島えり 空流辺広子 あおのゆか | 12月24日       |
| 第33話 | 伝説の運転士!速杉ハヤト                    | 佐藤寿昭   | 中川航 大畑晃一              | 山岸大悟   | 谷口繁則 渡辺一平太 早川元基 tofu 矢田起也 清水椋大 服部未夢 宍戸久美子                 | 空流辺広子                     | 2022年 1月14日 |
| 第34話 | The Galaxy Express E5                      | 石橋大助   | 藤田健太郎 大畑晃一          | 藤田健太郎 | 白石悟 木下由美子 森悦史 佐藤哲也 武佐友紀子 永作友克 小野可奈子                        | 長森佳容 あおのゆか            | 1月21日        |
| 第35話 | トコナミの過去                             | 石橋大助   | もりたけし 大畑晃一          | 佐々木雄三 | 渡辺奈月 鈴木信一 小野可奈子 永作友克                                                   | 小島えり 空流辺広子            | 1月28日        |
| 第36話 | 決着、シンとアブト                         | 山下憲一   | 牧俊治 大畑晃一              | 牧俊治     | 中野彰子 小野可奈子                                                                     | 一居一平 あおのゆか            | 2月4日         |
| 第37話 | 超進化!ダークシンカリオン                  | 佐藤寿昭   | 中川航 大畑晃一              | 山口健太郎 | 大田謙治 洪範錫 竹内アキラ 宍戸久美子 永作友克                                          | 小島えり 空流辺広子 あおのゆか | 2月18日        |
| 第38話 | 完全制覇！シンカリゲッター                 | 石橋大助   | 中川航 大畑晃一              | 中川航     | 五十嵐俊介 高橋こう平 永作友克                                                          | 長森佳容                       | 2月25日        |
| 第39話 | カンナギVSダークシンカリオンアブソリュート | 山下憲一   | 古川知宏                     | 大島貞生   | 渡辺一平太 あおのゆか 永作友克                                                          | 一居一平 あおのゆか            | 3月4日         |
| 第40話 | 復活!!破壊神アラバキ                       | 佐藤寿昭   | 大畑晃一                     | 藤田健太郎 | 小野可奈子 鈴木信一 永作友克                                                            | 小野可奈子                     | 3月11日        |
| 第41話 | 可能性は無限大!                            | 佐藤寿昭   | 池添隆博                     | 牧俊治     | 小島えり 竹内アキラ 洪範錫 大田謙治 宍戸久美子                                          | あおのゆか                     | 3月18日        |

この他、第15話までの内容を編集した総集編『スペシャル総集編！やりすぎ!?シンカリオンZ都市伝説ファイル』が配信限定で公開されている。

### 放送局（第2期）
| 放送期間                                                           | 放送時間                          | 放送局                             | 対象地域                                                    | 備考                                 |
| ------------------------------------------------------------------ | --------------------------------- | ---------------------------------- | ----------------------------------------------------------- | ------------------------------------ |
| 2021年4月9日 - 2022年3月18日                                       | 金曜 19:25 - 19:55                | テレビ東京（製作局） ほか系列全6局 | 北海道・関東広域圏・愛知県・ 大阪府・岡山県・香川県・福岡県 | 連動データ放送                       |
|                                                                    |                                   | 奈良テレビ                         | 奈良県                                                      |                                      |
| 2021年4月22日 - 9月30日 2021年10月14日 - 2022年3月31日             | 木曜 7:30 - 8:00 木曜 7:00 - 7:30 | テレビ和歌山                       | 和歌山県                                                    |                                      |
| 2021年4月23日 - 2022年3月25日                                      | 金曜 10:55 - 11:25                | 秋田放送                           | 秋田県                                                      |                                      |
| 2021年4月25日 - 2022年3月27日                                      | 日曜 8:30 - 9:00                  | 仙台放送                           | 宮城県                                                      |                                      |
| 2021年5月1日 - 2022年4月2日                                        | 土曜 5:30 - 6:00                  | 福島テレビ                         | 福島県                                                      |                                      |
| 2021年5月2日 - 2022年4月3日                                        | 日曜 5:30 - 6:00                  | 熊本放送                           | 熊本県                                                      |                                      |
| 2021年5月2日 - 2022年3月27日                                       | 日曜 5:45 - 6:15                  | 青森テレビ                         | 青森県                                                      |                                      |
| 2021年5月8日 - 2022年4月9日                                        | 土曜 17:00 - 17:30                | キッズステーション                 | 日本全域                                                    | CS放送 / 同年5月5日に第1話を先行放送 |
| 2021年10月1日 - 2022年3月25日                                      | 金曜 15:50 - 16:46                | 福井テレビ                         | 福井県                                                      | 2話連続放送 / 前作は県内未放送       |
| テレビ東京系列・奈良テレビ・キッズステーションでは字幕放送を実施。 |                                   |                                    |                                                             |                                      |

| 配信開始日    | 配信時間                   | 配信サイト |
| ------------- | -------------------------- | --- |
| 2021年4月10日 | 土曜 12:00 更新            | dアニメストア（本店・ニコニコ支店・for Prime Video） |
| 2021年4月13日 | 火曜 12:00 更新            | U-NEXT アニメ放題 Paravi Amazonプライム・ビデオ （レンタル・見放題） バンダイチャンネル dTV Hulu ひかりTV HAPPY!動画 Rakuten TV Google Play ニコニコチャンネル ビデオマーケット music.jp DMM.com GYAO!ストア YouTube（シンカリオンTV・タカラトミー公式チャンネル） TVer |
|               | 火曜 19:00 更新            | TSUTAYA TV |
| 2021年4月18日 | 木曜 0:00（金曜深夜） 更新 | J:COMオンデマンド みるプラス TELASA |

| テレビ東京系列 金曜 19:25 - 19:55                                                            | テレビ東京系列 金曜 19:25 - 19:55                                                  | テレビ東京系列 金曜 19:25 - 19:55                                                          |
| 前番組                                                                                       | 番組名                                                                             | 次番組                                                                                     |
| -------------------------------------------------------------------------------------------- | ---------------------------------------------------------------------------------- | ------------------------------------------------------------------------------------------ |
| デカ盛りハンター （2020年4月3日 - 2021年3月12日） ※不定期放送に降格 【ここまでバラエティ枠】 | 新幹線変形ロボ シンカリオンZ （2021年4月9日 - 2022年3月18日） 【本作のみアニメ枠】 | デカ盛りハンター （2022年4月8日 - 2023年3月24日） ※レギュラー放送再開 【バラエティ枠復帰】 |

#### 日本国外での放送（第2期）
時間帯は全て現地時間。
香港
2021年10月23日から2022年4月2日まで無綫電視翡翠台にて、『新幹線戰士Z』のタイトルで毎週土曜の17時00分 - 17時30分に放送（第1話から第21話まで）。広東語 & 日本語二ヶ国語放送、繁体字字幕あり。
2022年6月4日から2022年10月15日まで無綫電視翡翠台にて、『新幹線戰士Z』のタイトルで毎週土曜の17時00分 - 17時30分に放送（第22話から第41話まで）。広東語 & 日本語二ヶ国語放送、繁体字字幕あり。
台湾
2022年2月27日から2022年12月11日まで東森幼幼台にて、『新幹線變形機器人Z』のタイトルで毎週日曜日、10時00分に放送。

### DVD・Blu-ray（第2期）
2021年9月29日以降順次発売。発売元はNBCユニバーサル・エンターテイメントジャパン。
DVD BOX
| BOX | 発売日         | 収録話          |
| --- | -------------- | --------------- |
| 1   | 2021年9月19日  | 第1話 - 第10話  |
| 2   | 2021年12月23日 | 第11話 - 第20話 |
| 3   | 2022年2月25日  | 第21話 - 第30話 |
| 4   | 2022年5月27日  | 第31話 - 第41話 |

Blu-ray BOX
| BOX | 区分               | 発売日         | 収録話          | 備考                                                                                  |
| --- | ------------------ | -------------- | --------------- | ------------------------------------------------------------------------------------- |
| 1   | 通常版             | 2021年9月29日  | 第1話 - 第13話  |                                                                                       |
| 1   | 公式ショップ限定版 | 2021年9月29日  | 第1話 - 第13話  | 特典に、IDカードケース ネックストラップ型と新多シンのプロフィールカードが付属する。   |
| 2   | 通常版             | 2021年12月23日 | 第14話 - 第26話 |                                                                                       |
| 2   | 公式ショップ限定版 | 2021年12月23日 | 第14話 - 第26話 | 特典に、オリジナルカードケースと碓氷アブトのプロフィールカードが付属する。            |
| 3   | 通常版             | 2022年5月27日  | 第27話 - 第41話 |                                                                                       |
| 3   | 公式ショップ限定版 | 2022年5月27日  | 第27話 - 第41話 | 特典に、IDカードケース ネックストラップ型とキャラクタープロフィールカードが付属する。 |

## テレビアニメ第3期
第3期のテレビアニメ『シンカリオン チェンジ ザ ワールド』は、テレビ東京系列で2024年4月7日から2025年2月2日まで放送された。なお、テレビアニメの正式タイトルは本作から「新幹線変形ロボ」が付いていない。
2023年12月26日にシンカリオンシリーズの新作テレビアニメの制作決定が、タイトルとともに公表された。『シンカリオンZ』まではアニメーション制作をOLMが担当してきたが、新作ではシグナル・エムディとProduction I.Gが担当することとなった。なお、CG制作は引き続き小学館ミュージック&デジタル エンタテイメントが担当する。2月8日に主要キャストの情報が公開され、2月18日には第1話の冒頭映像と主演・石橋陽彩のインタビューからなる15分の特別番組も放送された。
放送開始目前の3月には北陸新幹線の金沢 - 敦賀間の延伸が予定され、1月28日には本作と福井県がタイアップすることが発表された。また、3月16日の延伸に合わせて16日・17日に開催された「つるが鉄道フェスティバル」には、本作の登場人物の1人で福井県出身の九頭竜リョータが搭乗する「シンカリオン E7かがやきドリルフォーム」の撮影会が催された。
主題歌は3月7日にGRe4N BOYZがオープニングを、3月23日にmeiyo・THE ALFEE・山本彩による「UTA-RAIL♪PROJECT（ウタレール プロジェクト）」がエンディングを担当することが発表された。それぞれ実在する新幹線をモチーフとしたタイトルの楽曲が制作される予定となっており、オープニングテーマはGRe4N BOYZによって新幹線「はやぶさ」をモチーフとした『閃光ハヤブサ』が制作された。エンディングテーマはmeiyoによる新幹線「のぞみ」をモチーフとした『HOPE!HOPE!HOPE!』が第2話から、THE ALFEEによる新幹線「こだま」をモチーフとした『KO. DA. MA.』が第14話から、山本彩による新幹線「かもめ」をモチーフとした『Seagull』が第28話から最終話まで使用された。
制作においては「シンカリオンらしさ」に拘りながらも、第1期のアニメ開始から6年が経過していることを踏まえて時代に合わせて「進化」したシンカリオンを作ることが目指された。「進化」の理由として鈴木寿広はコロナ禍を経て子どもたちの視聴環境に変化が生じたことを挙げ、子どもたちが配信を通じて「子ども向けではない作品」にも興味を持つようになったと分析しており、子どもをメインターゲットとしながらも「子ども向け」に拘らず全世代をターゲットとした作品にする狙いがあった。ターゲット層の変更により、第2期の「Z」のような子どもが声に出しやすくて覚えやすい音はタイトルに含まれず、タイトルロゴにも赤や黄といった子ども向けの色は使用されていない。また、制作がシグナル・エムディとProduction I.Gに変わったこともターゲット層の変更が理由であり、監督も駒屋健一郎に交代するなど脚本の石橋大助以外のスタッフも一新された。
鈴木によると「新幹線が変形すること以外は全て変えても良い」というほどの覚悟で制作が進められ、前作までと作品の世界観も一新され、「適性値」など作中の一部の用語も変更された。主人公を中学生としたことについて、鈴木は「微妙な世代だからこそ描けるドラマがあるはずで、大人や若い世代は共感でき、小学生は憧れの対象として見れるはず」という趣旨をインタビューで語っており、シグナル・エムディの千野孝敏も別のインタビューで似た趣旨を語っている。また、鉄道車両ではない作業車などをモチーフとしたビークルと合体することについては、実在車両をモチーフにするとデザインや色などを変えることが難しいため、シルエットを大きく変えたいという狙いからである。
第1話冒頭には新幹線の輸送シーンが描かれたが、これは第1期第1話冒頭で「マルチプルタイタンパー」が描かれたことを受けたもので、もう一度原点に戻って鉄道と向き合った作品を作るという思いを込めたものであった。また作中では「デスティーノ」など実在のプロレス技をモチーフとした必殺技が登場するが、これは「大仁田厚に似た屈強なアンノウン」をデザインしたことが発端であり、このアンノウンの撃破シーンにデスティーノを使用したいという発想からであった。なお、このプロレス技の使用については事前に新日本プロレスに確認がとられており、一部話数には「設定協力 新日本プロレス株式会社」の表記でクレジットされている。
なお、放送開始時点において本作では積極的なコラボレーションの予定はないことを鈴木寿広が明言している。

### ストーリー（第3期）
本編の10年以上前に「アンノウン」が出現。アンノウンに対抗するために鍋島チクゴを中心としてERDAが創設され、シンカリオンを開発して戦い続けた。本編の10年前に突如としてアンノウンの出現がみられなくなるが、ERDAはアンノウンの再来に備えて秘密裏に準備を進めていた。
主人公の大成タイセイは2年前に失踪した姉・大成イナの手がかりを追って、姉の母校である進開学園中等部へと転入する。九頭竜リョータに校内を案内されたタイセイは、その最後に招かれた鉄道部の部室でメタバースの運転シミュレーターを体験する。この時ちょうど10年ぶりにアンノウンが襲来し、タイセイの運転シミュレーターの様子をモニター越しに見ていた高輪カドミチは既存の運転士候補者よりもタイセイの適性値が高いことに気づき、運転士就任を依頼されたタイセイは姉の言葉を思い出して「何かを守れるカッコイイ人」になる決意をしてシンカリオン E5はやぶさの運転士となる。タイセイはアンノウンの撃退に成功し、正式にERDAへの所属を依頼されるとともにイナがERDAのエンジニアであったことを知る。
タイセイはリョータやフォールデン アカネらとともにアンノウンと戦い撃破していくうちに、アンノウン出現場所付近でたびたび目撃されていた黒い新幹線（ファントムシンカリオン）にイナが搭乗していることに気づく。タイセイは複雑な思いを抱きながらもファントムシンカリオンの迎撃に出撃しグランクロスを使用してイナを奪還するが、イナはファントムシンカリオンに乗っていた間のことは覚えておらず、ファントムシンカリオンも何者かによって回収された。カドミチは洗脳が解けたイナの復職を求め、イナはシンカリオンの研究・開発を再開。新たに出現したハーデスシンカリオンによってERDAは脅威に瀕するが、シンカリオン3機によるシンカリオンSRGを完成させ撃退することに成功する。
イナがハーデスシンカリオンの戦闘スタイルを分析するうちに、その運転士が初期のERDAでシンカリオン 0の運転士を務めていた工部レイジであることが発覚する。イナやカドミチはなぜレイジが敵対するのか思案するが、その最中に訓練中の運転士がメタバースから一時的にログアウトできなくなる事件が生じ、帰還するまでの間にタイセイたちはメタバース内でかつてのレイジに起きた事件の記憶を目撃する。この報告を受けたカドミチたちは、本部長の浜カイジによるレイジに関するかつての発言との矛盾に気づき浜を問い詰める。
浜から語られたレイジに起きた悲劇を知り、運転士の間には少なからず動揺が広がった。そんな中、襲撃したハーデスシンカリオンに対して一時は優位に立つものの、ハーデスシンカリオンとファントムシンカリオンが合体したカオスシンカリオンには太刀打ちできなかったが、タイセイたちはユナイトシンカリオンに合体してカオスシンカリオンの撃破に成功する。レイジの意識はアンノウン事件の首謀者であるテンダーによって回収され、全ての真実を告げられた後に現実世界へと戻される。意識を取り戻したレイジは、カドミチらに全ての事件は「チクゴの夢を叶えようとしたテンダーによって引き起こされた」という事実が伝えるが、それと前後してタイセイの端末からビーナが姿を消す。
ビーナの失踪から2週間が経過した頃、ERDAは機密保持・事後処理のための人員を残して縮小されることが検討されるが、そんな折にアンノウンが再出現する。一連の事件の首謀者・テンダーの消滅で事件は解決したと思われた矢先であり、状況を把握を進めるタイセイとイナは新たなアンノウン出現にはビーナが関わっている可能性にたどり着く。ビーナは膨大な廃棄データの暴走に巻き込まれる形でアンノウン化しERDAを襲撃、タイセイの思いに自我を取り戻したビーナは自ら廃棄データとともに倒されることを望んだためタイセイは葛藤したが、最後は決死のグランクロスでアンノウンを撃破する。
ビーナの消滅から1か月後、ERDAは廃棄データの暴走に備えるために正式に存続が決定された。無理なグランクロスの影響で適正値不足となったタイセイは、新たな夢として「平和と安全を守るシンカリオン」を守る整備士を目指す決意を固めていた。

### 登場人物（第3期）

#### シンカリオン運転士（第3期）
大成 タイセイ（）
声 - 石橋陽彩、三浦千幸（幼少期）
シンカリオン E5はやぶさの運転士。埼玉県出身で、10月14日生まれの中学2年生。
メタバース内で理想の駅や鉄道路線を構築するほどの鉄道好き。鉄道への興味は尊敬する姉・イナの影響であるが、イナは本編の2年前に失踪しており、イナの手がかりを求めて進開学園中等部に転入した。現在は母・ミサオと父・アゲオの3人暮らし。
名前の由来は鉄道博物館の所在地であり、鉄道博物館駅の旧駅名でもある「大成」の地名から。
フォールデン アカネ
声 - 小野賢章
シンカリオン E6こまちの運転士。東京都出身で、7月20日生まれの中学2年生。父はフランス人、母は日本人。
アスリートの家系に生まれ、本人も陸上選手として将来を嘱望されたが怪我により陸上競技から離れている。一見するとクールで自信家な性格に見えるが、天才と呼ばれる兄・アサヒと比較されることをプレッシャーに感じており、両親の期待に背いて失望されることを恐れ、当初は同じ「天才と呼ばれるきょうだい」を持つ境遇にいるタイセイに親近感を抱く。アンノウンの出現に偶然遭遇して負傷した際、カドミチの検査によって適性値が非常に高いことが判明した。運転士となってからは潜在性の高さを見せたが、シンカリオンSRGへの合体においては1人SRG値が上昇せず苦悩し、一時は鉄道部を退部して陸上部への復帰に傾くものの、自分がシンカリオンに乗る理由について再認識してSRG値が上昇した。
名前の由来は「秋田」で、“秋”を意味する英語の「fall（フォール）」と、“田”の音読み「デン」を合わせたもの。
九頭竜 リョータ（）
声 - 土屋神葉、関根有咲（幼少期）
シンカリオン E7かがやきの運転士。福井県出身で、5月21日生まれの中学2年生。鉄道部の副部長。
ちゃらけた性格だが面倒見が良く、転入してきたタイセイの世話役をカドミチに任された。本編の10年前に誤ってアンノウンとともにキャプチャーウォールへと囚われ、シンカリオン（レイジが搭乗したシンカリオン 0）に救われたことでシンカリオンや新幹線に強い興味と憧れを持っている。シンカリオンに対して人一倍の熱意を持ちながらも適性値が足らずにシンカリオンを起動できずにいたが、アンノウンと戦うタイセイの姿に感化され「自分の力でみんなを守りたい」という気持ちを誤魔化さないことを決意して適性値が上昇した。
魚虎 テン（）
声 - 藤原夏海
シンカリオン N700Sのぞみの運転士。愛知県出身で、8月22日生まれの中学1年生。
秀才で努力も惜しまない性格だが、自分の強い思いを無意識に友人に押し付けていたことに気づかず、生じた軋轢から次第に周りに合わせる消極的な性格となっていた。シンカリオンに関しては「天才運転士」と呼ばれるほど優れた適性を持つが、当初はタイセイたちとの共闘時は力を抑えていたが、互いに信頼しながら戦うタイセイたちの姿を見て自らを見つめ直すようになる。
五稜郭 シオン（）
声 - 田澤茉純、上村祐翔（アバター）
シンカリオン H5はやぶさの運転士。北海道出身で、7月30日生まれの中学1年生。
おっとりした性格で口数は少ない。事情により祖父母に育てられたが、本編の少し前に祖父が腰を痛め、必要となった設備や費用をERDAが支援したことで、その恩返しとして運転士就任を受け入れた。祖父は古武術の道場を開いており、シオン自身も武術全般に長けている。地元の中学校が遠いためメタバースを利用して登校しているが、メタバース内では男性アイドルの「ケン」そっくりの男性アバターを使用しており、これは入学時に「現実の姿に似せたもの」を求められたアバター作成で誤ってネット記事から生成されてしまったものである。
最上 ガンマ（）
声 - 石黒史剛
シンカリオン E8つばさの運転士。埼玉県出身で、11月17日生まれの高校2年生。
進開学園高等部の生徒会長。生真面目で堅物な性格で規則を守ることを重要視し周囲にも厳しいが、これには中学時代に下校時間を超えて文化祭の準備を進める同級生を止めることができず、クラスの文化祭参加を禁止された学級委員としての苦い経験が関係しており、規則に反して処罰を受けることから守るための処世術であった。ただし上の決定にただ従うだけではなく、学園側からの「部員4人以下の部活は廃部」の通達に対しては同好会とすることで廃部を避ける交渉も行っている。その経緯で当時部員が4人であった鉄道部にも同好会への格下げと部室の明渡しを迫るが、時を同じくしてガンマ自身にも運転士就任を打診され当初は固辞したものの受け入れるとともに、高等部でありながら中等部主体の鉄道部にも所属することとなった。
海風 ツクモ（）
声 - 畠中祐
シンカリオン N700Sかもめの運転士。長崎県出身で、9月19日生まれの中学2年生。
小倉進開学園の生徒。明るくさっぱりとした性格で、長崎の産業遺産を巡って写真を撮ることを趣味としている。唯一海上での戦闘が可能なシンカリオンの運転士だが、幼い頃に荒れた海で乗船が激しく揺れたトラウマから海上が苦手という欠点があったものの、落合との特訓やアカネからの助言により克服した。長崎の実家に住む弟と妹がいる。
西大路 ヤマト（）
声 - 浦和希
シンカリオン 500こだまの運転士。奈良県出身で、10月29日生まれの高校1年生。愛称は「ヤマちゃん」。
鹿とロボットへの強い情熱を持っており、幼少期に見た全国高専ロボットコンテストへの出場を夢見ており、鹿をモチーフとしたロボットを自作している。かつて不良に敗北したトラウマから、見た目に反して極度のびびりな性格であり適性値もシンカリオンが稼動可能な値に達していなかったが、友人や鹿の助けもあって起動が可能となった。
なお、ヤマトの台詞では「チェンジ、シンカリオン」が「血煙路 真狩恩」とされるなど独特の当て字が使用されており、ガンダムシリーズなどの台詞をパロディした台詞も散見される。
梔子 モリト（） / デルタ
声 - 田村睦心
シンカリオン ドクターイエローおよびシンカリオン グレートドクターイエローの運転士。愛知県出身で、1月11日生まれの中学2年生。
タイセイがメタバース内で仲良くなった人物で、「デルタ」はデルタ線から名付けられたハンドルネーム。両親はメタバース上での旅行体験を提供する仕事に従事しており、家族で様々な観光地を訪れては、デルタ本人もメタバース上で観光地を再現することを楽しんでいた。そういった家庭環境から転校も多く、周囲にはモリトの趣味を理解できる友人がおらず、それほど間を置かずにメタバースを利用した登校に変更し、メタバース内ではでは頻繁に「イド」を呼び出し友達のように接していた。そのため同じ名古屋進開学園の後輩にあたるテンとは面識がなかった。
後に適性値が高いことが判明しドクターイエローの運転士就任を依頼され、一度は固辞するものの「イドとの思い出の場所を守りたい」との一心で運転士就任を受け入れるが、初戦で撃破したアンノウンがイドが変化したものであったことが発覚する。その事実に苦悩し一時はタイセイたちとの接触も拒むようになるが、イドの部屋を調査したイナからイドのメッセージを受け取り、自ら戦いの場へと戻った。
大成 イナ（）
声 - 喜多村英梨
ERDAの研究員であり、ファントムシンカリオンの運転士。埼玉県出身で、12月6日生まれ。
タイセイの10歳年上の姉。姉としてタイセイに与えた影響は大きく、時としてイナの言葉が道しるべとなることもある。世界のAI技術に貢献した優秀なシステムエンジニアとされ「天才」と呼ばれるほどの有名人。
幼い頃から「人々の暮らしを守れるかっこいい人」になることを目指してシステムエンジニアを志し、小学6年生でIT企業が主催したアプリコンテストで最優秀賞を獲得した。本編の10年前の進開学園中等部の入学式当日にレイジと出会い、運転士となったレイジを追う形でERDAに押しかけ、研究員となりシンカリオンの開発・運用に携わった。本編の2年前にメタバース内でウィルスにより洗脳を受けて失踪し、本編で再登場した際にはファントムシンカリオンに搭乗してタイセイたちと敵対したが、後に洗脳が解けるとERDAに復職した。
工部 レイジ（） / 仮面の男
声 - 梶裕貴
シンカリオン 0およびハーデスシンカリオンの運転士。埼玉県出身で、1月23日生まれ。イナとは進開学園中等部の同級生。
本編の10年前に発足間もないERDAに所属し、最初のシンカリオンの運転士としてアンノウンと戦った人物。10歳で両親を失い児童養護施設に引き取られ、進開学園中等部へと進学し、入学まもなく担任のカドミチによって適性が見出され運転士となる。しかし、チクゴが死亡した直後のアンノウンをシミュレートした訓練中にウィルスに侵食されメタバース内に意識が囚われ、当初はERDAやカドミチを信じて待ったもののそのまま7年間が経過した頃にアバター削除にも瀕し、絶望感に支配された時にテンダーと出会った。テンダーが収集した「廃棄データ」を守るべく仮面を被ってERDAとの敵対行動を開始し、ウィルスを使用してイナを洗脳してERDAへの攻撃の尖兵としていたが、本編中においてイナの洗脳が解けると自ら表舞台に姿を現すようになる。ユナイトシンカリオンとの戦いに敗れてテンダーに救出されると、テンダーから一連に事件の真相を明かされた後に現実世界へと意識が戻された。
現実のレイジ本人は意識不明の状態となっており、しばらく入院していたものの意識を取り戻して病院から行方をくらましたとされていたが、これは浜カイジによる偽りの目撃証言によるものであり、実際には浜が病室から意識不明のままのレイジを連れ出して人目を避けた場所に隠されていた。浜の証言をもとに公的には失踪したものとして扱われており、7年後（本編の3年前）には失踪宣告により戸籍上は死亡扱いとなっている。テンダーによって現実世界に意識が戻されると、レイジ本人も意識を取り戻した。復帰後はERDAの監視が付けられたものの、テンダーが残した廃棄データを管理するためERDAの開発班への辞令が出される。

#### ERDA職員
大成 イナ（おおなり いな）
声 - 喜多村英梨
#シンカリオン運転士（第3期）を参照。
青梅 マイ（）
声 - 本渡楓
リョータの幼馴染で鉄道部の部長。埼玉県出身で、5月20日生まれの中学2年生。
元々はカドミチによって運転士候補とされた1人だが、現在はタイセイたち運転士の訓練をサポートしている。大成イナに強く憧れており、エンジニアを目指している。
高輪 カドミチ（）
声 - 小林親弘
ERDA東日本本部の室長で、平時は進開学園中等部の国語教師。東京都出身で、6月7日生まれ。
本編の10年前、教師2年目当時に発足直後のERDAでシンカリオン 0の運転士を務めていたが、当時すでに20歳を超えていた年齢により適正値低下に直面したため、後継となる新運転士としてレイジを抜擢し、以降自らはサポートへと回った。
名前の由来は「高輪ゲートウェイ駅」から。
浜 カイジ（）
声 - 田中正彦
ERDA東日本本部の本部長。山梨県出身で、1月3日生まれ。
ERDA創設時からの古参メンバー。チクゴの死後に本部長を継ぐが、同時期に突如アンノウンの出現も止んだためERDA不要論も持ち上がるようになり、平和のために必要と考えたERDAとシンカリオンを守ろうと務めた。その最中に唯一の運転士であったレイジが訓練中に意識不明になる事件が発生し、シンカリオンが危険視されることを避けるためレイジが意識を取り戻して自分の意思で失踪したように装っていた。その後、訓練に使用したメタバース内に囚われた「レイジの意識」を発見し何度も救出を試みたが7年が経過し、失踪宣告により死亡扱いとなったレイジがメタバース内で苦しみ続けることを哀れみアバターのデータ削除を試みたが、この件がレイジに絶望感を与える原因となってしまう。
津川 アガノ（）
声 - 村井雄治
ERDAの男性研究員。東京都出身で、11月23日生まれ。
カドミチの大学の後輩で、カドミチからの信頼も厚い。イナより年上だが、ほぼ同時期にERDAに入った。イナの失踪中もシンカリオンの開発を引き継いで進めた。
岩見沢 ソラチ（）
声 - 渡辺紘
ERDAの男性指令員。東京都出身で、12月11日生まれ。
落合 ミヨシ（）
声 - 石井未紗
ERDAの女性指令員。埼玉都出身で、9月7日生まれ。
川越 タンゴ（）
声 - 斉藤次郎
ERDAの整備長。埼玉県出身で、10月11日生まれ。
鍋島 チクゴ（）
声 - 三木眞一郎
ERDA創設者であり、進開学園の元学園長。佐賀県出身で、10月5日生まれ。
かつて天才エンジニアとして名の知れた人物。幼少期に運転指令所で働く職員に憧れ鉄道趣味に傾倒して「新幹線が変形する正義のロボット」を空想し、「それを操る運転士たちを束ねる秘密組織のトップ」となることを夢見た。テンダーにその夢を語ったことが一連の事件の引き金となっており、その夢を実現させるべく独断で画策したテンダーの助けもあって、ERDAを創設してシンカリオンを運用する立場に就く。しかしアンノウンに関する全ての事実に気づき困惑、首謀者がテンダーである事実を誰にも告げることなくアンノウン出現場所で倒壊した建物の下敷きになりそうになっていた一般人を庇って下敷きとなり死亡した。
年齢は作中では明言されていないが、特別編『リサーチ ザ ワールド』で映された第27話の初期のシナリオでは、登場人物一覧に「鍋島チクゴ四十九歳」の記述があった。
工部 レイジ（たくみべ れいじ）
声 - 梶裕貴
#シンカリオン運転士（第3期）を参照。

#### その他
ビーナ
声 - 集貝はな
タイセイの所有する端末にインストールされたナビゲートAI。端末はタイセイの10歳の誕生日にイナが贈ったもので、イナがERDAの仕事が忙しくなる中で代わりにタイセイの面倒を見させる目的で、テンダーを目標にイナが通常のナビゲートAIを大幅にカスタマイズして誕生した。
テンダーが消滅し、テンダーが収集した廃棄データが遺されると、テンダーの代わりに廃棄データを導こうとタイセイの元から姿を消した。話すことのできない廃棄データに言語プログラムを分け与えようとしたところ逆に浸食を受け、廃棄データの暴走に巻き込まれる形でアンノウンと化していた。タイセイたちとの決戦で一時的に自我を取り戻し、自ら望んで廃棄データとともにグランクロスを受けて消滅した。
イド
声 - 白石涼子
リニア・鉄道館の宣伝AI。モリトが頻繁に呼び出して友達同然に接していたが、新しいメタバースへの切り替えに際して古く互換性がないイドの利用停止が予定される。モリトはイドの廃棄を避けるためにリニア・鉄道館を模したメタバースを自作し、施設の公認を受けてイドを案内役として残すことを計画するが、セキュリティ面に問題のあったイドを公の空間に残すことの承諾が得られず、イナの交渉により施設側にメタバースを提供する対価としてイドを譲り受け、何重ものセキュリティに守られた空間で保護することで決着した。この空間への外部からのアクセスは困難であったはずだが、ある日テンダーが侵入してイドのプログラムに変更を加えたため「誰かに必要とされたい」との考えに囚われるようになる。
イナがカスタマイズした専用端末により部屋へのアクセスが容易となり外出時の連れ出しも可能となるが、前述のプログラム変更により思いが増幅されていたためにモリトと衝突し喧嘩となる。この喧嘩がきっかけでモリトは運転士に就任するが、時を同じくしてイドはリニア・鉄道館を訪れるために部屋を飛び出す。その後、経緯は不明ながらもアンノウンと化しモリトに撃破される。
テンダー
声 - 三木眞一郎
本編の25年前に鍋島チクゴが開発した秘書AI。名前の由来は英語で「炭水車」を意味する「tender（テンダー）」であり、蒸気機関車と炭水車の関係性のようにチクゴのサポートする目的のために開発されたが、チクゴの願いを知ると善悪の見境なしに「願いを叶えること」だけを優先して行動するようになる。チクゴの死の間際に「好きに生きろ」と告げられるも、自分ではどうすれば良いか判断ができず、メタバース内を彷徨う間にERDA不要論に触れるうちメタバースに囚われたレイジを見つけた。
レイジとの接触後は、レイジを新たなERDAの脅威とすべく補佐するが、カオスシンカリオンとユナイトシンカリオンの最終決戦と前後して活動の限界を迎え、レイジに一連の事件の真相を告げてデータが消滅した。

### 用語（第3期）
ERDA（エルダ）
シンカリオンの開発・運用とを行う機関。ERDAは通称で、正式名称は「超進化鉄道開発機構（Evolution Railway Development Agency）」。設立者は鍋島チクゴ。
シンカリオン
アンノウンの脅威に対抗するためにERDAが開発したロボット。ERDA設立初期に新幹線0系をベースとして開発され、アンノウン再来までにE5・E6・E7の3体が開発された。
適性値
シンカリオンの運転に必要とされる数値。
シンカリオンSRG
シンカリオン3体による合体システム。SRGは「三両合体（San Ryo Gattai）」の略。合体にはシンカリオン運転士の「SRG値」が一致することが必要。本編中ではE5・E6・E7、E8・E6・E7の2形態が登場。
ユナイトシンカリオン
#ユナイトシンカリオンを参照。本編中ではE5との合体形態が登場。
グランクロス
E5はやぶさに搭載された超火力兵器。運転士への負担が大きいため、使用が制限されている。
ユナイトグラクロス
シンカリオンユナイトで使用可能なグランクロス。
キャプチャーウォール
アンノウンを一時的に異空間へと隔離するための装置。
アンノウン
ERDAの敵対勢力。本編の10年以上前に出現し、チクゴの死とほぼ同時期に突如として姿が見られなくなったが、本編開始と前後して再度出現するようになった。本編第1話で最初に出現したアンノウンは特別編『戦いの記録』において「アンノウン15」と呼称され、以降は登場順に連番が付されている
正体不明の存在であったが、作中においてチクゴの夢を叶えるためにテンダーが操っていた存在であることが判明。アンノウンに利用されているのはテンダーがメタバース上で収集した「廃棄されたデータ」であり、テンダーが何らかの手法でデータに力を与えてアンノウン化させ現実世界で実体化されている。鉄道施設周辺への出現が多かったことについても、全ての真相を知ったカドミチはERDAの存在意義のためであったと推測している。
黒い新幹線
#ファントムシンカリオン、#ハーデスシンカリオンを参照。
カオスシンカリオン
#ハーデスシンカリオンを参照。

### スタッフ（第3期）
- 監督 - 駒屋健一郎[129]
- シリーズ構成 - 梅原英司[129]
- 副シリーズ構成 - 石橋大助[129]
- キャラクターデザイン - 朝香栞、森田二惟奈[129]
- プロップデザイン - 談凱琪
- アクション監修 - 宮尾佳和
- メカニックデザイン - 桐敷晃[129]
- CGディレクター - 久野木亮
- 色彩設計 - 池田歩美
- 美術監督 - わたなべけいと
- 撮影監督 - 有村駿
- 編集 - 増永純一
- 音響監督 - 三間雅文[129]
- 音楽 - 菅野祐悟[129]
- 音楽プロデューサー - 大隈啓良
- 音楽制作 - 小学館ミュージック＆デジタルエンタテインメント
- チーフプロデューサー - 鈴木寿広
- プロデューサー - 伊藤渉太、大石淳子、藤井大希、長沼豪、清水紀衣
- CGアニメーションプロデューサー - 山野井創、城戸由貴子
- アニメーションプロデューサー - 松村ゆかり
- アニメーション制作 - シグナル・エムディ、Production I.G[129]
- CGアニメーション制作 - SMDE[129]
- 協力 - 北海道旅客鉄道、東日本旅客鉄道、東海旅客鉄道、西日本旅客鉄道、九州旅客鉄道
- 設定協力 - 鉄道博物館[注 28]、交通新聞社
- 制作 - 小学館集英社プロダクション[129]
- 製作 - テレビ東京、ERDA

### 主題歌（第3期）
オープニングテーマ
「閃光ハヤブサ」（第2話 - 第39話（最終話））
作詞・作曲・歌 - GRe4N BOYZ（Polydor Records）
編曲 - GRe4N BOYZ・nishi-ken
第1話ではEDとして使用。
エンディングテーマ
「HOPE!HOPE!HOPE!」（第2話 - 特別編1）
作詞・作曲・歌 - meiyo（Virgin Music）
編曲 - 三好啓太
「KO.DA.MA.」（第14話 - 特別編3）
作詞・作曲 - 高見沢俊彦
編曲 - 高見沢俊彦 with 本田優一郎
ストリングスアレンジ - 萩森英明
歌 - THE ALFEE（Virgin Music）
「Seagull」（第28話 - 第39話（最終話））
作詞・作曲 - 山本彩
編曲 - 江口亮
歌 - 山本彩（Universal Sigma）

### 各話リスト（第3期）
| 話数    | サブタイトル             | 脚本         | 絵コンテ              | 演出              | 作画監督                                                                         | 総作画監督                 | 初放送日      |
| ------- | ------------------------ | ------------ | --------------------- | ----------------- | -------------------------------------------------------------------------------- | -------------------------- | ------------- |
| 第1話   | CHANGE THE WORLD         | 梅原英司     | 双葉広                | 三橋和弥          | 川口弘明 青木久美子                                                              | 朝香栞 森田二惟奈          | 2024年 4月7日 |
| 第2話   | 運転士 大成タイセイ      | 梅原英司     | 柘植孝                | 松井郁洋          | 藤彩七 遠藤里蘭 齋花 江島あかり                                                  | 朝香栞 森田二惟奈          | 4月14日       |
| 第3話   | 足りない適性値           | 石橋大助     | 鈴木拓磨              | 林映辰            | じょま 西本真吾 金炅垠 狄飛廉                                                    | 朝香栞 森田二惟奈          | 4月21日       |
| 第4話   | リョータの本音           | 石橋大助     | 吉川博明              | 三橋和弥          | 村形まゆ 山口菜 吉村萌                                                           | 朝香栞 森田二惟奈          | 4月28日       |
| 第5話   | アカネの憂鬱             | 市川十億衛門 | 三橋和弥 双葉広       | 松井郁洋          | 藤彩七 遠藤里蘭 徐學文 徐學武                                                    | 朝香栞 森田二惟奈          | 5月5日        |
| 第6話   | 走り始めた運命           | 市川十億衛門 | 柘植孝                | 矢島竜            | じょま 西本真吾 金炅垠 狄飛廉 GIL                                                | 朝香栞 森田二惟奈          | 5月12日       |
| 第7話   | 天才運転士               | 山下憲一     | 吉川博明              | 三橋和弥          | 村形まゆ 山口菜 吉村萌 應谷瑞穂                                                  | 朝香栞 森田二惟奈          | 5月19日       |
| 第8話   | 友達のカタチ             | 窪山阿佐子   | 吉川博明              | うえだしげる      | 川口弘明 青木久美子                                                              | 朝香栞 森田二惟奈          | 5月26日       |
| 第9話   | 彼の正体                 | 梅原英司     | 双葉広 三橋和弥       | 尾形光洋          | 矢田起也 清水椋大 藤彩七 遠藤里蘭                                                | 朝香栞 森田二惟奈          | 6月2日        |
| 第10話  | 本当の自分               | 西中千晶     | 柘植孝                | 松井郁洋          | 刘晓宇 SY Rlichi 马家萌 刘晓萱 Harleen.Z                                         | 朝香栞 森田二惟奈          | 6月9日        |
| 第11話  | 姉の幻影                 | 石橋大助     | 大槻敦史              | うえだしげる      | 清水椋大 矢田起也 藤彩七 遠藤里蘭                                                | 朝香栞 森田二惟奈          | 6月16日       |
| 第12話  | 再会                     | 市川十億衛門 | 柘植孝                | 洪佩妮            | 森友絵 Bak Kkbattery Lenore                                                      | 朝香栞 森田二惟奈          | 6月23日       |
| 第13話  | カッコイイ人             | 梅原英司     | 双葉広                | 國本一穂          | 葉雲 劉波                                                                        | 朝香栞 森田二惟奈          | 6月30日       |
| 特別編1 | 失われた記憶             | 梅原英司     | 須藤典彦              | 坂本裕樹          | 談凱琪 相坂ナオキ                                                                | 朝香栞 森田二惟奈          | 7月7日        |
| 第14話  | 予兆                     | 石橋大助     | 小林一三              | うえだしげる      | 青木久美子 川口弘明                                                              | 朝香栞 森田二惟奈          | 7月14日       |
| 第15話  | 羽ばたくつばさ           | 西中千晶     | 柘植孝                | 貞光紳也          | 徐學文 覃国慶 徐學武                                                             | 朝香栞 森田二惟奈          | 7月21日       |
| 第16話  | 揃わない3人              | 山下憲一     | 大槻敦史              | 松井郁洋          | STUDIO MASSKET                                                                   | 朝香栞 森田二惟奈          | 7月28日       |
| 第17話  | こわがりな僕ら           | 窪山阿佐子   | 小林一三              | 雄谷将仁          | Triple A 无锡市樱花卡通有限公司 但伊楊                                           | 朝香栞 森田二惟奈          | 8月4日        |
| 第18話  | 戦う理由                 | 市川十億衛門 | 小林一三              | 尾形光洋          | 村形まゆ 吉村萌 應谷瑞穂                                                         | 朝香栞 森田二惟奈          | 8月11日       |
| 特別編2 | 戦いの記録               | -            | -                     | -                 | -                                                                                | -                          | 8月18日       |
| 第19話  | 新しい出会い             | 石橋大助     | 須藤典彦              | 貞光紳也          | 徐小山 趙小川 徐超 陳玲玲 蒋海華 魏丽娟 左东秀 李鑫源 拾月動画                   | 朝香栞 森田二惟奈          | 8月25日       |
| 第20話  | 海の運転士               | 山下憲一     | 小林一三              | うえだしげる      | 川口弘明 森田二惟奈 玉井あかね 福地祐香                                          | 朝香栞 森田二惟奈          | 9月1日        |
| 第21話  | シンカリオン、海へ       | 山下憲一     | 小林一三              | 松井郁洋          | 葉雲 周敦桃 張金浩 文周                                                          | 朝香栞 森田二惟奈          | 9月8日        |
| 第22話  | 文化祭                   | 西中千晶     | 小林一三              | 貞光紳也          | 矢田起也 清水椋大 藤彩七 とのはち 遠藤里蘭                                       | 朝香栞 森田二惟奈          | 9月15日       |
| 第23話  | イドとモリト             | 窪山阿佐子   | 須藤典彦              | 大張翼            | 森友絵 Bak Kkbattery Lenore                                                      | 朝香栞 森田二惟奈          | 9月22日       |
| 第24話  | 人機と仁義               | 市川十億衛門 | 大槻敦史              | 鈴木真彦          | Triple A 拾月動画 図霊動漫制作有限公司 无锡市樱花卡通有限公司                    | 朝香栞 森田二惟奈 横山麻華 | 9月29日       |
| 第25話  | 夢か使命か               | 市川十億衛門 | 中原れい              | 貞光紳也          | 猪猪 過燦 阿菁 劉簾 参窦 徐小山 徐超 李偉峰 趙小川 陳玲玲 蒋海華 魏丽娟 拾月動画 | 朝香栞 森田二惟奈          | 10月6日       |
| 第26話  | 追憶                     | 梅原英司     | 小林一三              | うえだしげる      | STUDIO MASSKET                                                                   | 朝香栞 森田二惟奈          | 10月13日      |
| 第27話  | 崩壊                     | 梅原英司     | 小林一三              | 松井郁洋          | 川口弘明 青木久美子 玉井あかね 福地祐香                                          | 朝香栞 森田二惟奈          | 10月20日      |
| 特別編3 | リサーチ ザ ワールド     | -            | -                     | -                 | -                                                                                | -                          | 10月27日      |
| 第28話  | モリトの想い             | 石橋大助     | 山﨑香子              | 丹羽沙也加        | 村形まゆ 吉村萌 應谷瑞穂                                                         | 朝香栞 森田二惟奈          | 11月3日       |
| 第29話  | メタバースよりAIを込めて | 石橋大助     | 須藤典彦              | 貞光紳也          | 清水椋大 上赤由香里 紫灯珈 とのはち 藤彩七 江島あかり                            | 朝香栞 森田二惟奈          | 11月10日      |
| 第30話  | 灯火                     | 窪山阿佐子   | 小林一三              | うえだしげる      | 清水椋大 上赤由香里 とのはち 藤彩七                                              | 朝香栞 森田二惟奈          | 11月17日      |
| 第31話  | 絶望の記録               | 西中千晶     | 小林一三              | 雄谷将仁 河野創太 | 无锡市樱花卡通有限公司 大暴龙 但伊楊 碧ひかる 劉相信                             | 朝香栞 森田二惟奈          | 11月24日      |
| 第32話  | 追跡                     | 山下憲一     | 大原実                | 松井郁洋          | STUDIO MASSKET                                                                   | 朝香栞 森田二惟奈          | 12月1日       |
| 第33話  | 決意                     | 市川十億衛門 | 貞光紳也              | 貞光紳也          | 葉雲 周敦桃 拾月動画                                                             | 朝香栞 森田二惟奈          | 12月8日       |
| 第34話  | 守りたいもの             | 市川十億衛門 | 宮尾佳和 横山麻華     | うえだしげる      | Triple A 无锡市樱花卡通有限公司 大暴龙 徐小山 過灿                               | 朝香栞 森田二惟奈          | 12月15日      |
| 第35話  | 真相                     | 梅原英司     | 大槻敦史              | 靑木由芳          | 川口弘明 青木久美子                                                              | 朝香栞 森田二惟奈          | 12月22日      |
| 特別編4 | プレゼン ザ ワールド     | 市川十億衛門 | 双葉広                | 松井郁洋          | 相坂ナオキ                                                                       | 朝香栞 森田二惟奈          | 2025年 1月5日 |
| 第36話  | それぞれの道             | 石橋大助     | 山﨑香子              | 稲森雅 丹羽沙也加 | 橋本七虹 宮脇直央 辻村歩                                                         | 朝香栞 森田二惟奈          | 1月12日       |
| 第37話  | ビーナとタイセイ         | 山下憲一     | 大原実                | 魏煒鵬            | 森友繪 Bak Kkbattery 淺住 年糕湯                                                 | 朝香栞 森田二惟奈          | 1月19日       |
| 第38話  | 繋げる想い               | 窪山阿佐子   | 小林一三              | 松井郁洋          | 村形まゆ 吉村萌 應谷瑞穂                                                         | 朝香栞 森田二惟奈          | 1月26日       |
| 第39話  | CHANGE THE WORLD         | 梅原英司     | うえだしげる 宮尾佳和 | うえだしげる      | 川口弘明 青木久美子                                                              | 朝香栞 森田二惟奈          | 2月2日        |

### 放送局（第3期）
| 放送期間                                          | 放送時間                     | 放送局                             | 対象地域                                                    | 備考                                         |
| ------------------------------------------------- | ---------------------------- | ---------------------------------- | ----------------------------------------------------------- | -------------------------------------------- |
| 2024年4月7日 - 2025年2月2日                       | 日曜 8:30 - 9:00             | テレビ東京（製作局） ほか系列全6局 | 北海道・関東広域圏・愛知県・ 大阪府・岡山県・香川県・福岡県 |                                              |
| 2024年4月8日 - 2025年2月3日                       | 月曜 0:35 - 1:05（日曜深夜） | BSテレ東                           | 日本全域                                                    | BS/BS4K放送                                  |
| 2024年4月19日 -                                   | 金曜 10:55 - 11:25           | 秋田放送                           | 秋田県                                                      |                                              |
|                                                   | 金曜 19:25 - 19:55           | 奈良テレビ                         | 奈良県                                                      |                                              |
| 2024年4月20日 -                                   | 土曜 5:00 - 5:30             | 福島テレビ                         | 福島県                                                      |                                              |
|                                                   | 土曜 9:00 - 9:30             | テレビ和歌山                       | 和歌山県                                                    |                                              |
| 2024年4月21日 -                                   | 日曜 8:30 - 9:00             | 仙台放送                           | 宮城県                                                      | テレビ東京系列との同時刻ではあるが遅れネット |
| 2024年4月27日 -                                   | 土曜 10:50 - 11:20           | 福井テレビ                         | 福井県                                                      |                                              |
| 2024年5月31日 -                                   | 金曜 7:00 - 7:30             | びわ湖放送                         | 滋賀県                                                      | [ 148 ]                                      |
| テレビ東京系列全6局、BSテレ東では字幕放送を実施。 |                              |                                    |                                                             |                                              |

| 配信開始日   | 配信時間        | 配信サイト |
| ------------ | --------------- | --- |
| 2024年4月7日 | 日曜 9:00 更新  | アニメタイムズ （Prime Video チャンネル） アニメ放題 Google Play dアニメストア（本店・ニコニコ支店・for Prime Video） DMM TV ニコニコ バンダイチャンネル Prime Video Hulu U-NEXT Lemino TVer ネットもテレ東 YouTube（シンカリオンTV・タカラトミー公式チャンネル） |
| 2024年4月8日 | 月曜 12:00 更新 | HAPPY!動画 ふらっと動画 |
| 2024年4月9日 | 火曜 0:00 更新  | J:COM STREAM TELASA milplus |

| テレビ東京系列 日曜 8:30 - 9:00 | テレビ東京系列 日曜 8:30 - 9:00 | テレビ東京系列 日曜 8:30 - 9:00                                                     |
| 前番組 | 番組名 | 次番組                                                                              |
| --- | --- | ----------------------------------------------------------------------------------- |
| デュエル・マスターズ WIN 決闘学園篇 （デュエル・ウォーズ） （2023年4月2日 - 2024年3月31日） - ※同番組まで『デュエル・マスターズシリーズ』 | シンカリオン チェンジ ザ ワールド （2024年4月7日 - 2025年2月2日） ↓ シンカリオン チェンジ ザ ワールド ERDAセレクション （2025年2月9日 - 3月30日） - ※本番組までアニメ枠 | トミプラワールド のりのりタイムズ!! （2025年4月6日 - ） - ※同番組よりバラエティ番組 |

## その他の展開

### 漫画
『てれびくん』（小学館）2015年11月号から2018年1月号までコミカライズ連載した。当初は玩具版をベースにする形であったが、アニメ版の放送開始を受けて、2017年12月号よりアニメ版をベースにする形にリニューアルした。その後、劇場版の制作を受けて、2019年8月号より劇場版のストーリーをベースにする形でコミカライズ連載を再開、6話まで掲載した後、『少年サンデーコミックス』（同社）から7話と8話を収録して劇場版と同タイトルで単行本化された。作画は河本けもん。また、『別冊コロコロコミックSpecial』（同社）2018年4月号 より『新幹線変形ロボ シンカリオン 超変形ギャグ外伝』のタイトルで同年8月号まで連載された。作画はきさいちさとし。
『最強ジャンプ』（集英社）2024年5月号から2025年5月号まで『シンカリオン ダイブ ザ ワールド』のタイトルで、「新シリーズ」のコミカライズが連載された。本誌オリジナルストーリーを展開。原作は澤咲ましの、作画は古屋こうが担当。
『少年エースplus』（KADOKAWA）にて、『シンカリオン チェンジ ザ ワールド』のタイトルで、アニメ第3期のコミカライズが2024年10月1日より連載中。作画は津島直人。

### 小説
2022年12月にコミックスレーベルの『てんとう虫コミックス』（小学館）から『小説 シンカリオンZ ヤマノテ・クライシス』が刊行。著者は石橋大助。テレビアニメ第2期の終了後の物語。
2023年2月28日よりテレビアニメ第2期公式サイト上でショートノベル『新幹線変形ロボ シンカリオンZ -復活のカイレン-』全8話が順次公開。テレビアニメ第2期の後日談にあたり、テレビアニメ本編未登場の「シンカリオンZ 700Sソニックニチリン」のほか新機軸の「PF-Z合体」によって強化されたシンカリオンZが登場した。
2024年6月より『集英社みらい文庫』（集英社）から『シンカリオン チェンジ ザ ワールド ノベライズ』シリーズが順次刊行。プロジェクト シンカリオンの原作・監修で、著者は番棚葵。テレビアニメ第3期のノベライズ。

### アーケードゲーム
『新幹線変形ロボ シンカリオン カードがもらえる! 超シンカバトル』
2018年3月下旬より順次稼動開始したトレーディングカードアーケードゲーム。発売元はタカラトミーアーツ。
『おもちゃがあたる!ロボカバトル』
タカラトミーアーツ販売。本作と『トミカ絆合体 アースグランナー』『トランスフォーマー』の3作品を題材としたアーケードカードゲーム。2020年4月より稼働。コアグランナートミカとの連動遊びも可能。

### ゲーム作品への登場
『エイリアンのたまご』（パオン・ディーピー）
2018年7月27日から2018年8月26日までシンカリオン限定ガチャや限定ミッションを実施。
『共闘ことばRPG コトダマン』（セガゲームス）
2018年12月6日から2019年1月9日まで。「E5はやぶさ」をはじめとして（各運転士も含む）、敵側エージェント（ゲンブ、ビャッコ、スザク、セイリュウ）も登場する。
劇場版の公開を記念して2019年1月24日から1月31日まで復刻第二弾が開催され、第一弾で登場したE5系 はやぶさをはじめとするコラボキャラ全10体が上方修正された。
『スーパーロボット大戦X-Ω』（バンダイナムコエンターテインメント）
2019年7月1日から7月8日までの期間限定イベントにて、速杉ハヤトとシンカリオン E5はやぶさMk II、シャショット、セイリュウとブラックシンカリオン 紅が参戦。本作と同じく列車及び新幹線のロボットが登場する『勇者特急マイトガイン』『勇者エクスカイザー』とのコラボレーションが描かれた。
『スーパーロボット大戦30』（バンダイナムコエンターテインメント）
2022年4月20日配信のダウンロードコンテンツにて速杉ハヤト、速杉ホクト、シャショット、シンカリオン E5はやぶさMk II、シンカリオン E5 MkII × ALFA-Xが参戦。

## ショップ
テレビアニメと連動した店舗であるシンカリオンストアを期間限定で全国各地に出店していた。
| 店舗名                           | 所在地               | 営業期間                             | 担当JNN局          |
| -------------------------------- | -------------------- | ------------------------------------ | ------------------ |
| シンカリオンストア小矢部店       | 富山県小矢部市       | 2018年3月17日 - 4月8日、5月1日 - 6日 | チューリップテレビ |
| シンカリオンストア東京ソラマチ店 | 東京都墨田区         | 2018年5月3日 - 6日                   | TBSテレビ          |
| シンカリオンストア仙台店         | 宮城県仙台市宮城野区 | 2018年7月21日 - 8月16日              | 東北放送           |